# Donald Trump
Donald John Trump (Queens (New York), 14 juni 1946) is een Amerikaanse zakenman en politicus. Hij is sinds 20 januari 2025 de 47e president van de Verenigde Staten. Eerder was hij van 20 januari 2017 tot en met 20 januari 2021 de 45e president.
Trump is lid van de Republikeinse Partij. Voorafgaand aan zijn presidentschap had hij geen politieke functies bekleed. Hij is actief in de vastgoedsector en was presentator van het televisieprogramma The Apprentice op NBC.
Op 8 november 2016 won Trump de Amerikaanse presidentsverkiezingen. Op 20 januari 2017 werd hij beëdigd als president. In november 2020 verloor hij de presidentsverkiezingen van Joe Biden. Op 20 januari 2021 eindigde zijn ambtstermijn. Tijdens zijn presidentschap werden de Abraham-akkoorden ondertekend, die leidden tot diplomatieke overeenkomsten tussen Israël en verschillende Arabische landen.
Na de verkiezingen van 2020 betwistte Trump de uitslag. Dit ging gepaard met gebeurtenissen zoals de bestorming van het Amerikaanse Capitool in 2021. Trump werd in verschillende rechtszaken veroordeeld, waaronder zaken met betrekking tot ongewenste intimiteiten en financiële kwesties. Op 30 mei 2024 werd hij als eerste voormalig president van de Verenigde Staten veroordeeld in een strafzaak.
Op 6 november 2024 won Trump de Amerikaanse presidentsverkiezingen voor een tweede keer. Tot die datum was Grover Cleveland de enige president van de Verenigde Staten die twee niet-opeenvolgende termijnen heeft gediend: van 1885 tot 1889 en van 1893 tot 1897.

## Afkomst
Trumps grootouders van vaders kant waren Duitse immigranten uit het zuidwestelijke Kallstadt, Rijnland-Palts, dicht bij de Franse grens. Grootvader Friedrich Trumpf emigreerde in 1885 op 16-jarige leeftijd naar New York waarna hij zijn Duitse naam verengelste tot Frederick Trump.
Trumps moeder, Mary Anne MacLeod (1912-2000), werd geboren in het dorp Tong op het eiland Lewis, aan de westkust van Schotland. In 1930, toen zij achttien jaar oud was, ontmoette zij Fred Trump (1905-1999) tijdens een vakantie in New York. Ze trouwden in 1936.

## Jeugd en opleiding
Donald Trump werd geboren op 14 juni 1946 in Queens, een van de vijf stadsdelen (boroughs) van New York. Hij groeide op met twee broers en twee zussen: Maryanne, Fred jr., Elizabeth en Robert. Fred jr. overleed in 1981 op 43-jarige leeftijd ten gevolge van alcoholmisbruik. In diverse interviews vertelde Donald dat hij door deze gebeurtenis zelf geheelonthouder werd. Maryanne was tot 2011 rechter in het Hof van Beroep voor het 3e circuit.
In de tijd dat het gezin Trump in Jamaica Estates woonde, bezocht de jonge Donald Trump The Kew-Forest School in Forest Hills, waar zijn vader lid was van het schoolbestuur. Enkele broers en zussen gingen ook naar die school. Op zijn dertiende werd Trump door zijn school geschorst wegens slecht gedrag. Vervolgens werd hij door zijn ouders naar de New York Military Academy gestuurd, zodat hij zijn energie goed zou kunnen benutten. Op 17-jarige leeftijd behaalde hij de rang van kapitein op die school.

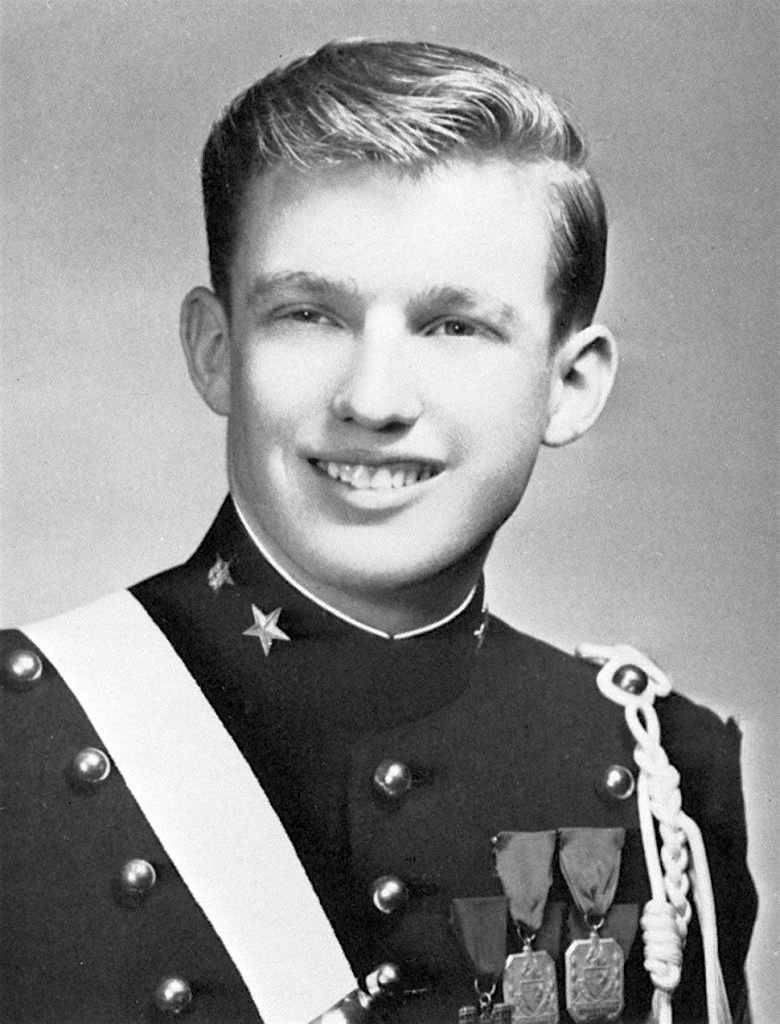
Trump in 1964

In augustus 1964 startte Trump een studie aan de Universiteit van Fordham in The Bronx. Twee jaar later switchte hij naar de Wharton School van de Universiteit van Pennsylvania, die als een van de weinige in de VS een vastgoedstudie aanbood. Hij studeerde af in 1968 met een Bachelor of Science in de economie.
Hoewel Trump tijdens de Vietnamoorlog de dienstplichtige leeftijd had, werd hij nooit daadwerkelijk opgeroepen en uitgezonden naar Vietnam. In zijn studententijd (1964–1968) werd hem viermaal uitstel van de dienstplicht verleend. In 1968 kreeg hij nog uitstel op medische gronden wegens een hielspoor. Toen de overheid via loterijen begon te bepalen wie naar Vietnam zou worden uitgezonden, kwam Trump daar aanvankelijk niet voor in aanmerking wegens zijn medische uitstel. Kennelijk bij toeval had hij voor de loterij een zeer hoog nummer gekregen, waardoor hij uiteindelijk nooit is opgeroepen.

## Zakelijk leven

### Begin in vastgoed
Trump begon zijn loopbaan bij het vastgoedbedrijf van de familie, Elizabeth Trump & Son. Dit richtte zich op middenklasse huurhuizen in de New Yorkse boroughs Brooklyn, Queens en Staten Island. Nog tijdens zijn studie was Trumps eerste project het revitaliseren van een appartementencomplex, Swifton Village in Cincinnati, dat zijn vader in 1962 kocht voor $ 5,7 miljoen. Nadat het bedrijf betrokken raakte bij het project, ging het complex met 1.200 appartementen binnen twee jaar van 66% leegstand naar volledige bezettingsgraad met een investering van $ 500.000. Het bedrijf verkocht Swifton Village in 1972 uiteindelijk voor $ 6,75 miljoen.
In 1971 verhuisde Trump naar Manhattan. Volgens Trump waren de marges bij sociale- en middenklasse huur te klein, en was die sector qua management te bewerkelijk. Deze sector kent veel klanten, die per persoon relatief weinig betalen, maar naar verhouding vaak betalingsproblemen hebben, aldus Trump. Om deze reden richtte hij zich op Manhattan, waar minder, maar kapitaalkrachtigere klanten waren, met hogere marges. Hij nam grotere projecten aan, waarbij aantrekkelijke, opvallende en soms controversiële ontwerpen werden gebruikt om publieke belangstelling, en daarmee commercieel succes, te realiseren. Een typisch voorbeeld hiervan is het Grand Hyatt Hotel, waar de metselwerkgevel werd verbouwd naar een glazen gevel.

### The Trump Organization

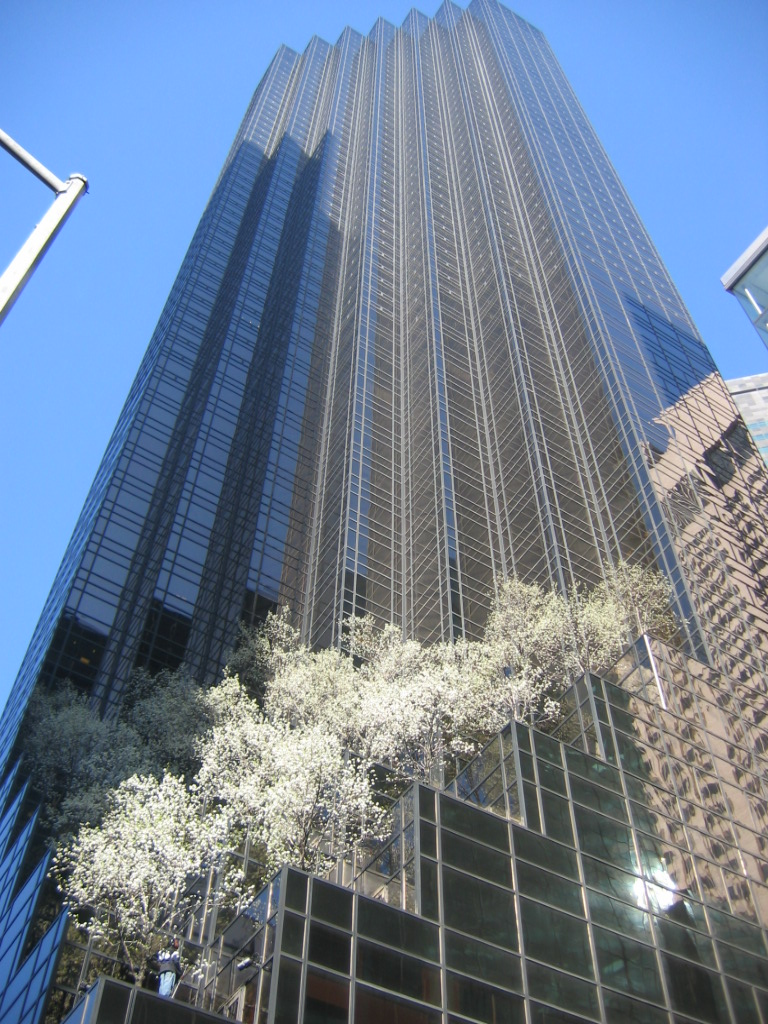
Trump Tower op het adres 725 Fifth Avenue in Manhattan

De Trump Organization werd in 1923 opgericht door zijn vader en grootmoeder. In 2016 waren rond 250 bedrijven onderdeel van de organisatie. Na zijn aantreden als president, trad hij terug als directeur. Het bedrijf wordt sinds zijn presidentschap geleid door zijn twee zonen Donald Jr. en Eric, en CFO Allan Weisselberg. Het bedrijf legt zich vooral toe op bouwprojecten en de exploitatie van gebouwen. Daarnaast zijn er belangen in andere sectoren.
Een paar van de meest opvallende en grote bouwprojecten in Manhattan zijn de Trump Tower, de Trump World Tower en het Grand Hyatt Hotel. Ook was hij van 1994 tot 2002 voor 50% eigenaar van het Empire State Building. Buiten Manhattan heeft hij onder andere het Trump Tai Mahal Hotel in Atlantic City en de Trump International Hotel and Tower in Chicago. Buiten de VS heeft hij ook bezittingen, zoals het Turnberry Hotel in Schotland.
Bij de aankoop en verbouwing van het Commodore Hotel eind jaren 70 in Manhattan, tegenwoordig het Grand Hyatt, heeft hij volgens sommigen belastingvoordelen gekregen, die concurrenten niet kregen. Volgens Trump zelf was het andersom: zijn concurrenten kregen belastingvoordelen die hij niet kreeg, en hij heeft een rechtszaak moeten voeren om diezelfde voordelen te krijgen. In 1981 leende Trump een bedrag van 17,5 miljoen van zijn vader om een aantal van zijn schulden af te betalen. Als gevolg van hoge bedrijfsschulden, moest Trump in 1996 zijn aandeel in het pand verkopen ter afbetaling.
De stad New York wilde begin jaren 1980 het Jacob K. Javits Convention Center bouwen op grond waarop Trump een koopoptie had. Trump schatte dat zijn bedrijf het project voor $ 110 miljoen zou kunnen uitvoeren. De stad verwierp zijn aanbod, maar Trump ontving wel een makelaarsvergoeding. Nadat de gemeente New York het project had overgenomen, liep de bouw meerdere jaren uit, werd het budget overschreden met ongeveer 50 miljoen dollar, en toen het voltooid was werd de exploitatie door de maffia gedaan. Trump heeft dit een aantal keren genoemd als voorbeeld van in zijn ogen vaak incompetente en corrupte politici.
In 1980 begon de stad New York met de renovatie van de Wollman Rink, een schaatsbaan uit 1955, in Central Park. De renovatie zou 2,5 jaar duren. Zes jaar later en met een budgetoverschrijding van 12 miljoen dollar was het project nog niet voltooid. Trump nam het beheer van het project over, zonder extra kosten voor de stad. De renovatie eindigde drie maanden later succesvol, voor 1,95 miljoen dollar, 750.000 dollar onder het budget. Trump kreeg hier veel positieve media-aandacht door, en volgens hemzelf was dit een doorbraak voor hem als mediapersoonlijkheid.

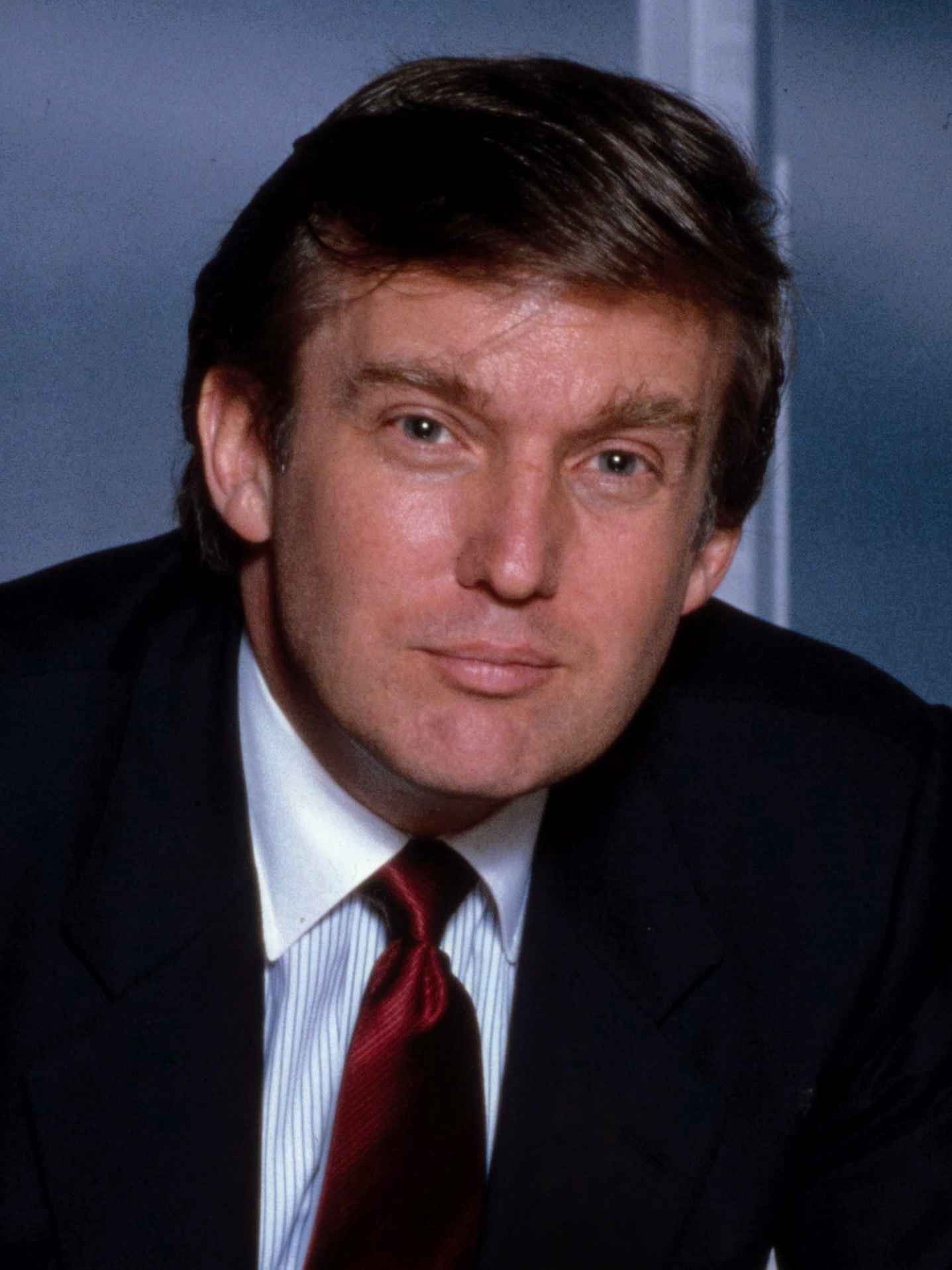
Trump in 1985

In 1985 bood Trump 28 miljoen dollar voor het landgoed Mar-a-Lago in Florida. De eigenaar vond dat bedrag te laag. Trump wilde zijn bod niet verhogen. In plaats daarvan kocht hij via een tussenpersoon de strook land tussen het landgoed en het strand. Hierna dreigde hij daar een groot en lelijk gebouw neer te zetten, zodat het uitzicht op het strand zou worden geblokkeerd. Door deze dreiging werden andere mogelijke kopers weggejaagd. Uiteindelijk kon Trump het landgoed kopen voor 5 miljoen dollar met daarnaast 2 miljoen dollar voor de inventaris. Trump geeft zelf een andere verklaring voor de relatief lage prijs, namelijk dat hij een neus heeft voor ondergewaardeerd onroerend goed.

### Faillissementen
Trump is nooit persoonlijk failliet gegaan, alhoewel hij eind jaren 80 wel een keer tijdelijk de controle over zijn persoonlijke financiën aan de banken heeft moeten afstaan. Zijn casino's en hotels zijn in totaal zes keer failliet gegaan. Het waren zogenaamde "technische faillissementen": de schulden werden geherstructureerd, maar de bedrijven bleven bestaan. Na onderhandelingen met belanghebbende banken over nieuwe voorwaarden voor de leningen, bleven de bedrijven voortbestaan. Geldschieters wilden Trump niet uit de casino's halen: dat zou resulteren in veel verlies doordat er een nieuwe casinovergunning zou moeten worden aangevraagd en het casino stil zou liggen. Hierdoor kon Trump een meerderheidsbelang afdwingen van 50,5% in de casino's, terwijl de andere aandelen naar de schuldeisers gingen. De Taj Mahal kwam uit het faillissement op 5 oktober 1991.
Vliegtuigmaatschappij Trump Shuttle kon de rente van haar leningen niet afbetalen en het bestuur werd daarom overgenomen door de banken. In 1992 werd de vliegtuigmaatschappij verkocht aan US Airways. Op 2 november 1992 diende het Plaza Hotel een reorganisatieplan in in het kader van een faillissementsaanvraag (en dus bescherming tegen schuldeisers). In het plan ging Trump ermee akkoord om een aandeel van 49% in het hotel te geven aan Citibank en vijf andere geldschieters. In ruil daarvoor zou Trump betere voorwaarden krijgen over het overgebleven schuldbedrag van ruim $ 550 miljoen, dat hij nog aan de geldschieters verschuldigd was. Ook mocht hij als tegenprestatie zijn positie als directeur behouden, hoewel hij geen rol meer zou krijgen in de dagelijkse zaken van het bedrijf. Plaza Hotel in New York ging ook failliet. Dit was het vierde faillissement van Trump in korte tijd na het faillissement van de drie casino's.
Volgens Forbes was Trumps eerste faillissement het enige faillissement dat zijn persoonlijke rijkdom aantastte. Volgens Time was echter ook bij het faillissement in 2004 72 miljoen dollar van Trumps eigen geld betrokken.

Trump zei jaren later over de faillissementen: 
"I've used the laws of this country to pare debt. … We'll have the company. We'll throw it into a chapter. We'll negotiate with the banks. We'll make a fantastic deal. You know, it's like on 'The Apprentice'. It's not personal. It's just business."
 Hij gaf aan dat andere "belangrijke ondernemers" hetzelfde deden.

### Heropleving vastgoed
In 2001 opende Trump World Tower, een appartementencomplex met 72 verdiepingen in de buurt van het Hoofdkwartier van de Verenigde Naties in New York. Trump begon ook aan de bouw van Trump Place, een project bestaande uit meerdere gebouwen langs de Hudson. Hij bezit daarnaast bedrijfsruimte in Trump International Hotel and Tower, een multifunctioneel gebouw (hotel en appartementencomplex) met 44 verdiepingen aan de Columbus Circle. Trump is in totaal eigenaar van honderdduizenden vierkante meters aan vastgoed in Manhattan.
Trump is een groot aantal vastgoedprojecten begonnen, waaronder Trump International Hotel and Tower (Honolulu), Trump International Hotel and Tower (Chicago), Trump International Hotel and Tower (Toronto) en Trump Tower (Tampa (Florida)). In Fort Lauderdale werd een van Trumps projecten (Trump International Hotel and Tower) stilgelegd wegens geldproblemen. Tegelijkertijd werd Trump Towers Atlanta One ontwikkeld.
In 2015 schatte het tijdschrift Forbes zijn netto vermogen op 4,1 miljard dollar. In juni 2015 publiceerde Business Insider een financieel verslag van Trump, waarin stond dat zijn vermogen $ 8,7 miljard bedroeg. Daarvan viel $ 3,3 miljard onder "licentieovereenkomsten op vastgoed, zijn merk en ontwikkelingen van zijn merk".

### Naamlicenties
Na de start van het televisieprogramma The Apprentice begon Trump aan verkopen van naamlicenties, waarbij bedrijven voor hoge bedragen de naam Trump mochten verbinden aan hun producten. Voor sommige licenties deed Trump mee met reclamecampagnes. Bij naamlicenties loopt Trump geen financieel risico en investeert hij niet in de bedrijven. In 2016 had hij inkomsten uit 25 licenties. Bij verschillende licenties van vastgoedprojecten waren er geheimhoudingsverplichtingen omtrent het bestaan van de licenties. Producten onder de naamlicentie 'Trump' zijn bijvoorbeeld: Trump Financial (hypotheken), Trump Sales and Leasing (woningverkoop), Trump Restaurants (gesitueerd in Trump Tower), GoTrump (reiswebsite), Donald J. Trump Signature College (lijn van mannenkleding, -accessoires en -horloges).

### Netto vermogen
In april 2011, toen Trump overwoog zich kandidaat te stellen voor de presidentsverkiezingen van 2012, citeerde Politico een bron dicht bij Trump die verklaarde dat als Trump presidentskandidaat zou worden, zijn financiële verklaring zou laten zien dat zijn vermogen meer dan 7 miljard dollar bedroeg, dat hij 250 miljoen dollar aan contanten had en dat hij nauwelijks schulden had. Hoewel Trump zich niet kandidaat stelde, publiceerde hij wel zijn financiën in een boek van hem. Hij beweerde dat zijn vermogen 7 miljard dollar bedroeg.
Schattingen van Trumps vermogen schommelden over de jaren heen samen met de waarde van zijn vastgoed. In 2015 schatte Forbes zijn vermogen op $ 4,1 miljard. Op 16 juni 2015 publiceerde Trump zijn financiële verslag net voor zijn kandidaatstelling voor de presidentsverkiezingen. Daarin stond dat zijn vermogen ongeveer 9 miljard dollar bedroeg. In juli 2015 gaven toezichthouders van de verkiezingen nieuwe details over Trumps vermogen vrij: zijn bezittingen hadden een waarde van ruim $ 1,4 miljard, inclusief minstens $ 70 miljoen aan aandelen en hij had een schuld van minstens $ 265 miljoen.

### Beursinvesteringen
In 2011 investeerde Trump in de beurs, omdat hij teleurgesteld was in de Amerikaanse vastgoedmarkt die in een depressie verkeerde, en omdat hij naar zijn idee te weinig rente kreeg van de bank. Hij zei dat hij geen beurspersoon was, maar dat het moeilijk was om goed vastgoed voor goede prijzen te krijgen. Trump verklaarde dat hij onder andere aandelen had gekocht van Bank of America, Citigroup, Caterpillar, Facebook, Intel, Johnson & Johnson en Procter & Gamble. Toen hij zijn aandelen in 2014 verkocht, had hij een winst van 27 miljoen dollar en 40 van de in totaal 45 verschillende aandelen die hij had gekocht waren in waarde gestegen.

### Sport
In 1983 kocht Trump de New Jersey Generals voor het eerste seizoen van de United States Football League. Het sportteam huurde Walt Michaels, voormalig coach van de New York Jets, in als hoofdcoach. Trump verkocht het team echter voorafgaand aan het begin van het eerste seizoen aan oliemagnaat J. Walter Duncan uit Oklahoma. Na het eerste seizoen verkocht Duncan het team terug aan Trump.
De United States Football League was van plan om het seizoen van 1986 in de herfst te organiseren, tegelijkertijd met de National Football League. Dat besluit werd grotendeels dankzij Trumps inspanningen genomen. Twee jaar eerder had Trump zijn mede-eigenaren tot de verplaatsing van het tijdstip van het seizoen overgehaald, omdat hij dacht dat dat uiteindelijk een fusie van de United States Football League en de National Football League zou veroorzaken. Daardoor zouden de eigenaren van alle teams in de competitie hun investeringen zien verdubbelen.
De New Jersey Generals fuseerden met de Houston Gamblers buiten het seizoen, waardoor het team onder andere quarterback Jim Kelly en wide receiver Ricky Sanders kreeg. Michaels, de coach, werd ontslagen en vervangen door Jack Pardee, de voormalige coach van de Houston Gamblers, die van plan was de tactiek van Houston Gamblers te gebruiken. Het nieuwe team speelde echter nooit wegens de afgelasting van het seizoen in 1986: een antitrustzaak van de United States Football League tegen de National Football League viel niet gunstig uit voor de USFL. Hoewel ze van de jury op veel punten gelijk kreeg, was er geen sprake van de grote schadevergoeding waarop ze had gehoopt. De competitie verdween definitief kort daarna.
Toen Trump in 1988 een gevecht tussen Mike Tyson en Michael Spinks in Atlantic City (New Jersey) organiseerde, was hij voor die gelegenheid financieel adviseur van Tyson.

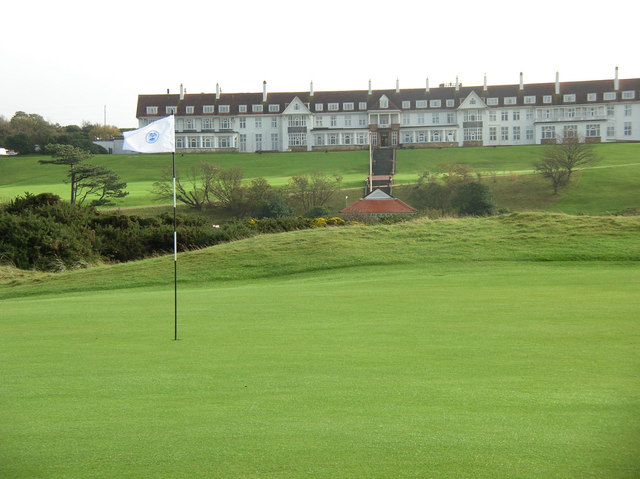
Het Turnberry Hotel in Schotland

The Trump Organization beheert een aantal golfbanen en -resorts in de Verenigde Staten en de rest van de wereld. Op 11 februari 2014 werd bekendgemaakt dat Trump de Doonbeg Golf Club in Ierland had gekocht. De golfbaan zou worden omgedoopt tot de Trump International Golf Links. In 2006 kocht Trump het landgoed Menie in de Schotse plaats Balmedie in Aberdeenshire voor de aanleg van een omstreden golfresort. In april 2014 kocht Trump het hotel en golfresort Turnberry in Schotland.

### Schoonheidswedstrijden
Trump is sinds 1996 de eigenaar van de schoonheidswedstrijden Miss USA en Miss Universe. 
In 2015 stopten NBC en Univision beide hun samenwerking met de Miss Universe Organization na de toespraak van Trump aan het begin van zijn campagne voor de presidentsverkiezingen van 2016 op 16 juni, waarin hij zich negatief uitliet over Mexicanen en het Amerikaanse immigratiebeleid.
Trump reageerde door een rechtszaak met een eis van 500 miljoen dollar in te dienen tegen Univison wegens contractbreuk en laster. De televisiezender Reelz kocht vervolgens de exclusieve rechten om Miss USA uit te zenden.

### Amusementsmedia

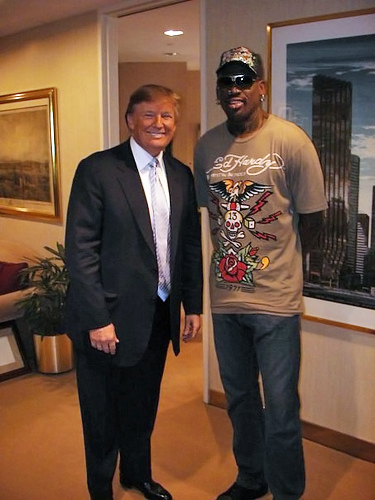
Trump met Dennis Rodman tijdens Rodmans deelname aan The Apprentice

In de media verwierf Trump onder andere bekendheid door zijn twee nominaties voor een Emmy Award, voor zijn verschijningen in films en televisieseries als een karikatuur van zichzelf (bijvoorbeeld in Home Alone 2: Lost in New York, The Nanny, The Fresh Prince of Bel-Air, Days of our Lives en Wall Street: Money Never Sleeps) en voor zijn rol in de film The Little Rascals. Hij is ook het onderwerp geweest van komieken, makers van flashanimaties en makers van online karikaturen. Trump had daarnaast een eigen dagelijks praatprogramma op de radio met de naam Trumped!.
In maart 2011 was Trump het onderwerp van het televisieprogramma Comedy Central Roast. De speciale aflevering werd gepresenteerd door Seth MacFarlane en Trump werd onder andere geroast door Larry King, Snoop Dogg en Anthony Jeselnik. In april 2011 ging Trump naar het diner van de White House Correspondents' Association. President Barack Obama maakte tijdens deze gelegenheid een aantal spottende grappen over Trump.
Voor een overzicht van Trumps film- en televisieoptredens, zie het artikel Filmografie van Donald Trump.

### The Apprentice
In 2003 werd Trump de uitvoerende producent en presentator van een realityserie van NBC, genaamd The Apprentice. In die televisieserie streed een groep deelnemers om een belangrijke baan in een van de bedrijven van Trump.

### World Wrestling Entertainment
Trump staat bekend als een liefhebber van World Wrestling Entertainment (WWE) en is bevriend met de voorzitter van dat bedrijf, Vince McMahon. Hij heeft twee evenementen van WrestleMania gepresenteerd in Trump Plaza en was een actief deelnemer in verschillende shows. In 1991 werd het kampioenschap van de World Bodybuilding Federation, die in bezit was van de WWE (toen de World Wrestling Federation geheten), in Trump Taj Mahal in Atlantic City gehouden. Trump werd in 2004 tijdens WrestleMania XX bij de ring geïnterviewd door Jesse Ventura.
Hij verscheen ook in 2007 in WrestleMania 23 in een wedstrijd met de naam The Battle of the Billionaires, een gevecht tussen Bobby Lashley en Umaga. Trump stond aan de kant van Lashley en Vince McMahon stond aan de kant van Umaga. Stone Cold Steve Austin was voor de gelegenheid de scheidsrechter in het zogenaamde "hair versus hair"-gevecht. Dat hield in dat het haar zou worden afgeschoren van Trump als Umaga zou winnen en het haar van McMahon als Lashley zou winnen. Lashley won uiteindelijk, waarna Trump McMahon kaal schoor.
Op 15 juni 2009 kondigde McMahon aan in de worstelshow Monday Night Raw dat hij het programma had "verkocht" aan Trump. Trump verklaarde in het programma dat hij in de volgende reclamevrije aflevering zou verschijnen en dat hij de tickets zou vergoeden van alle mensen die een ticket hadden gekocht voor die show. De daaropvolgende week werd Monday Night Raw zogenaamd "teruggekocht" door McMahon voor de dubbele prijs.
In 2013 werd Trump opgenomen in de beroemdhedenvleugel van de WWE Hall of Fame in het Madison Square Garden in New York voor zijn bijdragen aan de promotie van WWE. De daaropvolgende nacht verscheen hij voor de vijfde keer in WrestleMania.

### Cryptomunt
Op 17 januari 2025 lanceerde Trump de TRUMP-memecoin, ook aangeduid als $TRUMP of Official Trump (niet te verwarren met andere Trump-gerelateerde cryptovaluta). Voor de eerste drie maanden waren 100 miljoen eenheden beschikbaar voor het publiek, plus evenveel voor het zorgen voor liquiditeit. De 200 miljoen eenheden hadden al gauw een totale marktwaarde van miljarden dollar. In de voorwaarden staat dat het niet als een investering moet gezien worden, maar als een manier om achter zijn persoon en zijn ideeën te staan. Er wordt gebruikgemaakt van de Solana-blockchain. Het aantal eenheden wordt na de eerste drie maanden gedurende 33 maanden geleidelijk verhoogd naar een miljard, het maximale aantal. De opbrengst gaat naar CIC Digital LLC en Fight Fight Fight LLC. 
Op 20 januari 2025 lanceerde Melania de vergelijkbare Melania-memecoin, $MELANIA, ook op de Solana-blockchain. De marktwaarde was dezelfde dag nog ook al meer dan een miljard dollar.
Het uitbrengen van dit soort cryptomunten is controversieel omdat ze vaak kenmerken vertonen van een zogenaamd "pump-and-dump"-schema, waarbij de waarde in eerste instantie sterk stijgt door aankopen van loyale aanhangers, maar daarna instort. Critici stellen dat dit kan leiden tot aanzienlijke financiële verliezen voor kleine beleggers, vaak supporters van Trump zelf.

## Politiek

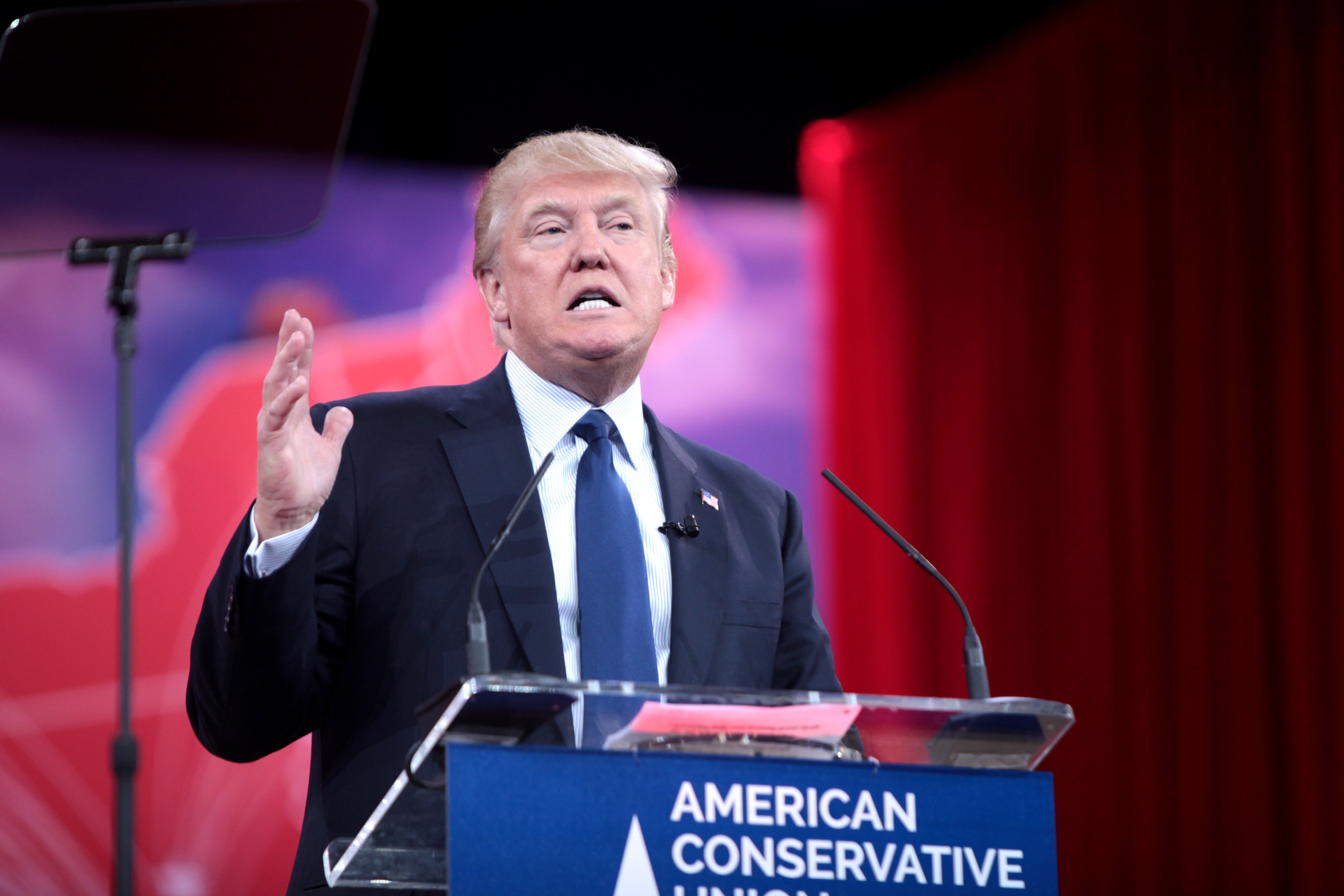
Donald Trump tijdens CPAC in National Harbor op 27 februari 2015

### Politieke activiteiten tot 2015
Trump is lid geweest van meerdere partijen, de Democraten, de Reform Party, en sinds 2009 de Republikeinen. Hij heeft gedoneerd aan Democraten en Republikeinen, en soms aan beide tegelijk. In totaal heeft hij 1,4 miljoen dollar gedoneerd sinds 1989 (gecorrigeerd voor inflatie). Vanaf 2009 is hij gestopt met donaties aan de Democraten en heeft hij alleen nog aan Republikeinen gedoneerd. Hij heeft vaak deelgenomen aan het publieke debat, door zijn mening te laten horen over een breed scala aan maatschappelijke onderwerpen, zoals handel en klimaat, maar tot zijn presidentschap heeft hij geen officiële functies bekleed.
In april 2011 betwijfelde hij het Amerikaanse staatsburgerschap van president Barack Obama. Op 25 april 2011 riep hij president Obama op om de lange versie van zijn geboorteakte vrij te geven. Twee dagen later publiceerde het Witte Huis de lange versie van Obama's geboorteakte. Trump liet in een daaropvolgende persconferentie merken dat hij trots was op zijn rol in de publicatie van het geboortebewijs.

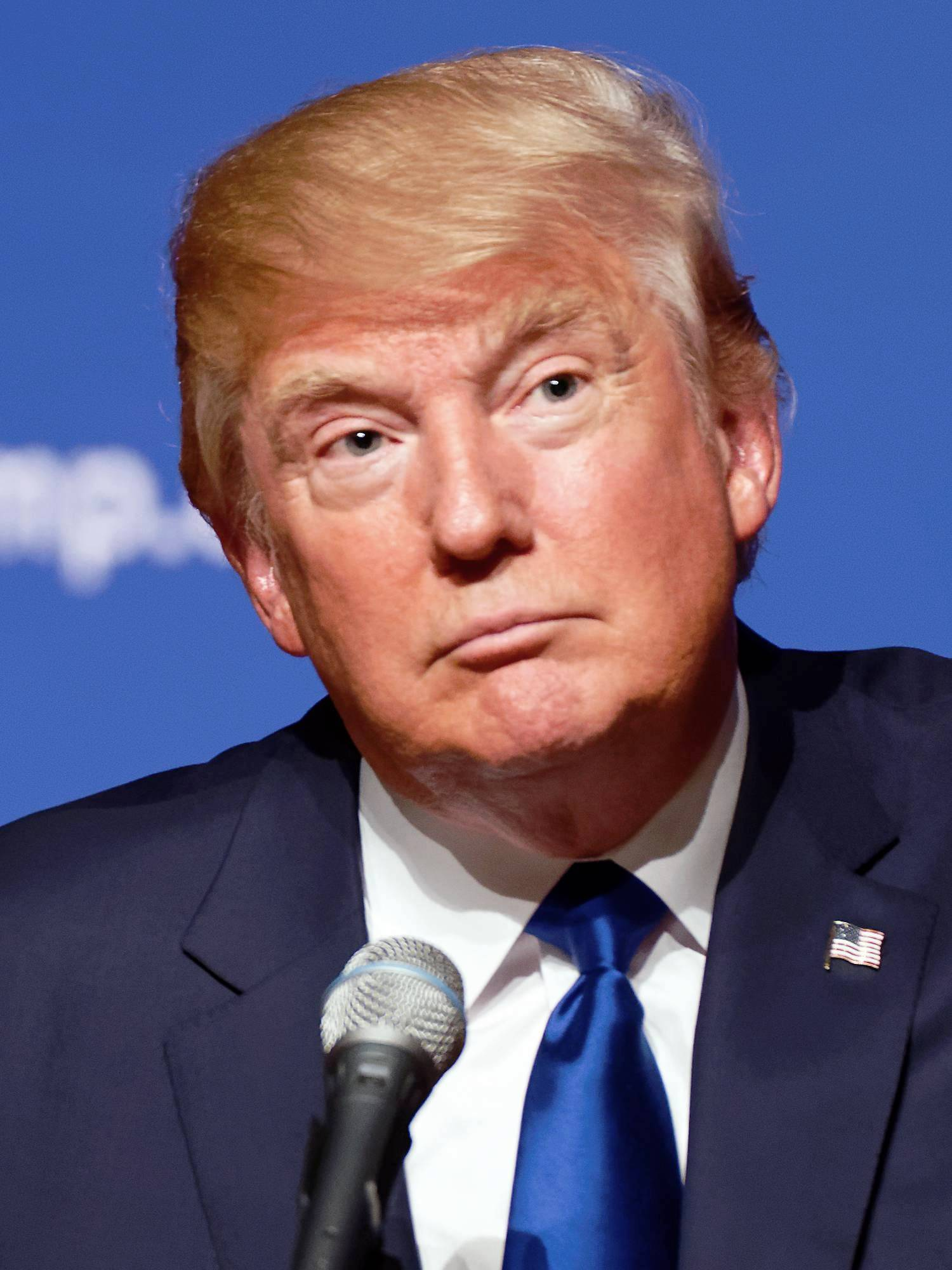
Trump in augustus 2015.

Trump overwoog om zich kandidaat te stellen voor de presidentsverkiezingen van 1988, 2004 en 2012 en voor het ambt van gouverneur van New York in 2006 en 2014, maar zag daar uiteindelijk van af. Hij stelde zich wel kandidaat voor de Reform Party voor de presidentsverkiezingen van 2000 en won de voorverkiezing in Californië. Hij schreef met Dave Shiflett het boek The America We Deserve om zijn programmapunten voor zijn kandidaatschap in 2000 uiteen te zetten.

### Presidentiële campagne 2015–2016

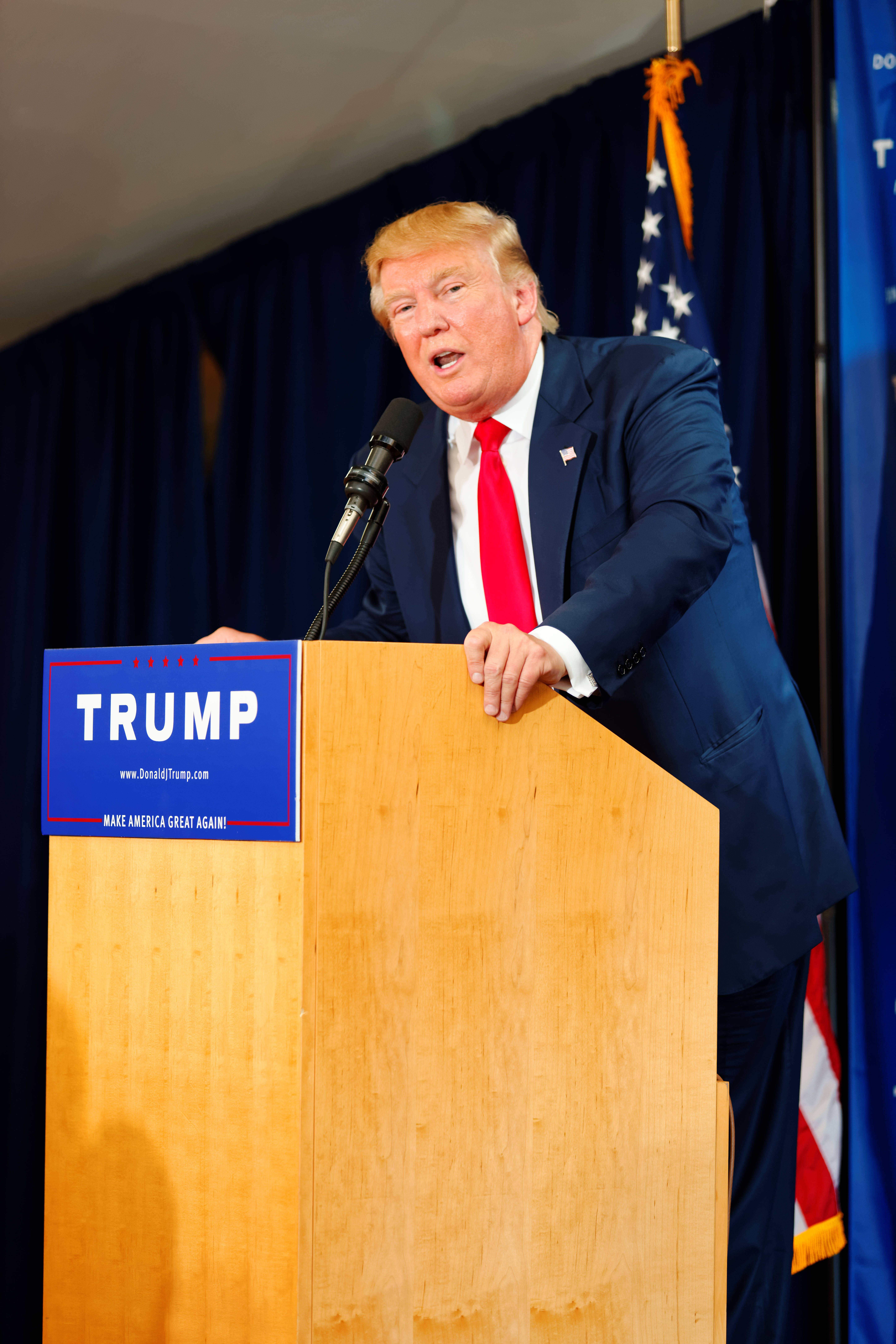
Donald Trump tijdens zijn campagne bij de Laconia Rally in Laconia (New Hampshire).

Op 16 juni 2015 stelde Trump zich officieel kandidaat voor het ambt van president van de Verenigde Staten, namens de Republikeinse Partij. Op Twitter zette hij zijn persoonlijke leus: Make America Great Again. Gedurende zijn verdere politieke loopbaan spelen zijn nagenoeg dagelijkse tweets een grote rol in de beeldvorming van hem als politicus.

#### Voorverkiezingen
Op 9 juli 2015 werden de resultaten van de eerste grote nationale peiling bekendgemaakt, die liet zien dat Trump op dat moment de grootste aanhang had onder de Republikeinse kandidaten. De peiling was uitgevoerd door The Economist en YouGov. Een peiling van de Suffolk University en USA Today vijf dagen later liet zien dat 17% van de Republikeinse stemmers Trump steunde en 14% Jeb Bush. Een peiling van The Washington Post en ABC News, die tussen 16 juli en 19 juli gehouden werd, had als uitslag dat 24% van de Republikeinse stemmers Trump aanhing en dat Scott Walker, de nummer twee van de peiling, een aanhang had van 13%. Uit een peiling van CNN en ORC onder Republikeinse stemmers bleek dat Trump met een steun van 18% de grootste steun had. Hij versloeg daarmee Jeb Bush, die een percentage van 15% kreeg. In de peiling van CBS News van 4 augustus stond Trump wederom op de eerste plaats met een steun van 24%. Tweede stond Bush met 13% steun en derde stond Walker met 10% steun. In september 2015 kwam een groep van veertig voorgangers op het hoofdkantoor van Trump in New York, waaronder Paula White van de New Destiny Christian Center, Robert Jeffress van de First Baptist Dallas en David Jeremiah van de Shadow Mountain Community Church.
Als reactie op een schietpartij in het Californische San Bernardino in december 2015 riep Trump op tot een volledige stop op immigratie van moslims naar de Verenigde Staten, "totdat onze congresleden hebben kunnen onderzoeken wat er aan de hand is".
In februari 2016 won Trump twee Republikeinse voorverkiezingen achterelkaar, in de staten New Hampshire en South Carolina. In Iowa werd hij tweede, na Ted Cruz.
Op 3 mei won Trump de voorverkiezingen in Indiana, waarmee hij zijn tegenstander Ted Cruz uitschakelde. Nadat Cruz en Kasich begin mei 2016 uit de race voor de nominatie stapten, was Trump de enige overgebleven kandidaat namens de Republikeinen. Op 9 mei stelde Trump Chris Christie, de gouverneur van New Jersey, aan als degene die een team moest samenstellen ingeval Trump de aankomende verkiezingen zou winnen. Trump kondigde zijn kandidatuur officieel aan op 16 juni 2015, vanuit zijn hoofdkantoor in Trump Tower in New York. Tijdens de start van zijn campagne speelde hij Rockin' in the free world af, tegen de zin van de singer-songwriter hiervan, Neil Young. Hij opende met de slogan "We are going to make our country great again." Daarbij zei hij toe de "beste banenpresident die God ooit gemaakt heeft" te worden. Op 20 juni ontsloeg hij zijn campagnemanager, Corey Lewandowski.
Op 18 juli 2016 hield Trumps vrouw Melania tijdens de Republikeinse Partijconventie een toespraak met passages die opmerkelijke overeenkomsten vertoonden met een speech van Michelle Obama uit 2008. Dit leidde tot veel ophef; gedacht werd in de eerste plaats aan een blunder van de speechschrijvers.

Oud-verkiezingscampagnelogo. Omdat het er suggestief uitzag, werd het vervangen.

Verkiezingscampagnelogo van Trump en Mike Pence.

#### Nominatie
Op 20 juli 2016 werd Trump officieel voorgedragen als presidentskandidaat namens de Republikeinen en de volgende dag accepteerde hij de nominatie.
Midden augustus 2016 maakte Trump tijdelijk een duidelijke val in de peilingen en verloor veel aanhang in belangrijke staten. Hierop reorganiseerde hij zijn campagne en stelde Steve Bannon aan als de nieuwe hoofdman. Een paar weken later had Trump de achterstand op zijn Democratische tegenstander Hillary Clinton weer grotendeels ingehaald.

#### Schandalen
Op 1 oktober 2016 bracht The New York Times het nieuws naar buiten dat Trump mogelijk 18 jaar lang nauwelijks of geen federale inkomstenbelasting had betaald, door een verlies van 916 miljoen dollar – dat hij begin jaren negentig als gevolg van slechte deals had gemaakt – op volledig legale wijze hiermee te verrekenen. Een week eerder had Clinton Trump ertoe aangespoord om zijn belastingaangiften te openbaren, tijdens hun eerste rechtstreekse verkiezingsdebat, daarbij suggererend dat hij ze niet wilde openbaren omdat weleens zou kunnen blijken dat hij jarenlang nauwelijks belasting had betaald.
Op 7 oktober, exact een maand voor de verkiezingen, raakte Trump in opspraak toen The Washington Post een videofragment uit 2005 vrijgaf waarin hij zich op een seksistische en minachtende manier over "groupies" uitliet.
Hieropvolgend zegden meer dan 150 prominente Republikeinen hun steun aan de presidentskandidaat op, onder wie John McCain. Trump bood op tv, schriftelijk en op Facebook zijn excuses aan. Op 10 oktober zei ook Paul Ryan, de belangrijkste Republikein in het Congres, in een telefonisch gesprek met partijgenoten dat hij Trump niet meer zou steunen. In de daaropvolgende dagen trad een aantal vrouwen in de openbaarheid met verklaringen dat zij door Trump ooit ongewenst waren betast. Onder hen waren de winnares van Miss Arizona USA uit 2001, een voormalig model en een vrouw die in 2007 had deelgenomen aan The Apprentice.
Na het bekend worden van het voornoemde videofilmpje maakte Trump een vrije val in de peilingen. Op 14 oktober staakte hij zijn campagne in de staat Virginia volledig. Zijn achterstand op Clinton was hier zo groot geworden dat Trumps team hem geen enkele kans meer gaf.

#### Mediastrategie: 'flood the zone with shit'
Tijdens de campagne (en de erop volgende periode als Chief Strategist en Senior Counselor) zei Steve Bannon dat de media Trumps belangrijkste tegenstander waren, meer nog dan de Democraten, en dat de tactiek om met de media om te gaan was "to flood the zone with shit" ("om de hele boel te overspoelen met rotzooi"). Deze tactiek is bedoeld om ervoor te zorgen dat geen enkele specifieke actie of gebeurtenis opvalt, doordat de media continu nieuwe berichten toegespeeld krijgen, zodat de media en het publiek het niet kunnen bijhouden, en controverse en tegenstand wordt voorkomen. De tactiek wordt ook wel de 'firehose of falsehood' ('brandslang/stroom van leugens') genoemd.

#### Verkiezing tot president

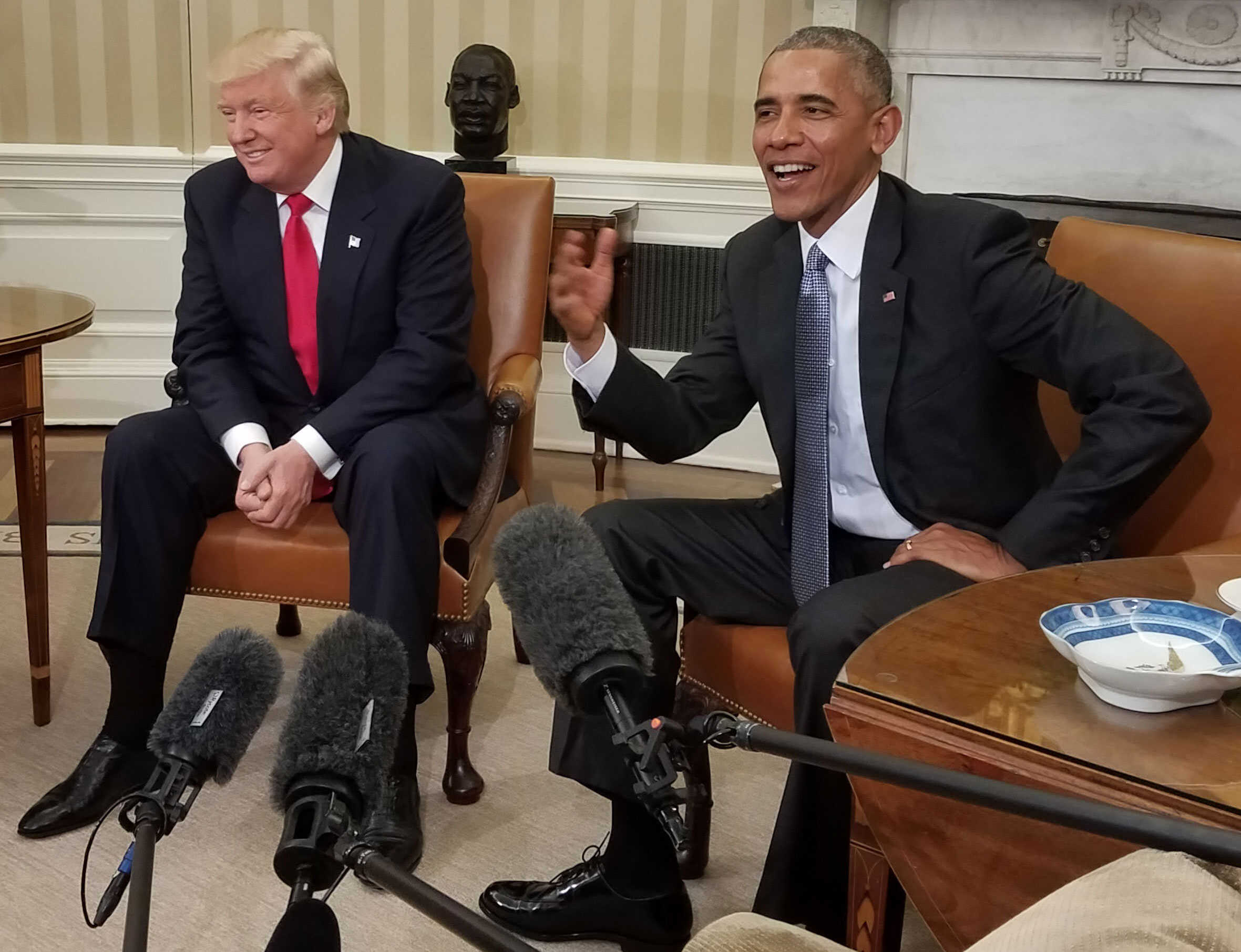
Donald Trump met Barack Obama in de Oval Office van het Witte Huis op 10 november 2016.

Kort voor de verkiezingen lag Clinton nog voor in de meeste peilingen. Op 8 november won Trump echter, tegen de algehele verwachtingen in, onder meer in de belangrijke staten Florida, Ohio, Pennsylvania en North Carolina. Hiermee behaalde hij de overwinning. Trump won 30 deelstaten, tegenover 20 en het District of Columbia voor Clinton, maar won een kleiner deel van de 'popular vote', het totaal aantal stemmen: Clinton behaalde 65.853.514 stemmen (48,18%), Trump kreeg er 62.984.828 (46,09%). Door de wijze waarop het Amerikaanse kiesstelsel werkt, haalde Trump de drempel van 270 leden van het kiescollege, met 304 tegen 227, ruimschoots.

### Presidentschap 2017-2021

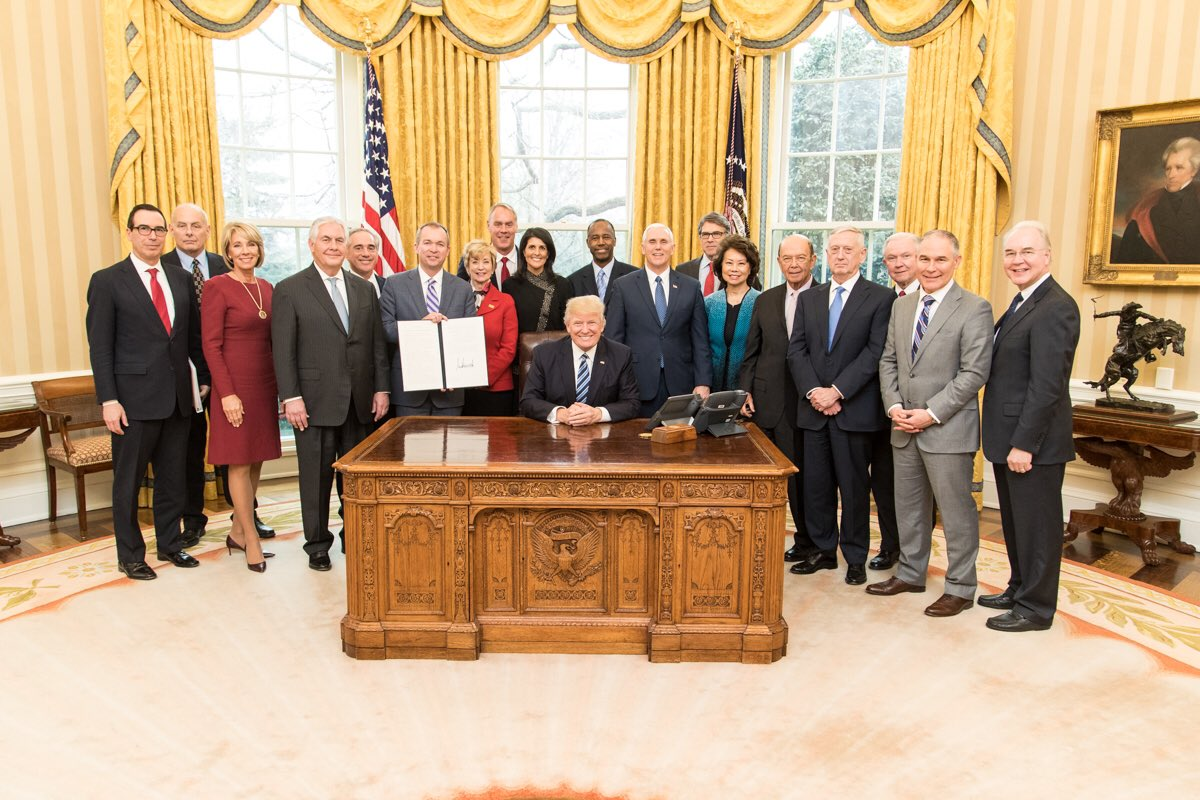
Kabinet-Trump (13 maart 2017)

#### Eedaflegging

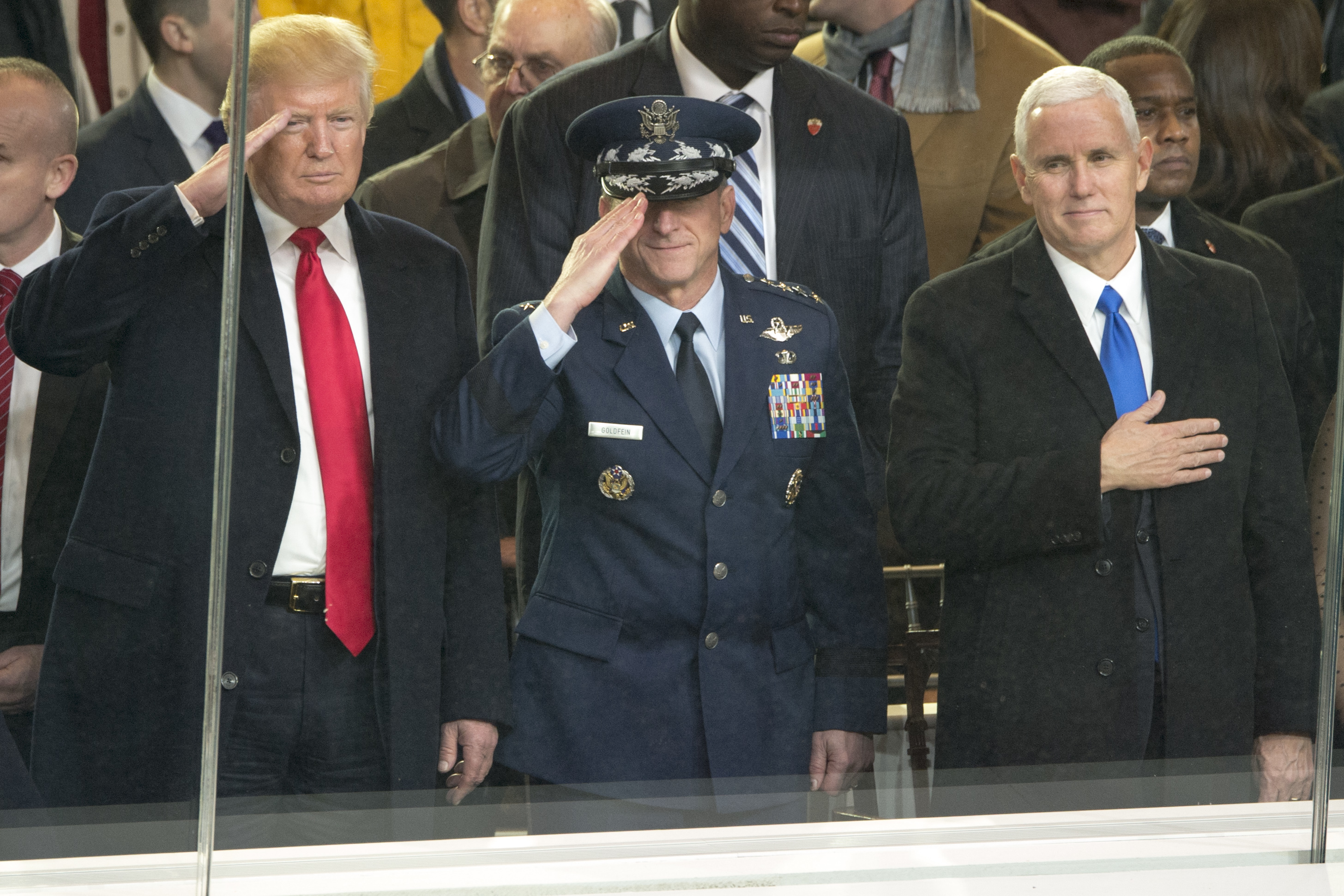
Donald Trump tijdens de inauguratieparade op 20 januari 2017

Op 20 januari 2017 legde Trump de presidentiële eed af. In zijn eerste toespraak als president benadrukte hij dat vanaf dat moment de Verenigde Staten in alles op de eerste plaats zouden komen.
Vrijwel meteen na zijn aantreden als president baarde Trump internationaal veel opzien door omstreden beslissingen. Zo ondertekende hij reeds op 25 januari het uitvoeringsbesluit voor de te bouwen muur langs de Mexicaans-Amerikaanse grens. Een week na zijn inauguratie stelde hij een inreisverbod in dat zou gaan gelden voor zeven islamitische landen. Dit verbod werd echter door diverse federale rechtbanken opgeschort, net als een aangepaste versie ervan in maart.

#### Immigratie
Het immigratiebeleid, en in het bijzonder illegale immigratie naar de Verenigde Staten, was een van de belangrijkste thema's uit de verkiezingscampagne van president Donald Trump. Zijn voorstellen over hervormingen en uitlatingen over dit onderwerp veroorzaakten veel publiciteit. Officiële schattingen van het aantal illegale immigranten in de VS lopen uiteen van 11 tot 12 miljoen.
Volgens Trump is criminaliteit een van de problemen die voortvloeit uit illegale immigratie. Uit statistieken blijkt dat illegalen verhoudingsgewijs 4 keer zo vaak in de gevangenis belanden als burgers van de VS, exclusief diegenen die enkel zijn opgesloten omdat ze illegaal zijn. Andere problemen zijn dat er een schaduweconomie ontstaat, het moeilijker wordt om de wet te handhaven, en illegalen op de arbeidsmarkt concurreren met legale immigranten en VS-burgers.
Een cruciale belofte uit Trumps campagne was het bouwen van een "solide muur" op de grens tussen de Verenigde Staten en Mexico. Trump heeft verder steun uitgesproken voor diverse varianten van "het beperken van legale immigratie en visa voor buitenlandse arbeidskrachten”, waaronder een "pauze" voor uitgifte van Green Cards, hetgeen naar zeggen van Trump "een record-hoog niveau van immigratie zal terugbrengen tot bescheidener historische gemiddelden".
Als president vaardigde Trump een inreisverbod uit, meer bepaald een verbod om visa te verstrekken aan ingezetenen van zeven grotendeels islamitische landen. Reagerend op gerechtelijke uitspraken herzag hij de ban tweemaal, terwijl zijn derde versie in juni 2018 door het Hooggerechtshof werd goedgekeurd. Hij trachtte het Deferred Action for Childhood Arrivals (DACA)-programma te beëindigen, maar een rechterlijk bevel stond toe dat het betreffende beleid zou worden gecontinueerd zolang de zaak onder de rechter was. Trump kondigde voorts een nultolerantiebevel af om alle illegale immigranten bij het oversteken van de grens te arresteren en in hechtenis te nemen. Dat leidde er ook toe dat kinderen van hun ouders werden gescheiden, omdat men in de VS geen kinderen in een gevangenis voor volwassenen wil opsluiten. Een mogelijk onderliggend argument voor dit beleid was de beoogde afschrikkende werking. Belangrijke architecten van deze aanpak waren topadviseur Stephen Miller en minister van Justitie Jeff Sessions.
Minister Nielsen van Binnenlandse zaken werd belast met de moeilijke taak om de over de gehele VS verspreide kinderen te herenigen met de ouders.
In zijn eerste State of the Union op 30 januari 2018, zette Trump de vier pijlers van zijn kabinet voor hervorming van het immigratiebeleid uiteen: 1. een traject voor naturalisatie van DREAM-ers, 2. financiering van verbetering van de beveiliging van grenzen, 3. beëindiging van de diverse visa-loterijen, en 4. beperking van immigratie op basis van gezinsverbanden.
Deze vier pijlers versterken Trumps campagneleuze Buy American, Hire American en ook het gelijknamige decreet van 2017, spoort met de eerder uiteen gezette prioriteiten voor het immigratiebeleid.
Na de tussentijdse verkiezing van 6 november 2018 herwonnen de Democraten de meerderheid in, en daarmee de controle over het Huis van Afgevaardigden. Dit maakte het voor Trump moeilijker het door hem gewenste immigratiebeleid uit te voeren. Met name het budget voor de grensmuur was een strijdpunt. Dat leidde tot het tijdelijk stilleggen van de overheid aan het begin van 2019. Om het budget toch te kunnen krijgen, kondigde Trump begin 2019 de noodtoestand af (afgebakend voor de Mexicaans-Amerikaanse grens), hetgeen hem tijdelijk meer zeggenschap over het budget gaf.

#### COVID-19-pandemie
Vanaf december 2019 deed zich een wereldwijde uitbraak van de nieuwe infectieziekte COVID-19 voor. De eerste besmetting in de VS werd vastgesteld op 20 januari 2020. Op 31 januari kondigde minister van Volksgezondheid Alex Azar een gedeeltelijk inreisverbod af versus niet-Amerikanen, die vanuit China naar de VS wilden reizen. Dit verbod werd op 2 februari effectief.
President Trump reageerde traag op de pandemie. Hij wuifde de eerste alarmsignalen van ambtelijke gezondheidsdeskundigen en zijn minister van Volksgezondheid Azar weg. Waarschuwingen over de openbare gezondheid negeerde hij, terwijl hij zich in plaats daarvan concentreerde op de economische en politieke gevolgen van de uitbraak. Hij bleef beweren dat er binnen enkele maanden een vaccin te verwachten was, hoewel officiële instanties, als het ministerie van Volksgezondheid (HHS) en Centrum voor Ziektepreventie (CDC) hem herhaaldelijk verzekerden dat het een jaar tot anderhalf jaar zou vergen om een veilig vaccin te ontwikkelen. Ook klopte Trump de beschikbaarheid van testmateriaal voor het virus - tegen beter weten - op, bewerend dat "iedereen die een test wenst een test kan krijgen", terwijl de aanwezigheid van testmateriaal zeer ontoereikend was.
Op 6 maart 2020 tekende Trump de Coronavirus Preparedness and Response Supplemental Appropriations Act, waarin 8,3 miljard dollar werd uitgetrokken voor een noodfonds ten behoeve van federale instanties. Op 13 maart werd zijn gedeeltelijk inreisverbod effectief voor reizigers uit het grootste deel van Europa. Ook richtte hij zich voor het eerst in een serieuze toespraak vanuit het Oval office tot het Amerikaanse volk over het "verschrikkelijke" virus.
Medio maart hield Trump persconferenties, vergezeld van medische experts en Witte Huis-medewerkers, die zich soms genoodzaakt zagen hem tegen te spreken wanneer hij niet gevalideerde behandelingen of medicaties aanprees. Tijdens deze conferenties roemde hij zijn eigen behandeling van de pandemie regelmatig en bekritiseerde hij zijn rivaal presidentskandidaat Joe Biden en leden van het pers-korps van het Witte Huis.
Op 16 maart erkende de president voor het eerst dat de pandemie niet onder controle was en dat er maanden van ontwrichting van het dagelijks leven en een recessie op komst zouden kunnen zijn.
Op 3 april maakte Trump bekend dat de federale overheid budgetten uit de CARES Act ging benutten om ziekenhuizen te betalen voor onverzekerde patiënten die geïnfecteerd waren door het coronavirus. Veel kritiek oogstte hij bij de media, gezondheidsexperts, de World Health Organization (WHO) en de Chinese overheid voor zijn herhaalde gebruik van de termen "Chinese virus" en "China virus".
Begin april, toen de pandemie verergerde en hij onder druk kwam te staan vanwege de aanpak van zijn kabinet, weigerde Trump fouten toe te geven. In plaats daarvan stelde hij de media, Democratische gouverneurs, het kabinet-Obama, China en de WHO in gebreke.
Medio april 2020 begonnen enkele nationale nieuws-netten hun live-verslag van de persconferenties te beperken. De Washington Post berichtte dat "propagandistische en onjuiste" verklaringen van Trump afweken van feitelijke uitspraken van leden van de Coronavirus task force, in het bijzonder van coronavirus-coördinator Deborah Birx en top-expert Dr. Anthony Fauci.

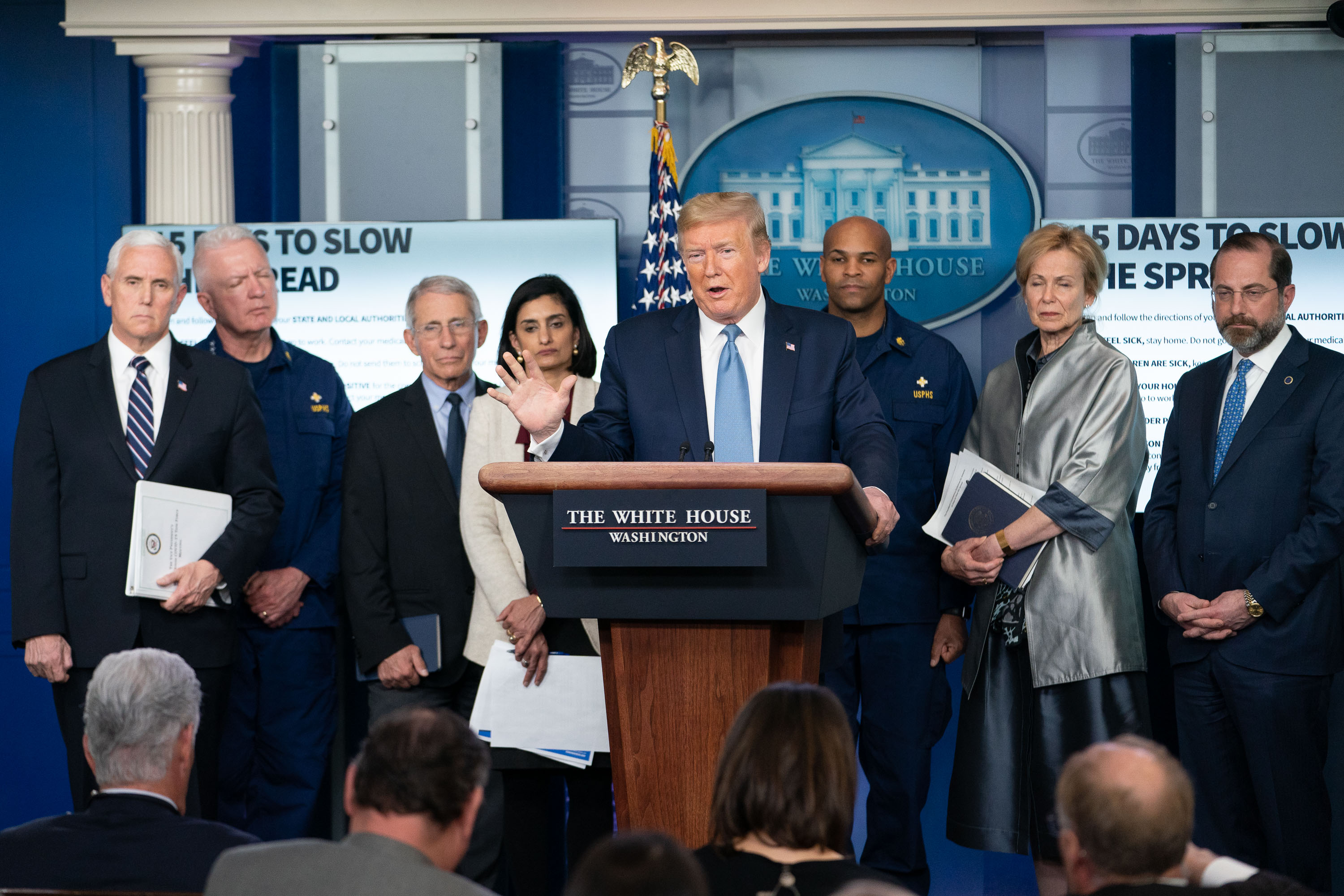
Pers-briefing door de Witte Huis Coronavirus Task Force

De dagelijkse briefings van de Taskforce stopten eind april, na de keer dat Trump de gevaarlijke suggestie aan zijn gehoor deed om zich met bleekwater te injecteren ter bestrijding van het coronavirus, een idee dat op scherpe veroordeling door medische professionals stuitte.
Op 22 april tekende Trump een decreet om enkele vormen van immigratie naar de Verenigde Staten te beperken. In april 2020 organiseerden enkele aan de Republikeinse Partij verwante groepen anti-lockdownprotesten tegen de overheidsmaatregelen tegen de pandemie. Trump moedigde deze protesten op Twitter aan, hoewel de door hem op de korrel genomen staten zelf niet voldeden aan de voorschriften voor versoepeling van het kabinet-Trump.
Aanvankelijk steunde hij het later bekritiseerde plan van gouverneur Brian Kemp van Georgia om een aantal niet-vitale bedrijven te heropenen. In de loop van het voorjaar bleef hij voortdurend aandringen beperkingen op te heffen om de schade aan de economie van het land te verminderen. Ondanks de gelijktijdige verheviging van de verspreiding van de pandemie in de VS, leidde Trumps prioriteit voor de economie ertoe dat de vergaderingen van de Coronavirus taskforce eind mei sterk af namen.
Maandenlang weigerde Trump tijdens zijn persconferenties en publieke optredens een mondkapje te dragen, wat in strijd was met het consigne van zijn kabinet in april 2020, dat alle Amerikanen in het openbaar mondkapjes moesten dragen. Rond juni beweerde Trump dat maskers een "tweezijdig zwaard" waren, maakte hij presidentskandidaat Joe Biden belachelijk omdat hij er één droeg en herhaalde hij voortdurend dat een mondkapje dragen slechts "een optie" was. In de overtreffende trap suggereerde hij nog dat het dragen van een mondkapje een "politiek signaal tegen hem" persoonlijk was.
In juli droeg Trump voor het eerst – op camera – zelf een mondkapje in het openbaar, bij een bezoek aan het Walter Reed National Military Medical Center. Terwijl de cijfers van infecties en sterfgevallen bleven toenemen, koos hij voor de strategie om de schuld voor het falen van zijn kabinet naar de staten door te schuiven.
In juli 2020 maakte Trump de formele terugtrekking van de VS uit de WHO per juli 2021 bekend, na de VN-organisatie – zonder enig bewijs – ervan te beschuldigen "dat zij de Chinese overheid in staat had gesteld de oorsprong van de pandemie te verhullen".
In weerwil van recordaantallen besmettingsgevallen in de VS vanaf medio juli en een stijgend percentage van positieve tests, bleef Trump de pandemie bagatelliseren. Hij beweerde dat 99% van de infecties "heel onschuldig waren", een bewering die in tegenspraak was met uitspraken van medische autoriteiten.
Een piek in het aantal besmettingen in juli 2020 van meer dan 160.000 corona-doden in de VS, weerhield Trump er niet van alle staten onder druk te zetten om in de herfst de scholen weer open te stellen voor fysiek onderwijs. Terwijl de VS in september het onovertroffen aantal van 200.000 corona-doden passeerde, bleef president Trump nalatig preventieve maatregelen te nemen dan wel te promoten. In plaats daarvan bleef hij uit electorale overwegingen - in tegenspraak met eensluidende uitspraken van medische experts - suggereren dat er begin november een vaccin tegen SARS-CoV-2 voor algemeen gebruik beschikbaar zal zijn.
Op 2 oktober 2020 werd bekend dat Donald Trump en zijn vrouw Melania zelf besmet waren geraakt met SARS-CoV-2, het virus dat COVID-19 veroorzaakt. Ook diverse van zijn vertrouwelingen bleken besmet te zijn. Op 5 oktober werd Trump ontslagen uit het ziekenhuis.

#### Internationale handel

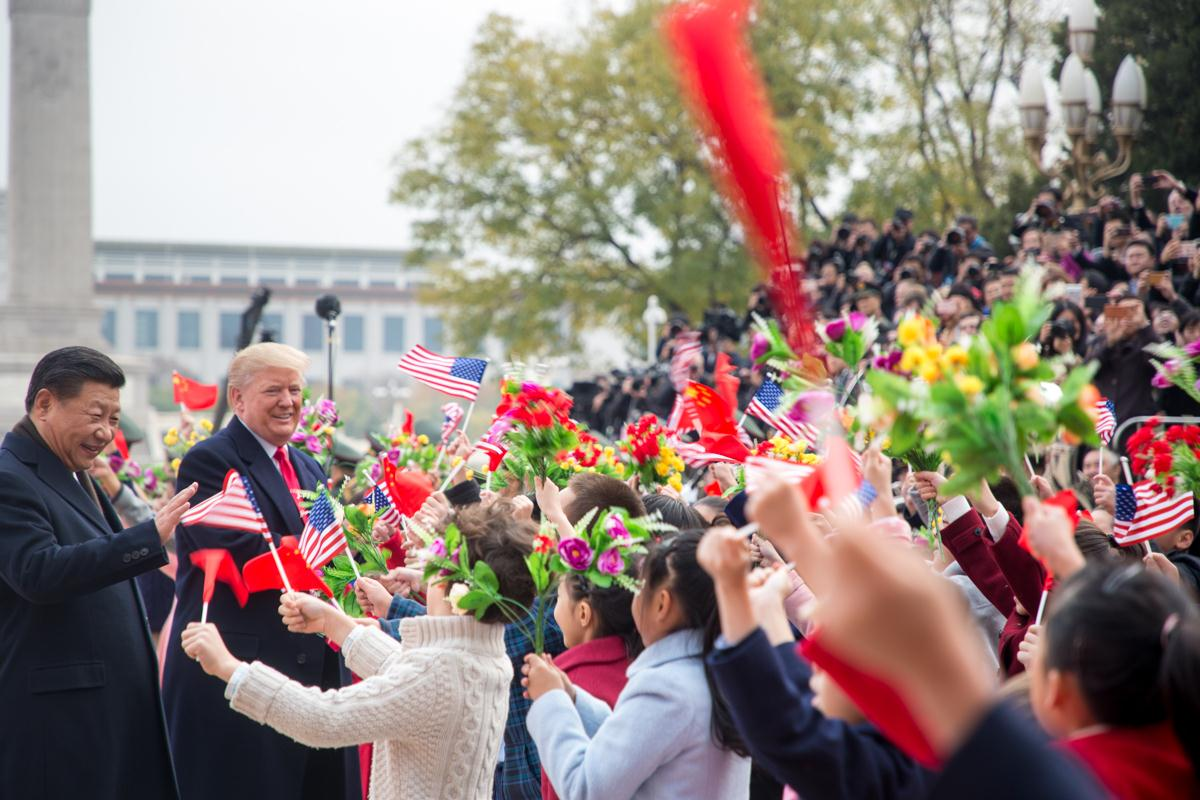
Trump met Xi Jinping

Zoals hij al had aangekondigd tijdens zijn verkiezingscampagne, gaf Trump vanaf zijn aantreden als president er in het verlengde van zijn "America First"-agenda van meet af aan blijk van om een protectionistische benadering te prefereren boven de globale trend van vrijhandel. Zo pleitte hij voor een heronderhandeling van de voorwaarden van NAFTA een vrijhandelsovereenkomst tussen de VS, Canada en Mexico, die in 1994 in werking trad.
Trump toonde zich een tegenstander van het Trans-Pacific Partnership (TPP), een vrijhandelsovereenkomst van verscheidene landen die grenzen aan de Grote Oceaan. Kort na zijn aantreden tekende hij een decreet om de VS hieruit terug te trekken.
In april 2017 legde hij hogere invoerrechten op aan de Canadese houtindustrie om tegemoet te komen aan de klachten van zuivelproducenten in de staat Wisconsin over het Canadese prijsbeleid voor zuivelproducten.
In mei 2017 maakte het kabinet-Trump een overeenkomst met China bekend, waardoor China de import van rundvlees uit de VS zouden opvoeren. Ook zou China de goedkeuring van genetisch gemodificeerde producten versnellen.
Daartegenover zullen de VS de import van gekookt gevogelte toestaan, de export van vloeibaar aardgas naar China aanmoedigen en stilzwijgend steun verlenen aan China's geopolitieke en economische plan om de Zijderoute nieuw leven in te blazen.
Aanvankelijk werd de deal door het kabinet-Trump "gigantisch en onovertroffen" genoemd en tegelijk als een gebaar van toenadering tot China beschouwd. Onderzoek van de Financial Times bracht echter naar voren dat de meeste Chinese toezeggingen al deel uitmaakten van reeds bestaand beleid.
Tijdens de G7 Top in Québec op 10 juni 2018 verbaasde Trump de ministers van de andere landen door te pleiten voor de afschaffing van alle invoerrechten tussen de lidstaten. Donald Tusk, de president van de EU, sprak zijn bezorgdheid erover uit dat Trump daarmee de gereguleerde internationale orde ondermijnde.
Trumps suggesties kwamen op na toenemende dreiging met tegenmaatregelen door zijn bondgenoten als het kabinet-Trump de eerder dit jaar aangekondigde verhoging van invoerrechten op staal en aluminium, resp. met 25% en 10% doorzet. Op het moment van Trumps opmerkingen bedroegen de invoerrechten tussen de VS, Canada en de EU een percentage in de orde van 3%. De Canadese premier Justin Trudeau noemde Trumps dreigementen "bijna beledigend". Trump herriep daarna zijn akkoord over de slotverklaring, wat tot afkeuring leidde in binnen- en buitenland.

#### Buitenlands beleid

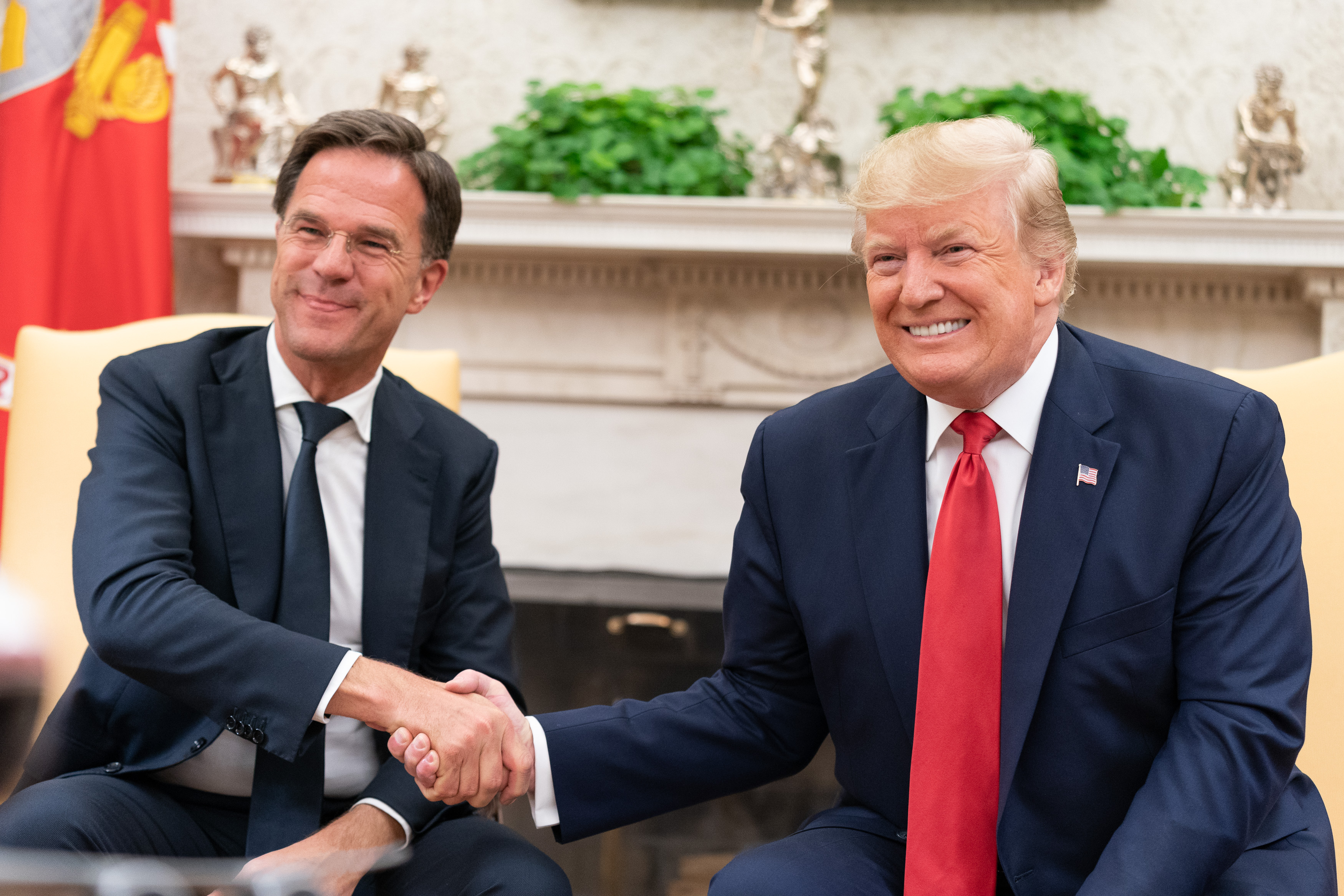
Trump met de Nederlandse premier Mark Rutte op 18 juli 2019.

Op het vlak van buitenlands beleid brak Trump als president met zowel de stijl als inhoud van zijn voorgangers en westerse bondgenoten. Wat stijl betreft kregen zijn instinct, zijn impulsen en vooral de speerpunten uit zijn verkiezingscampagne voorrang boven voorgaand beleid en diplomatieke beleidsvoorbereiding.
Verder ontmantelde hij beleidsdaden en verdragen waarin zijn voorganger president Obama de hand had. Een voorbeeld is het eenzijdig opzeggen door de VS van het met andere grootmachten gedeelde anti-nucleaire verdrag met Iran van 2015. Overeenkomstig zijn slogan "America First" was een belangrijk vertrekpunt dat zijn voorgangers volgens hem hadden toegelaten dat andere naties, met name zijn westerse bondgenoten en China, "financieel eenzijdig en buitensporig van de VS profiteren". Trump wil daaraan een eind maken.
Trump hield zowel in 2017 als 2018 een toespraak in de Algemene Vergadering van de Verenigde Naties. De eerste keer dreigde hij Noord-Korea te vernietigen en noemde hij de Noord-Koreaanse staatsleider Kim Jong-un "Rocketman". In de vergadering van 25 september 2018 sprak hij warme, lovende woorden over Kim, waarmee hij en zijn minister van Buitenlandse Zaken Mike Pompeo vruchtbare stappen tot denuclearisering zouden hebben gezet. De rol van Trumps en Amerika's grootste buitenlandse vijand heeft hij nu aan Iran toegekend.
In zijn tweede optreden voor de VN betoonde Trump zich een isolationist. Alle aanwezige staatshoofden zouden er verstandig aan doen zijn slogan America First te persifleren: "Amerika respecteert ieders soevereiniteit, maar rekent erop dat andere staten ook Amerika's soevereiniteit respecteren".

##### Noord-Korea

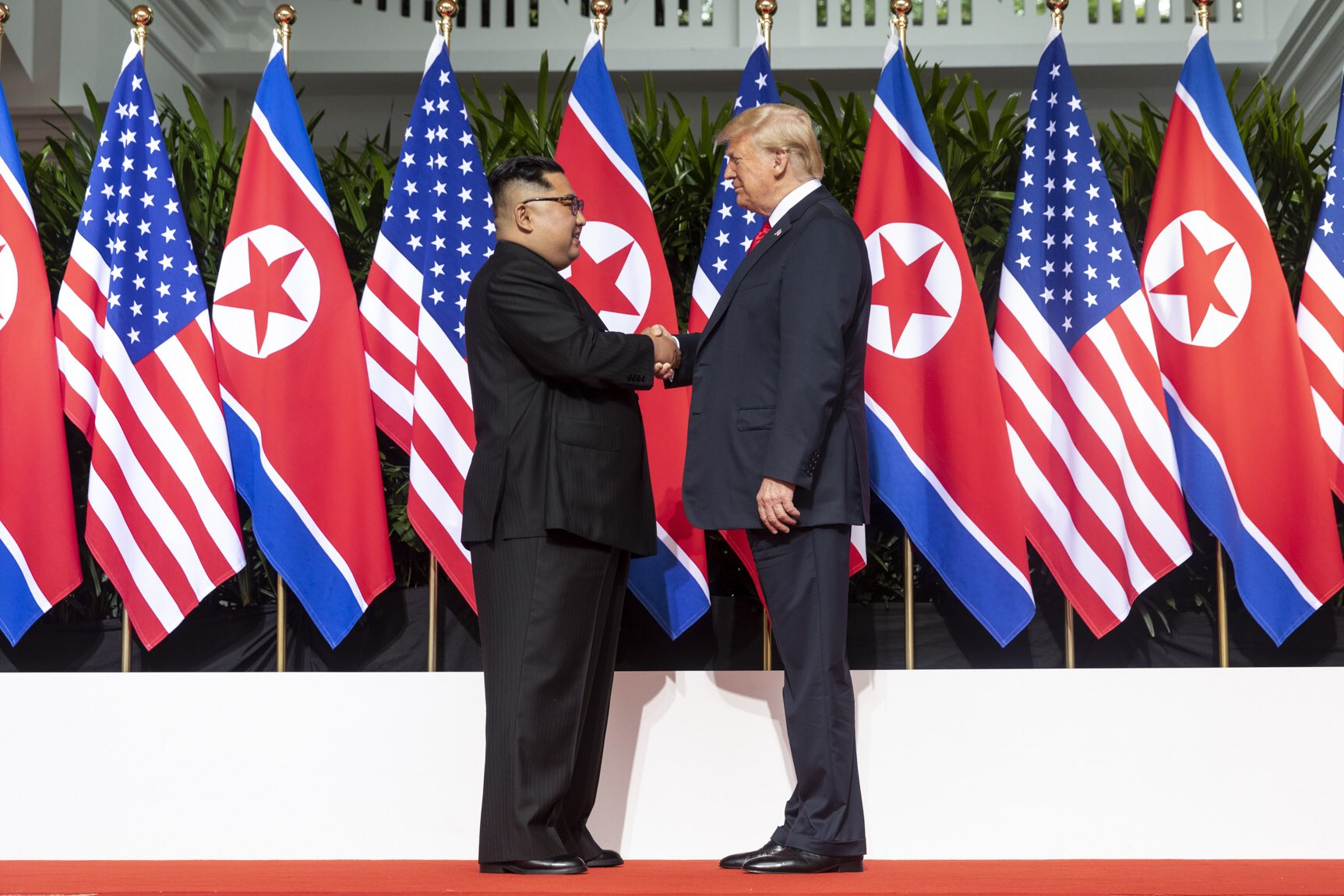
Trump en Kim schudden elkaar de hand (zie: Amerikaans-Noord-Koreaanse top 2018)

Op 9 maart 2018 bevestigde het Witte Huis dat er een ontmoeting was gepland tussen Donald Trump en Kim Jong-un, de leider van Noord-Korea. De uitnodiging ging uit van Noord-Koreaanse zijde. Deze ontmoeting zou de eerste in 70 jaar worden tussen een Amerikaans president en de leider van Noord-Korea. De totstandkoming van de Noord-Koreaanse uitnodiging lag in het verlengde van de spectaculaire toenadering, die zich vanaf de Olympische Winterspelen 2018 tussen de beide Korea's had ontwikkeld. Zowel in het laatste als in de opening naar de VS speelde de Zuid-Koreaanse president Moon Jae-in een belangrijke rol. Vooruitlopend op de top bracht de Amerikaanse minister van Buitenlandse Zaken Mike Pompeo tweemaal een bezoek aan de Noord-Koreaanse leider. Dit mondde uit in een voorgenomen ontmoeting van Kim en Trump, die werd gepland op 12 juni in Singapore.
Op 24 mei besloot president Trump de ontmoeting vooralsnog af te gelasten. Als argumenten voerde hij recente vijandige uitingen van Noord-Koreaanse zijde aan. Onder andere ging het daarbij om de betiteling van vicepresident Mike Pence als een "dummy", nadat deze de door nationaal veiligheidsadviseur John Bolton beoogde Amerikaanse doelstelling voor de top, te weten de realisering van volledige ontmanteling van de nucleaire capaciteiten op het Koreaanse schiereiland. Angstbeeld van Noord-Korea was het Lybië-model: dictator Khadaffi gaf zijn kernwapenprogramma op, met de belofte dat zijn regime kon blijven, maar viel uiteindelijk toch.
In een brief aan Kim Jong-un, waarin hij hem wederom dreigde met de onvergelijkbaar grote nucleaire kracht van de VS, hield president Trump de optie open dat Kim zich zou kunnen bedenken, zodat de top op een later tijdstip nog wel zou kunnen doorgaan. Op 1 juni zei hij dat de top wat hem betrof toch door kon gaan, op de eerder vastgestelde datum van 12 juni. Na verschillende ronden van voorbereidende stafvergaderingen ontmoetten Trump en Kim Jong-un elkaar voor een bilaterale top op 12 juni in het hotel Capella, Resort (Singapore) in Singapore. In een gezamenlijke verklaring beloofden beide landen plechtig hun "inspanningen te verenigen om een stabiel en duurzaam vredes-regime op het Koreaanse schiereiland te vestigen", terwijl Kim zijn belofte van april 2018 herhaalde om "verder te werken aan de volledige denuclearisering van het Koreaanse Schiereiland".
Trump en Kim ontmoetten elkaar voor een tweede keer tijdens een daarvoor speciaal belegde top in Hanoi, Vietnam, op 27 en 28 februari 2019. Er werd geen akkoord bereikt en de top werd voortijdig beëindigd.
Tijdens de G20-top in Osaka tweette Trump op 28 juni 2019 een uitnodiging aan Kim om elkaar, in de marge van Trumps bezoek aan Zuid-Korea, te treffen aan de Noord-Koreaanse grens. Op 30 juni 2019 zette Trump als eerste zittende Amerikaanse president voet op Noord-Koreaanse bodem.

##### Israëlisch-Palestijns conflict
Met betrekking tot het conflict tussen Israël en de Palestijnse Autoriteit onderstreepte Trump aanvankelijk het belang van onpartijdigheid tijdens eventuele onderhandelingen. Hij riep de Israëlische premier Netanyahu enkele keren op tot terughoudendheid wat betreft de bouw van nieuwe Israëlische nederzettingen op de Westelijke Jordaanoever van Palestina.

##### Jeruzalem

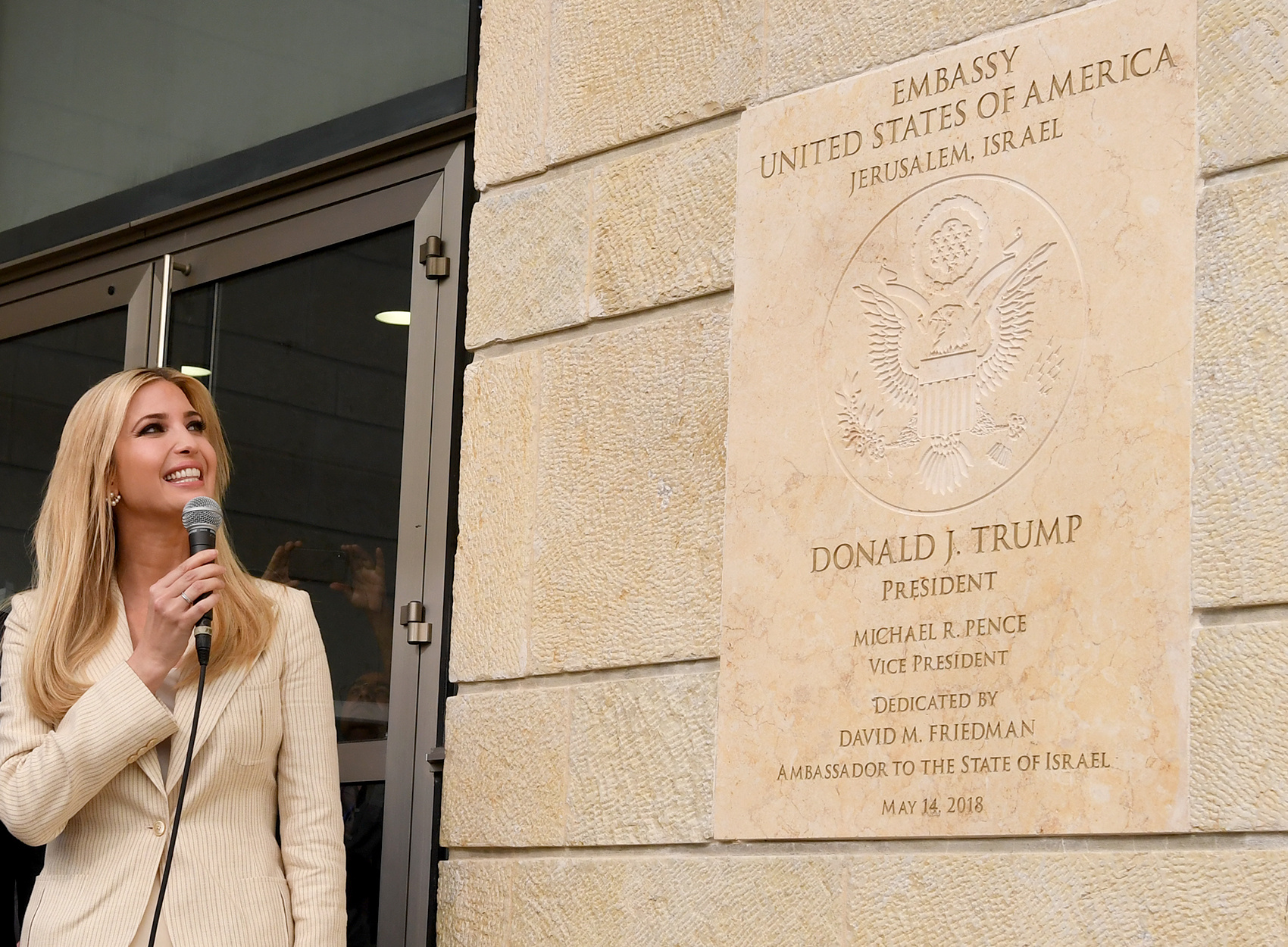
Ceremonie voor de verplaatsing van de ambassade naar Jeruzalem (14 mei 2018)

Op 6 december 2017 erkende Trump officieel Jeruzalem als de hoofdstad van Israël en initieerde de verplaatsing van zijn ambassade in Tel Aviv naar Jeruzalem, ondanks oproepen van verschillende wereldleiders (onder wie António Guterres en paus Franciscus) om dit niet (los van vredesonderhandelingen) te doen.
De Algemene Vergadering van de Verenigde Naties veroordeelde deze stap. Ze nam tijdens een bijzondere zitting ('emergency session') op 20 december 2017 een resolutie aan, die ook resolutie 2334 van de VN-Veiligheidsraad (2016) citeerde en alle staten opriep bij hun relevante politieke handelingen en beslissingen onderscheid te maken tussen het territorium van Israël en de gebieden die sinds begin juni 1967 (door deze staat) bezet gehouden worden.
Op 14 mei 2018, tijdens de feestelijkheden vanwege 70 jaar Israël, werd de Amerikaanse ambassade in Jeruzalem plechtig geopend.
Bij de demonstraties die hierna in de Gazastrook aan de "grens" met Israël begonnen vielen op dezelfde dag 58 doden. Voor de Palestijnen en voor hun politiek leider Abbas had Trump hiermee een rode lijn overschreden, zij wilden niet meer met de Amerikaanse regering-Trump van doen hebben. Zij wilden alleen nog onderhandelen met een groter internationaal forum. Zij vertrouwden Trump niet meer als onpartijdig en "honest peacebroker". Ook Mike Pence, Amerikaans vicepresident, werd later niet door de Palestijnen ontvangen tijdens diens reis naar Israël (en zoals in zijn bedoeling lag de Palestijnse gebieden).

##### Deal van de Eeuw

###### Aankondiging Vredesplan
Op 22 mei 2017 bezocht Trump – als privépersoon – de Klaagmuur in Jeruzalem en ontmoette hij Netanyahu en later de Palestijnse leider Mahmoud Abbas in Bethlehem. Volgens hem was dé "ultimate deal" mogelijk. Trump kondigde aan met een vredesplan te komen. Eind augustus 2017 kwam ook Jared Kushner, de Joodse schoonzoon van Trump, als hoofd van een vredesdelegatie samen met Trumps speciale gezant Greenblatt, op bezoek bij Abbas. Zo'n 20 gesprekken waren toen al gevoerd. Abbas eiste dat Kushner binnen 45 dagen diens verbintenis aan de tweestatenoplossing en ook zijn inzet om de illegale bouw van Joodse nederzettingen een directe halt toe te roepen openlijk zou bevestigen. Daarop kwam echter een ondubbelzinnig "neen" van de regering-Trump. De regering-Trump liet daarmee in feite de decennialange steun van de VS voor een tweestatenmodel in het kader van het vredesproces los.

###### Presentatie Vredesplan
In juni 2019 presenteerde Kushner in Bahrein een deel van zijn "vredesplan voor Israël en de Palestijnen", dat hij voor de Palestijnen de "kans van de eeuw" noemde. Het bevatte alleen een economisch onderdeel van het plan en spiegelde grote investeringen in de regio voor met florerende internationale bedrijven en economische bloei voor de Palestijnse gebieden. Een politieke oplossing voor het conflict kwam niet aan de orde. Er waren noch Israëlische noch Palestijnse leiders bij de presentatie aanwezig.
Op 27 januari 2020 presenteerde Trump in het Witte Huis officieel zijn plan 'Peace to Prosperity' oftewel de 'Deal of the Century' als vredesplan, enkele maanden voor de hernieuwde verkiezingen in Israël en impeachment-procedures tegen Trump zelf. Daarin werden evenwel de Israëlische nederzettingen in bezet Palestijns gebied als legaal geoormerkt. De Palestijnen waren opnieuw niet aanwezig, wel de Israëlische premier Netanyahu en oppositieleider Benny Gantz. De Palestijnen hadden het plan op voorhand afgewezen, maar Netanyahu was juist lovend en ook Gantz accepteerde het plan. De Arabische Liga wees het plan af, omdat er sprake is van “een grote verspilling van legitieme rechten van Palestijnen”. Vreedzame Israëlische prominenten keerden zich tegen het plan. In Europa oordeelden vijftig oud-regeringsleiders en buitenlandministers in een brief aan de Europese regeringsleiders, dat 'Trumps vredesplan doet denken aan apartheid'.

###### Abraham-akkoorden

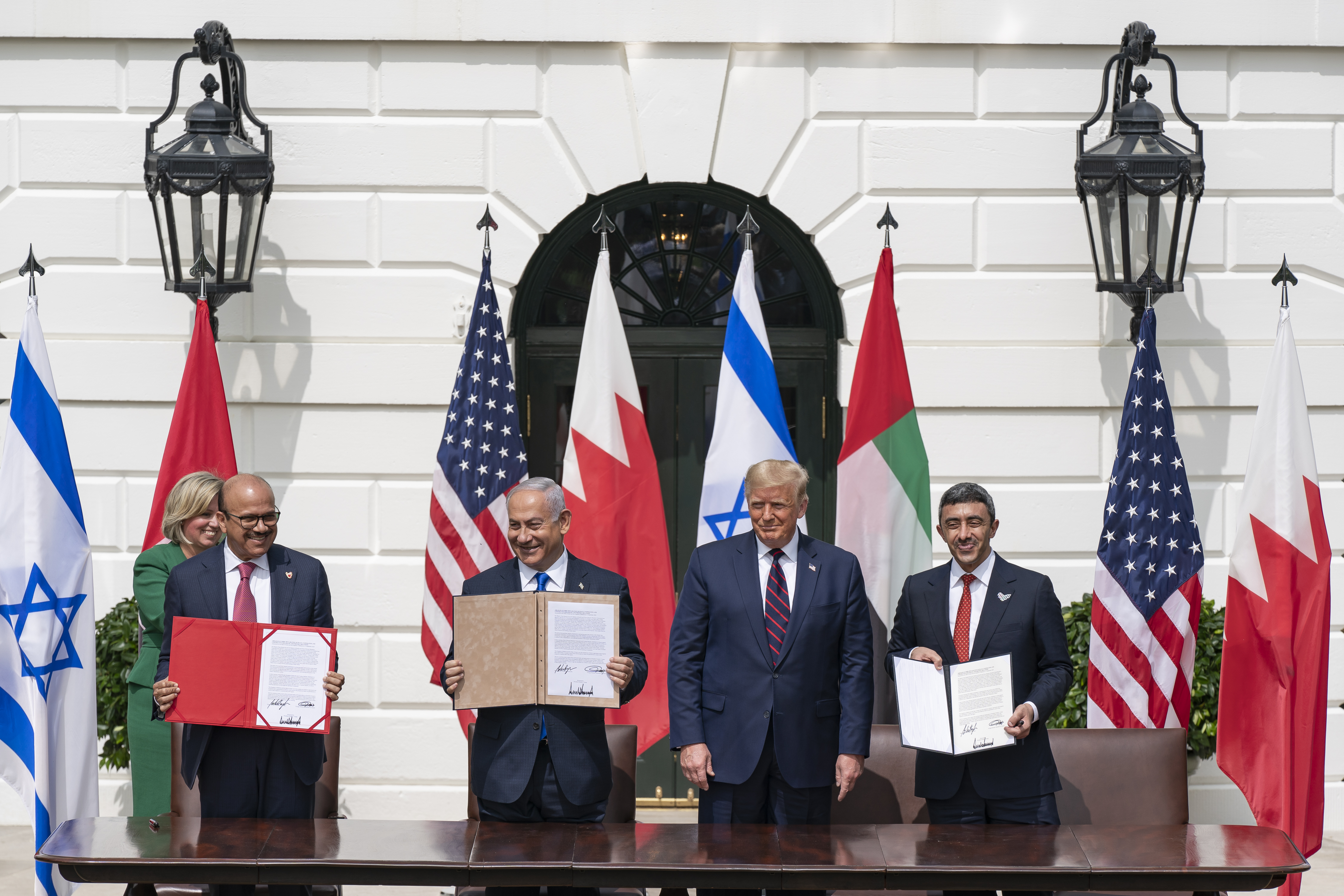
De ondertekening van de akkoorden op 15 september 2020.

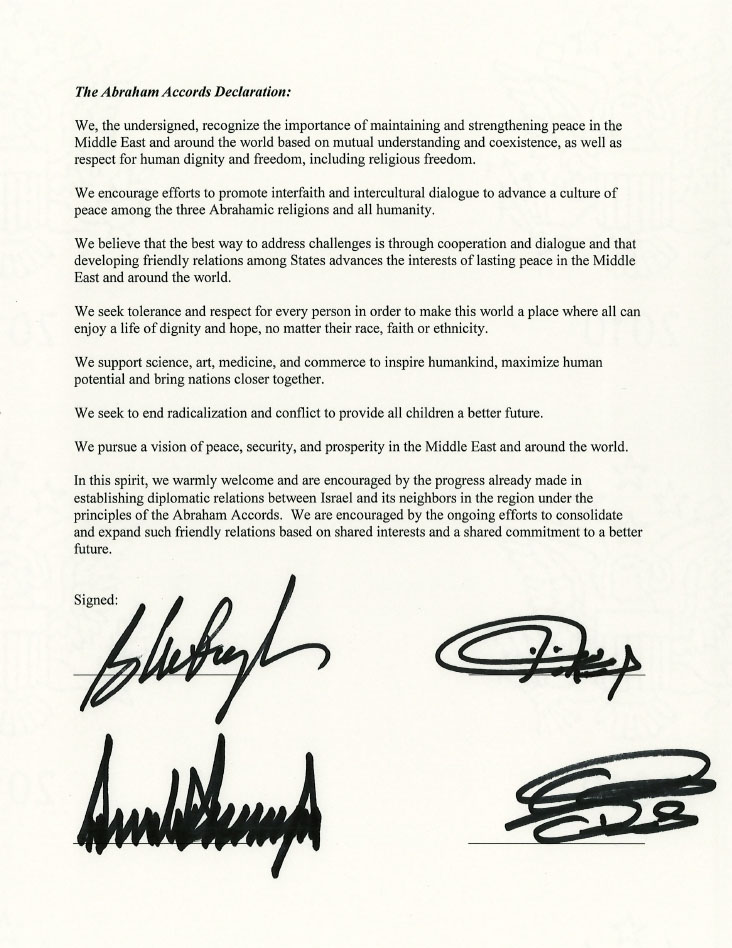
De originele verklaring van de Abraham-akkoorden.

In september en oktober 2020 bereikte het Witte Huis een aantal akkoorden tussen Israël enerzijds en de Verenigde Arabische Emiraten en Bahrein anderzijds. Deze akkoorden worden de Abraham-akkoorden genoemd, naar de aartsvader Abraham, die zowel in de Torah, als in de Koran voorkomt. Trump tekende namens de Verenigde Staten op 15 september 2020.

##### UNRWA
In de tweede helft van 2018 nam Trump een serie maatregelen, waaronder het schrappen van de Amerikaanse subsidie voor UNRWA die de basisvoorzieningen voor ruim 5 miljoen Palestijnse vluchtelingen verzorgt. Het Amerikaanse ministerie van Buitenlandse Zaken noemde de activiteiten van de UNRWA een "onherstelbare gebrekkige operatie" wegens het "eindeloos en exponentieel groeiende" aantal personen dat aanspraak maakt op de noodhulp. De Palestijnse president Mahmoud Abbas veroordeelde de beslissing als een "flagrante aanval" op het Palestijnse volk. Netanyahu had Trump kort daarvoor persoonlijk een geheim bericht gestuurd om alle fondsen voor de UNRWA te schrappen. Tevens kortte Trump voor 25 miljoen dollar Palestijnse ziekenhuizen in Oost-Jeruzalem. Verder besloot hij de diplomatieke vertegenwoordiging van de PLO bij de VS te sluiten, die meer dan 20 jaar gefunctioneerd heeft. Ten slotte liet zijn adviseur nationale veiligheid, John Bolton, weten dat de VS het Internationaal Strafhof dreigde met stappen als het door zou gaan met onder andere de bij het Internationaal Strafhof door Palestina aangespannen zaak tegen Israël vanwege mogelijke oorlogsmisdaden door dat land in de Gazastrook. In september 2019 in New York, waar hij de Algemene Vergadering van de Verenigde Naties had toegesproken, en na een gesprek met Benjamin Netanyahu die hij daar had uitgenodigd, gaf Trump voor het eerst zijn mening te kennen dat een tweestatenmodel de beste oplossing voor het conflict zou zijn. Dit kwam ook voor in Trumps plan van 28 januari 2020.

##### Golanhoogten
Op 25 maart 2019 ondertekende de president Trump een verklaring dat de Verenigde Staten de bezette Golanhoogten erkent als deel van Israël. Hiermee brak Trump met het beleid van de VS van de afgelopen halve eeuw. Premier Netanyahu van Israël was hierbij aanwezig. In 2013 had de Israëlische regering aan het Amerikaanse bedrijf Genie Energy al een licentie afgegeven met exclusieve rechten om daar olie en gas te gaan boren, wat na voorafgaande analyse in grote hoeveelheden aanwezig is. Rond dat jaar waren er ongeveer 30 Israëlische nederzettingen met 20.000 kolonisten in de Golanhoogten. Het besluit van Trump ging in tegen het oordeel van de Verenigde Naties, die annexatie door Israël van bezet gebied nooit hebben erkend. De Verenigde Naties, Europese en Arabische staten verklaarden dat de Golanhoogten Syrisch staatsgebied zijn, ongeacht wat de VS daarover hebben besloten. Op 23 april 2019 kondigde Netanyahu aan dat hij een resolutie zal indienen voor goedkeuring van de regering om een nieuwe gemeenschap in de Golanhoogten naar Trump te vernoemen. Op 16 juni 2019 kondigde Israël de oprichting aan van Trump Heights, een geplande nederzetting in de Golanhoogten.

##### ISIS en buitenlandse oorlogen
In april 2017 gaf Trump opdracht tot een aanval met 59 kruisraketten op een Syrisch vliegveld als vergelding voor het bombardement van het Assad-regime met chemische wapens op Khan Shaykuhn, een stad in het noordwesten van Syrië.
Volgens onderzoeksjournalist Bob Woodward had Trump zijn minister van Defensie James Mattis opgedragen om de Syrische president Bashar al-Assad na de chemische aanval te executeren, maar Mattis nam daar afstand van. Trump ontkende die opdracht te hebben gegeven.
In april 2018 herhaalde de president een strafactie met raketaanvallen tegen Assads regime als repercussie op een vermeend Syrisch gebruik van chemische wapens nabij Damascus.
In december 2018 beweerde Trump "wij hebben ISIS verslagen" en verordonneerde hij het terugroepen van alle Amerikaanse troepen uit Syrië, daarmee het beleid van het ministerie van Defensie volledig doorkruisend.
Defensie minister Jim Mattis nam de volgende dag ontslag wegens conflicterende opvattingen over de buitenlandse politiek. Hij kwalificeerde het besluit van de president als het in de steek laten van de Koerdische bondgenoten, die een sleutelrol spelen in de strijd op de grond tegen ISIS.
Een week later verklaarde Trump dat hij geen enkele uitbreiding van de Amerikaanse inzet in Syrië zou goedkeuren. Op 6 januari 2019 verkondigde nationaal veiligheidsadviseur John Bolton dat Amerika in Syrië zou blijven tot ISIS uitgeroeid is en zolang Turkije garandeert dat het afziet van het aanvallen van de Koerdische strijders.
Trump verleende actief steun aan de door Saoedi-Arabië geleide interventie in Jemen tegen de Houthi's en hij tekende een verdrag om voor een bedrag van 110 miljard wapens aan Saoedi-Arabië te verkopen.
Trump roemde ook zijn relatie met de machtige Saoedische kroonprins Mohammad bin Salman al-Saoed.
In tegenspraak tot Trumps verkiezingsbelofte nam het aantal Amerikaanse troepen in Afghanistan vanaf januari 2017 toe van 8.500 tot 14.000. Amerikaanse diplomaten zeiden dat zij de taliban onder druk zetten om een politiek akkoord af te sluiten. President Trump sprak zich echter in januari 2018 uit tegen onderhandelingen met de taliban.
In oktober 2019, na een telefoongesprek van president Trump met de Turkse president Erdogan, bevestigde het Witte Huis dat Turkije op het punt stond een gepland militair offensief in Noord-Syrië uit te voeren; ervan uitgaande dat de Amerikaanse troepen uit die regio vertrokken zouden zijn teneinde onbedoelde en/of ongewenste betrokkenheid bij dit Turkse offensief te vermijden.
De verklaring droeg verder de verantwoordelijkheid voor de gevangen genomen ISIS-strijders over aan Turkije.
Congresleden van beide partijen keurden de actie af, met inbegrip van onder anderen Trumps Republikeinse supporter Senator Lindsey Graham en de Republikeinse leider van de Senaat, Mitch McConnell.
Zij voerden aan dat de actie verraad betekende van de Amerikaanse bondgenoten, de Koerdische strijders. Dat het de wederopstanding van de ISIS-restanten zal begunstigen, en voorts dat deze move zal worden toegejuicht door Rusland, Iran en het Syrische regime van Bashar al-Assad.
Trump verdedigde de actie door te verwijzen naar de hoge kosten van het steunen van de Koerdische strijders en het ontbreken van steun van de Koerden in vroegere Amerikaanse oorlogen. Ook liet hij weten dat als Turkije buitenproportioneel agressief tegen door hen als terroristen beschouwde Koerdische strijders zou op te treden, hi, de economie van dat land volledig zou vernietigen met inschakeling van sancties, boycots enz.
Spoedig na de uittocht van de Amerikaanse troepen, startte de Turkse luchtmacht bombardementen op de door de Koerdische strijders bezette gebied in Noord-Syrië.

##### Relatie VS – Saoedi-Arabië
De intensieve strategische en economische relatie tussen de Verenigde Staten en Saoedi-Arabië gaat terug tot het eind van de Tweede Wereldoorlog. De aanslagen op 11 september 2001, waarbij 12 kapers de Saudische nationaliteit hadden, hebben deze enige tijd doen bekoelen. Desondanks is de wederzijdse betrokkenheid op het vlak van veiligheid, handel en energie weer gestaag toegenomen. Na twee bezoeken van president George W. Bush aan Saoedi-Arabië in 2008 en drie bezoeken van koning Abdoellahs aan de VS (2002, 2005 en 2008), bereikten de relatie een hoogtepunt. Beide naties hebben hun onderlinge relatie prioriteit gegeven boven de belangen van aardolie en contraterrorisme. Koning Abdoellah heeft bijvoorbeeld fondsen gevoteerd om jonge Saoediërs te laten studeren in de VS. Belangrijkste redenen zijn om hen westerse perspectieven te bieden en om hen een positieve indruk van Saoedi-Arabië bij het Amerikaanse volk te laten vestigen.
De regering-Bush nam de Saoedi's heel serieus wegens hun heersende economische en defensie presentie in de regio en hun grote media-invloed op de islamitische wereld. In grote lijnen namen de twee leiders tal van besluiten die gingen over veiligheid, economie, en business aspecten van de relatie, die het belangrijkste deel van de faam uitmaken. Daarnaast wordt Saoedi-Arabië sinds het eind van de 20e eeuw door opeenvolgende Amerikaanse kabinetten als een belangrijke strategische bondgenoot gezien tegen de dreiging van aartsvijand Iran. Dit nam alleen maar toe na het besluit van president Trump medio 2018 dat de VS, als enige van de zes wereldmachten, zich terug zou trekken uit het nucleaire verdrag met dat land uit 2015.

###### Wapendeal Saoedi-Arabië
Aan het begin van zijn eerste buitenlandse tournee tekende Trump op 20 mei 2017 een wapendeal van bijna 110 miljard dollar met Saoedi-Arabië, ter waarde van 300 miljard dollar over een periode van 10 jaar, inclusief training en nauwe samenwerking met het militaire apparaat van Saoedi-Arabië. De getekende documenten bevatten beginselverklaringen en geen actuele contracten.

###### Moord op Jamal Khashoggi
Begin oktober 2018 kwam de relatie onder druk te staan, toen Turkse autoriteiten bekendmaakten dat de Saoedisch-Amerikaanse New York Times-journalist Jamal Khashoggi na het betreden van de Saoedische ambassade in Istanboel voor huwelijksformaliteiten spoorloos was verdwenen. In de daaropvolgende weken werden van Turkse zijde deels om juridische redenen en deel uit tactisch diplomatieke overwegingen verdere onderzoeksdetails vrijgegeven. Deze leidden ertoe dat Saoedische autoriteiten, na aanvankelijke categorische ontkenning er iets mee te maken hebben, toegaven dat een moordcommando uit hun land Khashoggi in de ambassade uit de weg had geruimd. Hoewel enkele leden van het commando nauw aan hem gelieerd zijn, werd sterk gesuggereerd dat sterke man en kroonprins Mohammad bin Salman al-Saoed (MBS) de opdrachtgever zou zijn.
President Trump reageerde in eerste instantie beheerst op aandrang van zijn Turkse ambtgenoot Erdogan, die zijn kans greep om de mensenrechtenkaart, zowel tegenover zijn Arabische concurrent-macht als tegenover NAVO-bondgenoot de VS, te spelen. Trump stuurde zijn hoofd van de CIA Gina Haspel naar de plaatsen des onheils en wilde de opsporingsactiviteiten afwachten. Eind november, bijna twee maanden na de moord en nog voor het uitkomen van het CIA-rapport, maakte Trump duidelijk dat op grond van zijn motto "America First" het handelsbelang (de grote wapenorder van de Saoedi's van begin 2017) en het bondgenootschap (anti-Iran) moesten prevaleren. Hij zei in het midden te laten of de Saoedische kroonprins de opdracht tot de moord op Khashoggi al dan niet had gegeven, en noemde de wereld "een gevaarlijke plek".
Op 22 november 2018 herhaalde Trump dat het onderzoek van de CIA niet tot de conclusie leidde dat Mohammad Bin Salman de moord had geordonneerd. Trumps beweringen werden bekritiseerd door Congresleden van beide partijen, die toezegden een onderzoek in te stellen. Adam Schiff, top-Democraat en lid van de Inlichtingencommissie van het Huis, die werd ingelicht door de CIA, beschuldigde president Trump ervan dat hij loog over wat de CIA had vastgesteld.
Op 13 december nam de Senaat – tegengesteld aan het standpunt van het Witte Huis – unaniem een resolutie aan die uitsprak dat de Saoedische kroonprins Mohammad bin Salman persoonlijk verantwoordelijk is voor de dood van Khashoggi. Op dezelfde dag stemde de Senaat met 56-41 stemmen vóór wetgeving om de militaire steun voor – de door Saoedi-Arabië geleide – interventie in Jemen te staken. Een besluit dat is toe te schrijven aan senatoren die Saoedi-Arabië willen straffen voor de moord op Khashoggi en voor de humanitaire crisis in Jemen, dat wordt geteisterd door hongersnood en mensenrechtenschendingen.
Dit was de allereerste keer dat de Senaat toepassing gaf deed aan de War Powers Act.
Het Huis van Afgevaardigden blokkeerde vervolgens ternauwernood het overwegen van elke War Powers-resolutie om Amerikaanse militaire acties in Jemen gedurende een jaar te overwegen.

#### Klimaatverandering
Voor en na de door hem gewonnen verkiezingen noemde Trump klimaatverandering een "hoax", een verzinsel, dat door de Chinezen de wereld was ingestuurd om de Amerikaanse belangen te ondermijnen. Tijdens de verkiezingsstrijd had hij dan ook beloofd zich uit het Klimaatakkoord van Parijs terug te trekken en ook die verkiezingsbelofte kwam hij na. De VS zijn alleen nog waarnemers "bij Parijs". Later in zijn presidentschap ontkende hij het hoax-verhaal weer en stelde dat er "iets" aan de hand is. De oorzaak van dat iets, de gemeten opwarming, is onduidelijk volgens hem: het is vanzelf gekomen en het zal vanzelf ook weer verdwijnen. Enige tijd na zijn ambtsaanvaarding veranderde de website van het Amerikaanse ministerie van milieu (de US EPA), de Unites States Environmental Protection Agency. Als het daar over klimaatverandering (climate change) gaat, gaat het niet over het tegengaan daarvan, maar over "adaptation": aanpassen aan de gevolgen ervan. Echter, veel steden en staten gingen na de aankondiging van de terugtrekking uit het akkoord verder met maatregelen tegen klimaatverandering, en vormden de zogenaamde United States Climate Alliance.

#### #MeToo
De kwestie van ongewenste seksuele benadering van vrouwen door Donald Trump (zie #Schandalen), flakkerde ook op na de wereldwijde #MeToo-golf van ontmaskeringen, die volgde op die van filmproducer Harvey Weinstein in oktober 2017. Tal van topmannen uit diverse maatschappelijke sectoren, zoals de media, de sport, de wetenschap enz. werden ermee geconfronteerd dat vrouwelijke collega's hun grensoverschrijdende intimidatie en machtsmisbruik niet langer duldden en voor het eerst wel durfden publiek te maken. Vrijwel in alle gevallen met terugtreden, dan wel onmiddellijk ontslag van deze hooggeplaatste machthebbers als gevolg.
Naast het vele malen onverwacht binnendringen in kleedkamers bij "zijn" missverkiezingen, lopen er ten minste 13 individuele beschuldigingen van vrouwen van seksueel overschrijdend gedrag tegen Trump, die dateren van voor zijn aantreden als president. Hij dreigde deze vrouwen gerechtelijk aan te klagen, maar heeft dat nog altijd niet in daden omgezet. Bij monde van zijn Witte Huiswoordvoerster Sarah Huckabee Sanders blijft Trump alles ontkennen.
Voorafgaand aan de tussentijdse verkiezing ter vervulling van de vacature van Senator voor de staat Alabama promootte president Trump – na aanvankelijke aarzeling wegens grote weerzin van de Republikeinen in de Senaat – voluit de kandidatuur van de Republikein Roy Moore. Tegen deze radicaal-christelijke oud-rechter zijn ettelijke beschuldigingen ingediend van grensoverschrijdend seksueel gedrag met tienermeisjes, toen hij zelf begin dertig was. Naast zijn overige extreme opvattingen was dat voor de Republikeinen in het Capitool een reden om Moore eerst persona non grata te verklaren. Hij won echter de Republikeinse voorverkiezing van zijn gematigde Republikeinse tegenkandidaat in Alabama. Na de nipte overwinning van de Democratische kandidaat Doug Jones op 12 december 2017, feliciteerde Trump laatstgenoemde onmiddellijke met zijn overwinning zonder enige aandacht te schenken aan Moores claim op een hertelling.
In januari 2018 onthulde de Amerikaanse krant The New York Times dat Stephanie Clifford, alias Stormy Daniels, een seksuele affaire zou hebben gehad met Donald Trump in 2006. Diens voormalig persoonlijke advocaat Michael Cohen erkende ongeveer een maand later kort voor de presidentsverkiezingen van 2016 130.000 dollar aan zwijggeld aan Clifford te hebben betaald. De #MeToo-beweging zag dit als het zoveelste voorval van een president die al eerder ter discussie stond voor zijn bejegening van vrouwen: Daniels heeft altijd geweigerd de link te leggen tussen haar en de beweging. Op 15 april 2024 begon in New York een proces tegen Trump, waarin hij 34 aanklachten kreeg voor vervalsing van zijn boekhouding om het zwijggeld te verdoezelen. Op 30 mei verklaarde de 12-koppige jury hem over de hele lijn schuldig. Dit was het eerste strafproces ooit tegen een Amerikaanse (ex-)president, en daarmee ook de eerste veroordeling.
Tijdens zijn ambtstermijn schoof Trump Brett Kavanaugh naar voren als kandidaat voor het Hooggerechtshof. Tijdens de aanstellingsprocedure werd Kavanaugh door Christine Blasey Ford beschuldigd van aanranding tijdens een klein feest op de highschool. Ze getuigde hierover in de Senaatscommissie Justitie. Na Trumps eerste kortdurende positieve reactie op Fords getuigenis, typeerde hij haar verhaal enkele dagen later tijdens een rally in Mississippi als "gatenkaas": "Ze wist niet wat en waar haar verhaal over ging." Hij koos daarbij de kant van Kavanaugh, de (vermeende) dader. Een herhaling van een patroon dat hij al liet zien bij eerdere kwesties van seksueel grensoverschrijdend gedrag van kandidaat-senator Roy Moore en staf-secretaris Rob Porter. Op een persbijeenkomst over de kwestie-Blasey-Ford haalde de president ook zijn eigen probleem over het seksueel lastigvallen van diverse vrouwen aan. Hij benutte die gelegenheid om het geregistreerde aantal klagende vrouwen van minstens twaalf terug te brengen tot vier.

#### Relatie met de media
Al sinds zijn kandidatuur had Trump een matige tot slechte relatie met een groot deel van de media, met name wat men vaak noemt de "mainstream-media". Hij beschuldigde de pers van het verspreiden van nepnieuws (fake news). Ook noemde hij bepaalde specifieke media "de vijand van het volk". Op 17 februari 2017 twitterde Trump bijvoorbeeld "De FAKE NEWS media (de falende @nytimes, @NBCNews, @ABC, @CBS, @CNN) zijn niet mijn vijanden, het zijn de vijanden van het Amerikaanse volk." Op 16 augustus 2018 nam de Senaat unaniem een resolutie aan "dat de pers niet de vijand van het volk is".
In maart weigerden een aantal vooraanstaande televisienetwerken een betaalde reclamespot voor de Trump-campagne van 2020 uit te zenden, die de boodschap inhield dat de mainstream-media zijn successen niet wilden laten zien, en deze media en passant betitelde als "fake news". In een verklaring lichtte CNN de weigering toe met het argument dat het tegen hun beleid inging om onwaarheden te verspreiden. Schoondochter en campagneadviseur van Trump, Lara Trump, noemde de afwijzing een "schokkend precedent in de belemmering van het recht van meningsuiting".

#### Twittergebruik
Trump ging na zijn installatie door met het veelvuldige gebruik van Twitter, dat ook zijn presidentiële campagne had gekenmerkt. Zelf vervolgde hij met het persoonlijke @realDonaldTrump, zijn persoonlijke account, terwijl zijn staf voor hem twittert via het officiële @POTUS-account.
Zijn gebruik van Twitter om direct te communiceren met het Amerikaanse volk, zonder tussenkomst van meer traditionele massamedia zoals kranten en tv-stations, was niet eerder vertoond door een Amerikaanse president. Het kabinet-Trump beschreef Trumps tweets als "officiële verklaringen van de President van de Verenigde Staten". Voor Trump was Twitter een mediakanaal om zijn opvattingen te delen in zijn eigen woorden, zonder het risico dat zijn woorden verdraaid zouden worden. Hij heeft een aantal keren op Twitter kleinerende bijnamen gebruikt voor politieke tegenstanders, zoals "Little Marco (Rubio)", "Lying' Ted (Cruz)", en "Crooked Hillary (Clinton)" voor zijn opponenten tijdens de campagne. Een ook na zijn verkiezing gecontinueerde praktijk, zoals "Sneaky Dianne Feinstein" en "Dicky Durbin". Hij gebruikte de bijnaam "Little Rocket Man" voor staatshoofd Kim Jong-un van Noord-Korea, zowel in tweets als in een toespraak in de Algemene Vergadering van de Verenigde Naties.
Ook heeft hij het medium gebruikt om topfunctionarissen in zijn eigen kabinet te bekritiseren, waaronder voormalig minister Rex Tillerson, voormalig nationaal veiligheidsadviseur Herbert McMaster, onderminister van Justitie Rod Rosenstein en talrijke keren minister van Justitie Jeff Sessions. Tillerson werd ten slotte door Trump per tweet ontslagen. Trump twitterde ook dat "zijn" departement van Justitie deel uitmaakte van de Amerikaanse "deep state"; dat er "een vreselijk lekken, liegen en corruptie" aan de hand was op de hoogste niveaus van de FBI, de departementen van Justitie & Buitenlandse Zaken, alsmede dat het onderzoek van de Speciale Aanklager Robert Mueller een heksenjacht zou zijn.
Enkele andere opvallende tweets waren kritiek op het oordeel van een rechter die een decreet van Trump had geblokkeerd met betrekking tot inreisbeperkingen. Dat decreet is later in gewijzigde vorm alsnog ingevoerd. De opmerking dat minister Jeff Sessions het onderzoek van de Speciale Aanklager "onmiddellijk moest stoppen"; dat het "doorgestoken kaart" was, en dat de onderzoekers bevooroordeeld waren.

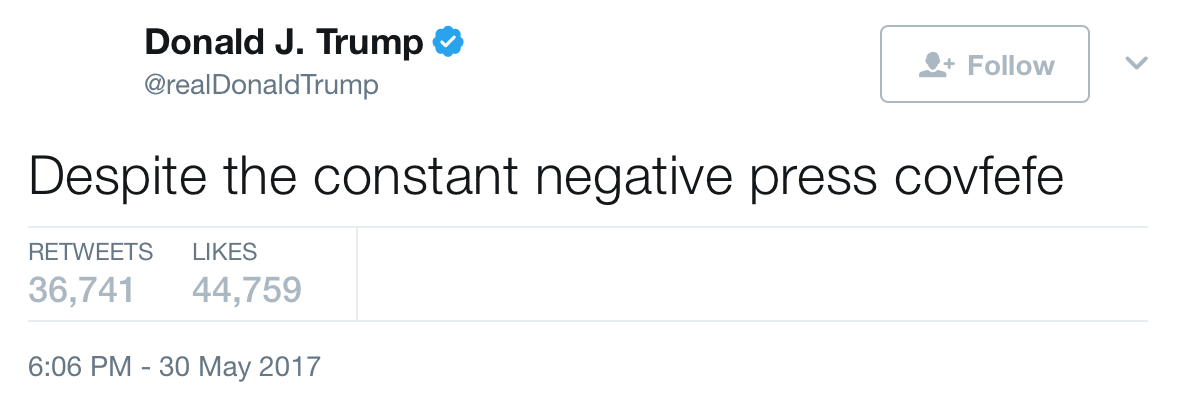
De covfefe-tweet

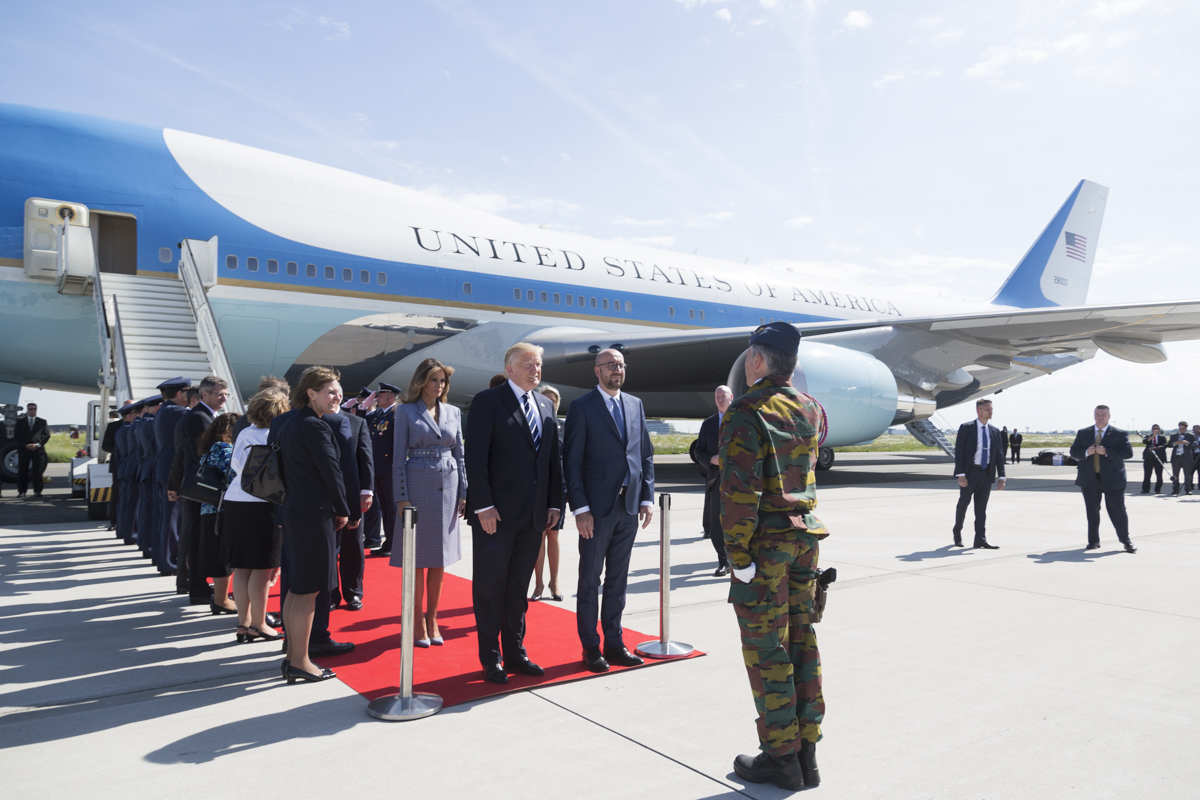
Donald en Melania Trump worden ontvangen in België door eerste minister Charles Michel. Vliegbasis Melsbroek, 24 mei 2017.

Een federale rechter oordeelde in mei 2018 dat het blokkeren door Trump van andere Twitteraars wegens tegengestelde politieke opvattingen First Amendment van de Grondwet schendt. Het hield echter geen specifieke opdracht in om mensen te deblokkeren. Trump is in beroep gegaan.
Trump schreef op 31 mei 2017 in een tweet het onbestaande woord covfefe. De tweet luidde: "Despite the constant negative press covfefe". Op het internet werd er vervolgens met verbazing gereageerd. Twitter overstroomde met mensen die zich afvroegen wat Trump exact bedoelde. #covfefe was tijdelijk de meest gebruikte hashtag. De betreffende tweet werd verwijderd door Trump, die zich afvroeg of iemand de ware betekenis ervan kon achterhalen. Het Democratische lid van het Huis van Afgevaardigden Mike Quigly diende een amendement in, Communications Over Various Feeds Electronically for Engagement Act (C.O.V.F.E.F.E Act), om ook uitlatingen via sociale media van de president onder de Presidential Records Act te laten vallen en zo te bewaren. "Covfefe" bleek een typefout te zijn bij het schrijven van "coverage" (Nederlands: berichtgeving).
Na de door Trump geïnspireerde bestorming van het Amerikaanse Capitool door Trump-supporters in Washington D.C. op 6 januari 2021 besloten Twitter en Facebook het account van de president tijdelijk te blokkeren. Een dag later maakte Facebook-CEO Mark Zuckerberg bekend de blokkade onbepaalde tijd te verlengen.
Op 8 januari 2021 maakte Twitter bekend het account van Trump permanent op te schorten vanwege het risico op verdere aanzet tot geweld. In oktober 2021 kondigde Trump aan op termijn met een eigen social te komen. Het sociaal netwerk Truth Social van de Trump Media & Technology Group ging op 15 februari 2022 de testfase in.

#### Reactie op politiegeweld tegen George Floyd

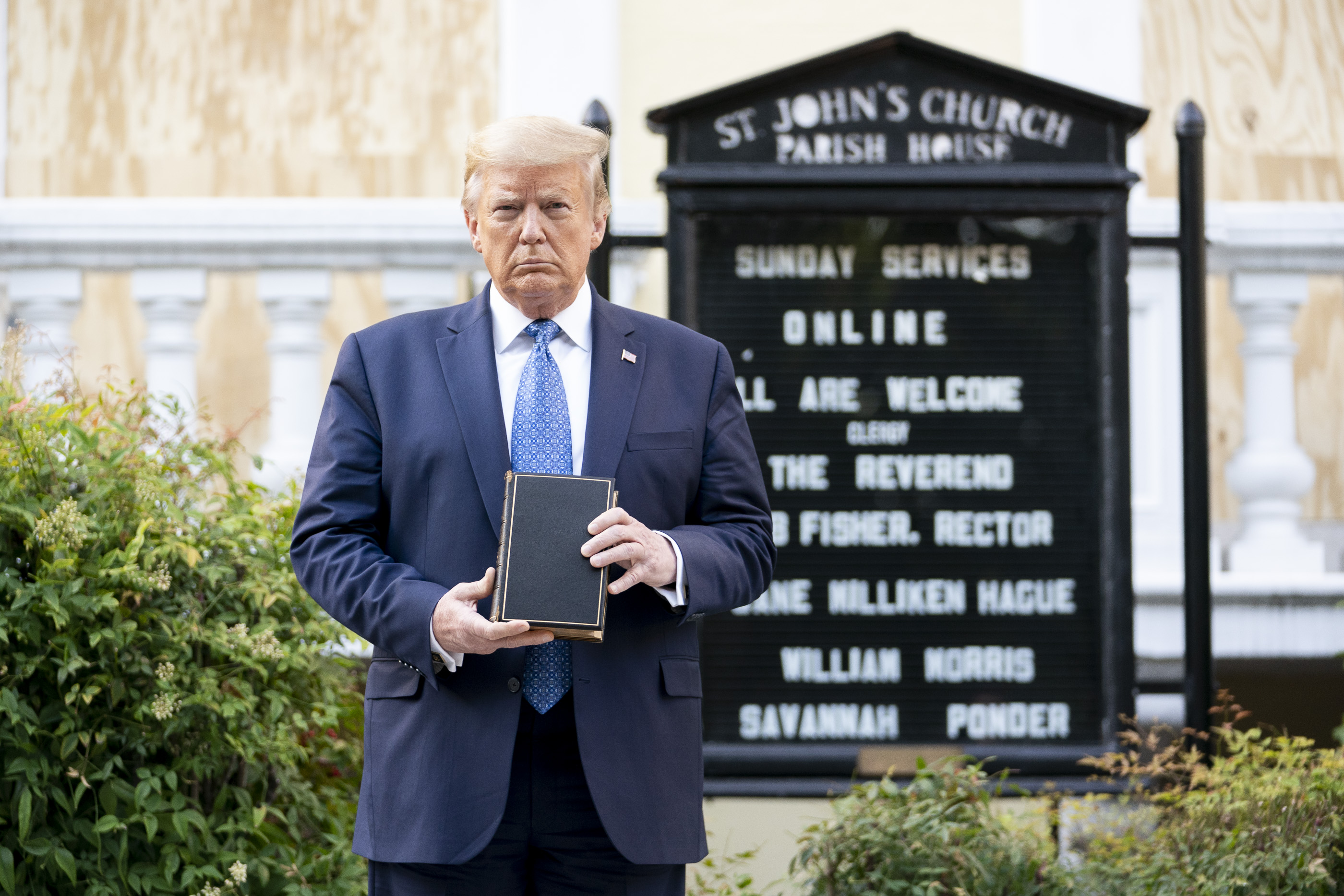

In reactie op de massaprotesten en de maatschappelijke onrust als gevolg van de dodelijke arrestatie van de Afro-Amerikaanse George Floyd door de politie, opperde Trump publiekelijk de mogelijkheid om de Insurrection Act in werking te stellen en het leger in bepaalde Amerikaanse steden in te zetten, gelet op de noodzaak om gezag en orde te handhaven.
Op 1 juni 2020 gebruikten federale handhavers wapenstokken, rubberkogels, pepperspray en rookgranaten om een vreedzaam demonstrerende groep mensen (een half uur voor het ingaan van de avondklok) te verdrijven van het terrein van het Witte Huis. Vervolgens liep Trump naar St. John's Episcopal Church, die de avond tevoren in brand was gestoken door demonstranten en poseerde daar voor de kerk met een bijbel in de hand. De president Trump verbleef circa vijf minuten op het terrein van de kerk en betrad de kerk zelf niet. Bisschop Marian Edgar Budde van het Episcopal Diocese of Washington, dat de kerk beheert, veroordeelde het gebruiken van de kerk als achtergrond.
Enkele dagen later verklaarde Trump dat iedereen een gelijke, eerlijke behandeling verdient van de veiligheidstroepen en dat hetgeen gebeurd is met Floyd niet toelaatbaar is. In dezelfde toespraak poneerde hij dat er iets geweldigs gebeurt in de VS, dat het een grote dag was, voor Floyd en voor iedereen inzake gelijkheid. Bovendien beweerde hij dat niemand ooit meer deed voor de zwarte gemeenschap dan hijzelf. Zijn uitspraken kwamen hem op kritiek te staan.
In juni 2021 concludeerde het Amerikaanse ministerie van Binnenlandse Zaken in een onderzoek naar de kwestie dat het fotomoment met de bijbel niet de reden was de ontruiming door de Park Police. Over de rol van de andere federale handhavers bestaat nog onduidelijkheid.

#### Verkiezingen 2020
Bij de Amerikaanse presidentsverkiezingen in 2020 was Donald Trump Republikeins kandidaat voor een tweede termijn. Zijn Democratische tegenstander was Joe Biden, die onder Trumps voorganger Obama vicepresident was. Vanwege de coronacrisis was al op voorhand duidelijk dat er veel meer per post zou worden gestemd, vooral door Democratische kiezers, die zich over het algemeen bezorgder uitten tegenover de pandemie (Biden stond voor strenge coronamaatregelen en riep op tot stemmen per post, Trump was voorstander van weinig restrictieve maatregelen.) Trump had al voor de verkiezingen gewaarschuwd dat stemmen per post fraudegevoelig zou zijn, ook al spraken de meeste experts tegen dat dit op grote schaal gebeurt.
Kort na de verkiezingen, terwijl het tellen nog volop bezig was, riep Trump al uit dat hij gewonnen had, omdat Biden in veel cruciale staten achter stond. De media bestempelden dit als voorbarig. Trump beweerde weet te hebben van massale fraude bij het tellen van de stemmen en riep op om dit te beëindigen in enkele staten. Het tellen ging echter gewoon door en enkele dagen later bleek dat Biden meer kiesmannen achter zich had verzameld dan Trump en dus de verkiezingen had gewonnen. In tegenstelling tot de heersende normen, gaf Trump zijn nederlaag niet toe. Hij wilde Biden niet helpen met de overname en in diverse staten werden door zijn team rechtszaken aangespannen om de uitslag aan te vechten en werden hertellingen aangevraagd. Hertellingen en rechtszaken draaiden steeds uit in het nadeel van Trump, die daarna verdere procedures opstartte.
Volgens voorlopige cijfers van CNN behaalde Trump circa 72,7 miljoen stemmen, in absolute cijfers meer dan enige andere kandidaat voor het presidentsambt ooit, het record kwam echter op naam van Joe Biden te staan die volgens diezelfde cijfers circa 78 miljoen stemmen behaalde.
Op 23 november heeft de General Services Administration (GSA) aan Joe Biden de faciliteiten toegekend die toekomen aan een president-elect. Trump accepteerde zijn verlies echter nog niet en probeerde met processen en hertellingen de uitslag in zijn voordeel te veranderen.
Op 25 november, Thanksgiving, verleende Trump gratie aan zijn voormalige nationaal veiligheidsadviseur Michael Flynn. Dat hij dit deed toen duidelijk werd dat hij hoogstwaarschijnlijk geen tweede termijn als president zou krijgen, riep meteen kritiek op van machtsmisbruik.
Op 3 januari 2021 lekte een audio-opname uit waarin Trump officials in de staat Georgia onder druk zet om grootschalige verkiezingsfraude te plegen. Hij zette vicepresident Mike Pence daarna nog onder druk om tijdens de telling van de stemmen van het kiescollege op 6 januari enkele resultaten te weigeren, maar Pence gaf niet toe.
Nadat de stemmen van het kiescollege bevestigd werden na de tumultueuze zitting (zie hieronder), beloofde Trump een ordelijke machtsoverdracht op 20 januari. Eerder had Biden Trump ervan beschuldigd hem tegen te werken.
Na zijn verkiezingsnederlaag bleef Trump de rechtmatigheid van het presidentschap van Joe Biden bestrijden, hoewel daarvoor op basis van talrijke hertellingen en officiële onderzoeken geen enkel bewijs is geleverd. Deze strategie is in de VS in de loop van 2021 "the Big Lie" gaan heten en hij vond bij veel vooraanstaande Republikeinen weerklank. Een prominente tegenstander in dit opzicht is het Congreslid Liz Cheney, die ook voor Trumps impeachment stemde na de Bestorming van het Amerikaanse Capitool in 2021.

##### Rellen bij het Capitool
Op 6 januari 2021 werden in het Capitool de stemmen van het kiescollege officieel geteld door het Huis van Afgevaardigden en het Congres. Diezelfde dag vonden ook verkiezingen plaats in Georgia, waar twee zetels voor het Congres werden ingevuld en waar de Democraten leken af te stevenen op een nipte winst. Door die winst kregen de Democraten de helft van het Congres in handen, wat een krappe meerderheid betekent, aangezien de vicepresident (vanaf de beëdiging van Joe Biden op 20 januari was dat de Democratische Kamala Harris) in dit geval een cruciale extra stem oplevert. Trump riep zijn aanhangers op om die dag in Washington D.C. te komen protesteren tegen wat hij nog steeds zag als een frauduleuze uitslag. Hij sprak zijn aanhangers er toe. Later werd betoogd bij het Capitool en bestormden een deel van de aanhangers het gebouw, tijdens de zitting. Ze raakten nadat de congresleden de vergaderzaal hadden verlaten en in veiligheid waren gebracht onder meer tot in de voorzittersstoel van die zaal, en ook in het kantoor van de voorzitter van het Huis, Nancy Pelosi. Enkele kantoren werden vernield en geplunderd. Er vielen schoten, waarbij één persoon dodelijk geraakt werd. Bij de betogingen stierf één persoon aan een kogel, drie anderen stierven aan "medische complicaties" en één agent overleed een dag na de betogingen. 52 mensen werden opgepakt.
Al snel weerklonk kritiek op de beveiliging van het Capitool. Verkozenen van beide grote partijen keurden de bestorming van het Capitool af en wezen op de verantwoordelijkheid van Trumps woorden. Trump zelf riep via Twitter op om de vrede te bewaren, terwijl zijn dochter Ivanka op hetzelfde medium de (vreedzame) betogers prees als "Amerikaanse patriotten". Na drie uur stuurde hij een videoboodschap de wereld in waarin hij nogmaals en meermaals benadrukte dat de verkiezingen van hem gestolen waren, maar hij riep ook op om terug naar huis te gaan. Tegen 18 uur lokale tijd en na tussenkomst van de Nationale Garde werd het gebouw ontruimd.

### Competentie voor uitoefening van het ambt
Op 11 september 2018 verscheen het boek Fear: Trump in the White House van de gerenommeerde Watergate-journalist Bob Woodward. Een verzameling degelijk gedocumenteerde interviews met topmedewerkers van president Trump bevestigen en illustreren, dan wel beschrijven hoe zij opereren om ernstige ongelukken te voorkomen. Vrijwel gelijktijdig met de vooraankondiging van Fear: Trump in the White House publiceerde The New York Times de ongebruikelijke bekendmaking van een anoniem opiniestuk, waarin een White House-official de urgentie en heersende praktijk van "constructieve tegenwerking" van de president door hem/haar en zijn/haar collega's in het landsbelang onthult.
58.000 professionals in de geestelijke gezondheidszorg in de VS hadden al 15 februari 2017 Donald Trump te instabiel genoemd om president te zijn. De diagnose is narcistische persoonlijkheidsstoornis gekenmerkt door een overdreven gevoel van eigenwaarde, een sterke behoefte aan bewondering en een laag inlevingsvermogen. Deze stoornis heeft in de Amerikaanse Diagnostic and Statistical Manual of Mental Disorders code 301.81 in DSM-IV.

### Trumpisme
Dit is een term voor de politieke ideologie, stijl van bestuur, politieke beweging en een reeks mechanismen voor het verwerven en behouden van macht die wordt geassocieerd met Donald Trump en zijn politieke basis. Het is een Amerikaanse politieke versie van het rechtse tot extreemrechtse, nationaal-populistisch sentiment gezien in meerdere landen wereldwijd aan het eind van de jaren 2010 en bevat aspecten van onliberale democratie.

### Inbeschuldigingstellingen ("Impeachment")

#### Pogingen tot inbeschuldigingstelling
Sinds Trump als president is beëdigd, zijn er verschillende pogingen ondernomen een procedure van inbeschuldigingstelling ("impeachment") tegen hem te beginnen door een of meer zogeheten Articles of impeachment in te dienen in het Huis van Afgevaardigden. Deze pogingen waren aanvankelijk kansloos zolang de Republikeinse fractie in het Huis van Afgevaardigden, die daar tot en met 2018 de meerderheid had, achter de president bleef staan.
- 17 mei 2017: Al Green, lid van het Huis van Afgevaardigden voor de Democratische Partij, beschuldigde Trump vanwege belemmering van de rechtsgang. Als onderbouwing voerde hij het ontslag aan door Trump van FBI-baas James Comey en Trumps uitspraak in verband met het FBI-onderzoek naar beïnvloeding van de presidentsverkiezingen door de Russische staat. De motie werd niet in stemming gebracht.[178]
- Juli 2017: Brad Sherman, lid van het Huis van Afgevaardigden voor de Democratische Partij, beschuldigde hem vanwege belemmering van de rechtsgang door het ontslaan van James Comey.[177][179]
- November 2017: Al Green, lid van het Huis van Afgevaardigden voor de Democratische Partij, met vijf ondersteuners van de motie, eveneens Democraten, beschuldigde president Trump ervan dat hij volgens hen de grondwet had geschonden. Het ontslaan van FBI-directeur James Comey en het schenden van de zogenoemde Emoluments Clause (het verbod voor overheidsfunctionarissen om giften te accepteren van buitenlandse overheden) waren twee argumenten van de Congresleden om de procedure van afzetting op te starten. Ook wezen de Democraten op het "ondermijnen" van de onafhankelijkheid van de rechterlijke macht en de persvrijheid door Trump.[180] Green gaf aan beslist een (zuiver symbolische) stemming te willen over de motie, die geen werkelijke kans maakte om te worden aangenomen.[181] De motie kreeg uiteindelijk 58 stemmen in het Huis van Afgevaardigden, dat 435 leden telde waarvan 193 Democraten.

Tijdens het grootste deel van het presidentschap van president Trump waren de Democraten verdeeld over het vraagstuk van inbeschuldigingstelling van de president. Minder dan 20 afgevaardigden in het Huis van Afgevaardigden steunden inbeschuldigingstelling rond januari 2019, maar dit aantal nam toe tot circa 140 afgevaardigden, nadat het rapport-Mueller in april was uitgekomen en nadat speciale aanklager Robert Mueller in juli had getuigd.

#### Eerste impeachmentprocedure, -proces, -vrijspraak
De eerste afzettingsprocedure tegen Trump werd op 24 september 2019 formeel aangekondigd door de voorzitter van het Huis van Afgevaardigden van de Democraten, Nancy Pelosi. De aanleiding daartoe was een telefoongesprek van Trump met Volodymyr Zelensky, president van Oekraïne. Daarbij zou Trump namens de Verenigde Staten gezegd hebben de toegezegde militaire steun aan Oekraïne pas te verlenen als er in Oekraïne een corruptieonderzoek zou worden ingesteld naar Joe Biden en het bedrijf van diens zoon Hunter, waarmee Trump zich schuldig zou hebben gemaakt aan quid pro quo. Voormalig vicepresident Biden was op dat moment een van de belangrijkste kanshebbers van de Democratische Partij om tegenkandidaat van Trump te worden bij de Amerikaanse presidentsverkiezingen van 2020.
Gedurende oktober 2019 getuigden verschillende medewerkers van het Departement van Buitenlandse Zaken achter gesloten deuren in zittingen van Commissies van het Congres over Oekraïense kwestie – resolutie 31-10-2019. Op 22 oktober verklaarde VS-diplomaat William B. Taylor Jr. dat hij spoedig na aankomst in juni 2019 ontdekte dat Zelensky onder druk werd gezet door een particulier initiatief geleid door Trump en geregisseerd door Rudy Giuliani, de privé-advocaat van Trump.
De bedoeling was om Zelensky te dwingen een publiek akkoord te sluiten over enerzijds een corruptieonderzoek bij het bedrijf dat Hunter Biden in dienst had, en anderzijds naar de geruchten over Oekraïense beïnvloeding van de Amerikaanse presidentsverkiezingen 2016. Hij maakte duidelijk dat totdat Zelensky zo'n aankondiging zou doen, het Amerikaanse kabinet de reeds begrote militaire steun voor Oekraïne niet zou overmaken en Zelensky ook niet de begeerde uitnodiging voor een bezoek aan het Witte Huis zou sturen.
Als onderdeel van het onderzoek naar inbeschuldigingstelling vroeg de juridische commissie van het Huis van Afgevaardigden inzage in de Grand Jury-informatie die was gebruikt in de samenvatting van het rapport-Mueller. Het Departement van Justitie (DOJ) weigerde die informatie over te leggen, met het argument dat de geheimhouding van dit materiaal gewaarborgd moet blijven en dat het onderzoek naar inbeschuldigingstelling niet deugdelijk is.
Op 25 oktober 2019, oordeelde federaal rechter Beryl A. Howell dat laatstgenoemd onderzoek deugdelijk is en dat het DOJ informatie binnen een week aan de commissie moet verstrekken.
Op 31 oktober nam het Huis met 232 tegen 196 stemmen een resolutie aan waarin de regels werden vastgesteld voor de volgende fase van het onderzoek, met openbare hoorzittingen.
Op woensdag 13 november 2019 startte het officiële, openbare onderzoek naar inbeschuldigingstelling van president Trump wegens de kwestie-Oekraïne, met het verhoor van de topdiplomaten William B. Taylor Jr. en George Kent, die werkzaam waren in de hoofdstad Kiev. De vergadering van de inlichtingencommissie van het Congres werd geleid door de Democratische voorzitter Adam Schiff.
Het onderzoek naar inbeschuldigingstelling vloeide voort uit de onvoorziene klacht van een anonieme klokkenluider, die het telefoongesprek van Trump als machtsmisbruik betitelde, en daaraan andere aanklachten toevoegde, nl. dat het Witte Huis het bestand van het telefoongesprek had willen archiveren in een geheim digitaal systeem, en dat het telefoongesprek onderdeel was van een brede campagne van Rudy Giuliani en het kabinet-Trump om Oekraïne te pressen een corruptieonderzoek naar de Bidens in te stellen.
De klokkenluider sprak verder de verdenking uit dat het afzeggen door Trump van het bezoek van vicepresident Mike Pence aan Kiev in mei 2019 en dat het door de president tegenhouden van financiële hulp aan Oekraïne, deel uitmaakte van de campagne om Oekraïne onder druk te zetten. President Trump bevestigde dat hij inderdaad tijdelijk militaire hulp aan Oekraïne had tegengehouden, waarvoor hij tegenstrijdige redenen opgaf.
Op 18 december 2019 werd Trump aangeklaagd wegens machtsmisbruik en het tegenwerken van het Congres in de zogenoemde Oekraïne-affaire.
nadat het Huis van Afgevaardigden de artikelen van inbeschuldigingstelling wegens machtsmisbruik en obstructie van het Congres had goedgekeurd.
Het onderzoek vermeldt dat Trump militaire hulp aan Oekraïne, alsmede het uitnodigen van de president van dat land in het Witte Huis tegenhield om te bereiken dat van die zijde publiekelijk zou worden afgekondigd dat er een corruptieonderzoek zou worden ingesteld naar Trumps politieke rivalen en naar de bestreden bewering dat Oekraïne zich had gemengd in de Amerikaanse presidentsverkiezingen van 2016.
De Senaat moest hier dan vervolgens over oordelen. Zes commissies van het Huis van Afgevaardigden gingen voorbereidend onderzoek doen. Later werd besloten openbare hoorzittingen te gaan houden. De Articles of Impeachment werden op 15 januari 2020 overgedragen aan de Senaat.
Op 31 januari 2020 stemde de Senaat tegen het oproepen van getuigen, waarop na blokkering door het Witte Huis sterk was aangedrongen door de Democratische minderheid. Hiermee werd dit het eerste impeachment-proces in de Amerikaanse geschiedenis waarin geen getuigen werden gehoord.
Op 5 februari 2020 werd Trump, vrijwel geheel langs partijlijnen, door een meerderheid van de senatoren door stemming vrijgesproken van beide aanklachten. Alle Democratische senatoren hadden voor afzetting gestemd, bijna alle Republikeinse senatoren hadden tegen gestemd. Uitzondering was de Republikeinse senator van Utah, Mitt Romney, de enige – en enige senator ooit – die de president van zijn eigen partij schuldig verklaarde aan een van beide aanklachten.

#### Tweede impeachmentprocedure, -proces, -vrijspraak
Op 11 januari 2021 werd een tweede inbeschuldigingstelling van Donald Trump aanhangig, na de bestorming van het Capitool op 6 januari van dat jaar. Trump is de eerste Amerikaanse president tegen wie tweemaal een dergelijke procedure werd gestart. Hij werd beschuldigd van "het aanzetten tot een opstand". Op 13 januari 2021 stemde een meerderheid van 232 tegen 197 leden van het Huis van Afgevaardigden in met de procedure om president Trump af te zetten. Onder de voorstemmers waren ook tien afgevaardigden van Trumps eigen Republikeinse Partij. De officiële aanklacht is op 25 januari 2021 (lokale tijd) door het Huis van Afgevaardigden aan de Senaat overhandigd. Dit is na het aflopen van Trumps reguliere ambtstermijn.
Op 9 februari 2021 heeft een meerderheid in de Amerikaanse Senaat bij een stemming het impeachmentproces tegen Donald Trump grondwettelijk verklaard. De procedure werd met 56 stemmen tegen 44 goedgekeurd. De berechting in de Senaat vond plaats toen zijn opvolger Joe Biden al president was. Trumps vertrek was toen weliswaar niet meer aan de orde, maar er kon nog wel besloten worden dat hij in de toekomst niet opnieuw president kon worden. Veel Republikeinen — onder wie toenmalig meerderheidsleider Mitch McConnell, die Trump "praktisch en moreel verantwoordelijk" verklaarde voor de bestormingen —, stemden tegen veroordeling met als argument dat het volgens de grondwet niet mogelijk is een ex-president alsnog af te zetten. Hierdoor was er geen tweederdemeerderheid voor afzetting.

### 25e amendement op de Grondwet
Afgezien van inbeschuldigingstelling (impeachment) kent de Amerikaanse grondwet nog een tweede procedure om een zittende president uit zijn ambt te zetten, namelijk via toepassing van het 25e amendement op de Grondwet. Dat kan worden toegepast in het geval dat "hij/zij niet in staat is om de bevoegdheden en verplichtingen van zijn ambt uit te oefenen". Er werd tijdens Trumps presidentschap meermaals gehint op zijn (vermeende) mentale toestand om hem uit zijn ambt te kunnen ontzetten, maar in de praktijk werd er geen gebruik van gemaakt.
Medio februari 2019 onthulde de toenmalig plaatsvervangend directeur van de FBI, Andrew McCabe, dat hij en andere topfunctionarissen van FBI en Justitie na het onverhoedse ontslag van FBI-directeur James Comey serieus de optie van toepassing van het 25ste amendement hadden besproken. Dit in verband met de toenemende aanwijzingen van een Russische connectie tussen president Trump en zijn entourage in mei 2017.
Na de bestorming van het Capitool door door hem gestimuleerde Trump-supporters op 6 januari 2021 riepen sommige ambtsdragers opnieuw op om het 25e amendement in te roepen om Trump af te zetten, omdat ze hem verantwoordelijk achtten voor de rellen en hem daardoor ongeschikt vonden voor het uitoefenen van het ambt.

### Onderzoeken vanaf 2019

#### Algemeen
Vanaf begin 2019, met de Democratische meerderheid in het Huis van Afgevaardigden, zouden allerlei zaken uit de eerste helft van de zittingsperiode van het kabinet-Trump, zoals de verkiezingscampagne, het transitieproces, de inauguratie, alsmede parallel daaraan de verhouding overheids- en privébelangen, privébelastingen en charitatieve fondsen aan een gedetailleerd onderzoek worden onderworpen. De betreffende commissies van het Huis konden getuigen dagvaarden en onder ede horen.

#### Russiagate
Naar de beschuldigingen van samenzwering met "de Russen" wordt vaak kortweg verwezen als Russia-gate. Het eindrapport van Speciale Aanklager Robert Mueller stelde dat er geen bewijzen waren dat de Trump-campagne of daar aan gelieerde personen of organisaties, hebben samengespannen met Rusland om de Amerikaanse presidentsverkiezing van 2016 te beïnvloeden.
In eerste twee jaren van het presidentschap van Donald Trump ging veel media-aandacht uit naar de verdenking dat diens verkiezingswinst in november 2016 deels te danken zou zijn geweest aan samenzwering tussen zijn campagneteam en hooggeplaatste Russische autoriteiten.
De eerste weken van het kabinet-Trump hielpen niet mee om deze verdenking af te zwakken. Nationaal veiligheidsadviseur Michael Flynn moest het veld ruimen, wegens leugens over Russische contacten. Minister van Justitie Jeff Sessions was gedwongen zich buiten het onderzoek van de Speciale Aanklager naar de vermeende Russische inmenging te houden. De president wantrouwde zijn eigen Inlichtingendiensten en hechtte meer waarde aan de ontkenning van president Vladimir Poetin. De bestrijding van de digitale media die de Russen hebben benut, had niet Trumps interesse.
Toen de president na enkele maanden van FBI-directeur James Comey persoonlijke loyaliteit aan hem boven diens beroepsintegriteit verlangde en deze vervolgens halsoverkop ontsloeg, omdat hij dat "Russia-thing" onderzoekt, ontketende Trump een scenario dat zou worden gedirigeerd door een Speciale Aanklager, en dat met de dramatiek van het Watergate-schandaal onder het presidentschap van Richard Nixon kan gaan wedijveren.
Al in januari 2017 beweerden de gezamenlijke Amerikaanse inlichtingendiensten, de CIA, de FBI en de NSA, met "hoge vertrouwelijkheid" dat de Russische regering zich mengde in de Amerikaanse presidentsverkiezingen 2016 om de verkiezing van Trump te begunstigen. In maart 2017 vertelde FBI-directeur James Comey het Congres dat "het FBI, als onderdeel van onze counter-inlichtingenmissie, het de taak van de FBI is om de pogingen van de Russische regering om de presidentiële verkiezingen te beïnvloeden" te onderzoeken. Dat betreft ook het onderzoeken van de aard van de banden tussen personen verbonden met de Trumpcampagne en de Russische regering, en of er enige coördinatie was tussen de campagne en Russische inspanning."
Later, in een getuigenis in de vergadering van de Inlichtingencommissie van de Senaat op 8 juni, bevestigde hij dat hij er niet "de minste twijfel" over had dat de Russische overheid zich had gemengd in de verkiezing van 2016, en daaraan toevoegend dat "zij het met opzet en geraffineerd deden".
Trumps banden met Rusland zijn uitvoerig beschreven in de pers.
Een van Trumps campagneleiders, Paul Manafort, werkte verscheidene jaren voor de pro-Russische politicus Viktor Janoekovytsj om het presidentschap van Oekraïne binnen te halen. Andere bondgenoten van Trump, waaronder voormalig nationaal veiligheidsadviseur Michael Flynn en politiek consultant Roger Stone, hadden banden met Russische autoriteiten. Tijdens de campagne werd van Russische agenten vernomen dat zij wisten dat zij Manafort en Flynn konden inschakelen om Trump te beïnvloeden.
Leden van Trumps campagne en later zijn Witte Huis-staf, in het bijzonder Flynn, hadden contact met Russische autoriteiten, zowel voor al na de verkiezing van 6 november. Op 29 december 2016 sprak Flynn met de Russische ambassadeur Sergej Kisljak over sancties die dezelfde dag waren opgelegd. Later ontsloeg Trump Flynn wegens het ten onrechte beweren dat hij niet over de sancties had gesproken.

#### Ontslag FBI-directeur James Comey
Op 9 mei 2017 ontsloeg Trump FBI-directeur James Comey. Aanvankelijk schreef hij deze handeling toe aan aanbevelingen van minister van Justitie Jeff Sessions en onderminister Rod Rosenstein, die Comeys omgang met het onderzoek naar Hillary Clintons e-mails bekritiseerden. Op 11 mei verklaarde Trump dat hij bezorgd was over "dat aanhoudende Russische ding" en dat hij al eerder van plan was Comey, los van advies van het ministerie van Justitie, te ontslaan.
Volgens een notitie van Comey van een persoonlijk gesprek met de president op 14 februari 2017, zei Trump dat hij hoopte dat Comey het onderzoek naar Michael Flynn zou staken. In maart en april vertelde Trump Comey dat de aanhoudende verdenkingen een "donkere wolk" vormden, die zijn presidentschap beschadigden, en vroeg hij hem om in het openbaar te verklaren dat het onderzoek zich niet op Trump persoonlijk richtte.
Ook verzocht Trump de inlichtingen-chefs Dan Coats en Michael Rogers om met verklaringen te komen die inhielden dat er geen bewijs was dat er bij zijn campagne sprake was geweest van samenzwering met de Russen tijdens de presidentsverkiezing van 2016. Beiden weigerden, omdat zij het als een ongepast, zo niet onwettig verzoek, beschouwden.
Uiteindelijk getuigde Comey zelf als directeur op 8 juni, dat het onderzoek van de FBI niet gericht was op Trump zelf. In een Twitter-bericht suggereerde Trump dat hij bandopnamen van gesprekken met Comey had, om later te verkondigen dat hij in feite niet over zulke opnamen beschikte.

#### Speciale aanklager Robert Mueller (2017)
Op 17 mei 2017 benoemde onderminister Rod Rosenstein Robert Mueller, een voormalig directeur van de FBI tot Speciale Aanklager van het department van Justitie (DOJ). In deze hoedanigheid kreeg Mueller de supervisie over het onderzoek naar "alle banden en/of coördinatie van de Russische regering met de campagne van president Donald Trump in verband te brengen, en alle kwesties, reeds gerezen of mogelijk nog rechtstreeks zullen rijzen uit het onderzoek". Trump heeft herhaaldelijk iedere samenzwering tussen de Trump-campagne en de Russische regering tegengesproken.
Enkele dagen na het ontslag van Comey berichtte The Washington Post dat de Speciale Aanklager ging onderzoeken of Trump de rechtsgang had belemmerd. Trumps nieuwe advocaat Jay Sekulow zei dat hem geen kennisgeving van zo'n onderzoek had bereikt. ABC News berichtte later dat de Speciale Aanklager bij voorbaat al informatie had verzameld over mogelijke belemmering van de rechtsgang, maar nog geen onderzoek op volle kracht lanceerde.
In januari 2018 meldde The New York Times dat Trump opdracht had gegeven dat Mueller in juni 2017 moest worden ontslagen, nadat Mueller bezig was mogelijke belemmering van de rechtsgang te onderzoeken. Trump krabbelde echter terug nadat Witte Huis-adviseur Don McGahn dreigde te zullen opstappen; Trump noemde het rapport "fake news". The New York Times berichtte in april 2018 dat Trump opnieuw in december 2017 had geëist dat het onderzoek werd gestaakt, maar daarmee stopte na het lezen van nieuwsberichten, waarop hij baseerde dat zijn beslissing onjuist was. In april 2018, in vervolg op de inval van de FBI in de woning en het bureau van Trumps privéadvocaat Michael Cohen, zinspeelde Trump hardop over het ontslaan van Mueller. In augustus 2018 schreef Trump dat minister Jeff Sessions het onderzoek van de Speciale Aanklager "nu onmiddellijk moet stoppen"; ook verwees de president naar het onderzoek als een "heksenjacht" en "doorgestoken kaart".
In januari 2018 werd bekend dat Mueller Trump wilde ondervragen over het wegsturen van Flynn en Comey. Voor het grootste deel van 2018 was er discussie tussen Muellers kantoor en Witte Huisadvocaten over de vraag of Trump Mueller een-op-een-interview dan wel een antwoord op schrift, en welke onderwerpen behandeld moeten worden. Trump zelf zei publiekelijk dat hij bereid was geïnterviewd te worden. In november 2018 zei hij dat hij geschreven antwoorden voorbereidde op een set vragen, en eind november verklaarde zijn juridisch team dat hij antwoorden had verstrekt op schriftelijke vragen van de Speciale Aanklager over "onderwerpen betreffende de aan Rusland gerelateerde hoofdpunten van het onderzoek".
The New York Times berichtte op 11 januari 2019 dat de counter-inlichtingen-afdeling van de FBI toenemend bezorgd is over Trumps banden met Rusland tijdens de verkiezingscampagne van 2016, maar afzag van het openen van een onderzoek wegens onzekerheid over de vraag hoe te opereren in zo'n gevoelige kwestie. Trumps gedrag gedurende de dagen onmiddellijk voorafgaand aan het ontslag van Comey, waren voor hen aanleiding om een onderzoek te starten of Trump voor de Russen en bewust of onwetend ten nadele van Amerikaanse belangen had gewerkt. De FBI voegde de counter-info samen met die uit het onderzoek naar mogelijke rechtsbelemmering bij het ontslag van James Comey. Mueller nam dat laatste onderzoek na zijn benoeming over, hoewel niet onmiddellijk duidelijk was dat hij de invalshoek van de contra-inlichtingen had gekozen.

#### Kompanen
Op 21 augustus 2018 werd Trumps voormalig campagneleider Paul Manafort veroordeeld voor acht misdrijven wegens belasting- en bankfraude. Trump zei in een reactie dat hij met Manafort te doen had en hij prees hem ervoor dat hij niet bezweken was onder de druk van de aanklagers om tot een schikking te komen. Volgens zijn persoonlijke advocaat Giuliani had Trump zich laten adviseren over de mogelijkheid Manafort gratie te verlenen, maar was hem dat afgeraden. In september zag Manafort zich voor de tweede maal geplaatst voor een rechtszaak over tal van aanklachten, maar nu wist hij een pleit-deal overeen te komen door schuld te erkennen aan samenzwering en geknoei met getuigen, alsmede door het toezeggen van volledige medewerking met justitie.
In november publiceerde Muellers kantoor in een officiële verklaring dat Manafort bij herhaling had gelogen tegen zijn ondervragers en daarmee de afspraken van de pleit-deal had overtreden. Ook werd bekendgemaakt dat Manafort, via zijn advocaat, Witte Huis-advocaten had geïnformeerd over zijn interacties met het kantoor van de Speciale Aanklager. Trump zinspeelde er publiekelijk op dat hij Manafort pardon zou kunnen verlenen, maar de kandidaat-voorzitter van de juridische commissie van het Huis waarschuwde dat "het Manafort een pardon voor de neus hangen" zou kunnen leiden tot beschuldiging van belemmering van de rechtsgang.
Op 29 november erkende Trumps voormalige advocaat Michael Cohen schuldig te zijn aan het afleggen van leugenachtige verklaringen tegen het Congres over Trumps pogingen in 2016 om een deal met Russische autoriteiten te bereiken om een Trump Tower in Moskou te bouwen. Cohen zei dat hij de valse verklaringen had gedaan ten behoeve van Trump, die in de gerechtelijke documenten werd aangeduid als "Individu-1".
De vijf kompanen van Trump, die schuld bekend hebben of als gevolg van Muellers onderzoek of gerelateerde zaken zijn veroordeeld, zijn: Paul Manafort, Rick Gates, George Papadopoulos, Michael Flynn en Michael Cohen. De aanklachten tegen hen waren niet gerelateerd aan samenzwering met Rusland.

#### Eindrapport Speciale Aanklager Robert Mueller
Op 22 maart 2019 bracht de Speciale Aanklager Robert Mueller na bijna twee jaar zijn eindrapport uit aan minister van Justitie William Barr. Vervolgens stuurde deze op 24 maart een brief van vier pagina's aan het Congres, waarin deze de uitkomsten van het eindrapport van de Speciale Aanklager over de Russische inmenging en de belemmering van de rechtsgang samenvatte.
Barr verdeelde de brief in twee gedeelten: a. de Russische pogingen om de Amerikaanse presidentsverkiezing van 2016 te beïnvloeden, en b. de vraag of Trump de rechtsgang beïnvloedde.
Wat a. betreft stelt Barr dat de Speciale Aanklager geen bewijzen vond dat de Trump-campagne of welke kompaan daarvan, samenspande dan wel afstemde met Rusland in zijn pogingen om de Amerikaanse presidentsverkiezing van 2016 te beïnvloeden. Barr voegde daaraan toe dat de Speciale Aanklager "twee voorname Russische pogingen tot beïnvloeding van genoemde verkiezing" vaststelde.
Over punt b. - belemmering van de rechtsgang - stelde Barr dat Mueller niet tot een conclusie kwam. Hij citeerde de Speciale Aanklager als volgt: "terwijl dit rapport niet concludeert dat de president een misdaad pleegde, pleit het hem ook niet vrij".
Barr schrijft: "Het besluit van de Speciale Aanklager om de feiten van zijn onderzoek naar belemmering van de rechtsgang te melden zonder tot juridische conclusies te komen, laat het aan de minister van Justitie over om te beslissen of het in het rapport beschreven gedrag een misdrijf behelst, daaraan toevoegend dat hij en onderminister Rosenstein "concludeerden dat het tijdens het onderzoek opgebouwde bewijs niet toereikend is om vast te stellen dat de president een strafbare daad van belemmering van de rechtsgang pleegde".
Dat het Mueller-report concludeerde dat het ingesteld onderzoek geen bewijs aan het licht kon brengen voor de gestelde samenzwering was volgens critici geen afdoende weerlegging.
In mei 2019 verklaarde het Republikeinse Congreslid Justin Amash, op basis van de uitkomsten van het Mueller Report over belemmering van de rechtsgang, dat president Trump "zich schuldig heeft gemaakt aan "impeachable" gedrag. Hij voegde daaraan toe dat "weinig leden van het Congres dat rapport hebben gelezen".
Amash zei ook dat minister van Justitie William Barr de uitkomsten van het rapport "opzettelijk ondeugdelijk heeft weergegeven" en dat de heersende partijpolitiek het moeilijk maakte om het handhaven van "checks and balances" in het Amerikaanse stelsel veilig te stellen. Amash was het eerste Republikeinse Congreslid dat zich uitsprak ten gunste van impeachment van president Trump.
In reactie maakte president Trump Amash uit voor een "loser" en verklaarde hij voorts – ten onrechte – dat het Mueller Report had geconcludeerd dat er geen belemmering van de rechtsgang had plaatsgevonden. Ronna McDaniel, voorzitter van de Republikeinse Nationale Commissie (RNC), beschuldigde Amash van het "napraten van de stokpaardjes van de Democraten over de Russen". Zij deed geen uitspraak over onmiddellijke maatregelen tegen Amash, maar twitterde aan kiezers uit Amash' district "om deze president krachtig te steunen". De Republikeinse senator Mitt Romney liet weten Amash' verklaring "moedig" te vinden, maar zelf de aangevoerde belemmering van de rechtsgang als onvoldoende te beoordelen.

#### Onderzoeken door het Huis van Afgevaardigden in 2019
In maart 2019 lanceerde de Juridische Commissie van het Huis van Afgevaardigden een breed onderzoek van president Trump naar mogelijke belemmering van de rechtsgang, corruptie en machtsmisbruik. De voorzitter van de commissie Jerrold Nadler zond aan 81, hetzij zakelijk, hetzij privé met Trumps presidentschap verbonden personen en organisaties verzoekschriften om documenten te overleggen, daarbij stellend dat het "volstrekt duidelijk" was dat de president de rechtsgang had belemmerd. Drie andere commissievoorzitters stuurden het Witte Huis en het Departement van Buitenlandse Zaken, waarin zij details opvroegen over Trumps gesprekken met president Poetin, inclusief diens pogingen om de inhoud van die besprekingen te verbergen. Het Witte Huis weigerde te voldoen aan dat verzoek. Als argument werd opgevoerd dat besprekingen van de president met buitenlandse leiders uit veiligheidsoverwegingen vertrouwelijk waren.
Volgens senator Mark Warner, vicevoorzitter van de Inlichtingencommissie van de Senaat is er "overweldigend" bewijs van de samenspanning van de Trump-campagne met de Russen. Afgevaardigde Adam Schiff, voorzitter van de Inlichtingencommissie van het Huis, verklaarde dat er "ondubbelzinnig bewijs" is van samenspanning tussen de Trump-campagne en Rusland.

#### Speciale aanklager Jack Smith (2022)
In november 2022 stelde de Amerikaanse minister van Justitie Merrick Garland de jurist Jack Smith aan als speciale aanklager. Smith werkte eerder als hoofdaanklager bij het Kosovotribunaal in Den Haag. Als speciale aanklager moet hij toezicht houden op de onderzoeken van de Amerikaanse justitie naar Trumps optreden rond de bestorming van het Amerikaanse Capitool in 2021 en naar Trumps bezit van mogelijk staatsgeheime overheidsdocumenten op zijn landgoed Mar-a-Lago in Florida, na zijn presidentschap.

##### Aanklacht - Misbruik geheime overheidsdocumenten
Begin juni 2023 diende Jack Smith een federale aanklacht in tegen Trump voor het illegaal achterhouden van overheidsdocumenten in zijn woonplaats in Mar-a-Lago. Hij klaagde veertig misdrijven rond misbruik van geheime documenten uit Trumps tijd als president aan. Nooit eerder kreeg een Amerikaanse (ex-)president een 'federale' aanklacht tegen zich. Op 15 juli 2024 besliste de rechter dat de rechtszaak over deze documenten niet door kon gaan omdat Jack Smith onrechtmatig als speciale aanklager benoemd werd. Anderhalve maand later ging Smith in beroep tegen de seponering van de rechtszaak, maar hij stopte eind november met de vervolging van de oud-president omdat Trump enkele weken eerder die maand werd herverkozen tot president van de Verenigde Staten. Een zittend president kan wettelijk niet vervolgd worden. Het rapport van Smith omtrent deze zaak werd niet vrijgegeven omdat er nog vergelijkbare zaken liepen tegen andere verdachten.

##### Aanklacht - Samenzwering tegen de VS
Op 1 augustus 2023 diende Smith een tweede federale aanklacht in tegen Trump voor zijn rol bij de mogelijke poging tot het beïnvloeden van de verkiezingsuitslag in 2020 en de bestorming van het Capitool op 6 januari 2021. Trump werd aangeklaagd voor samenzwering om de Verenigde Staten te bedriegen, samenzwering om een officiële procedure te dwarsbomen, belemmering van en poging tot belemmering van een officiële procedure en samenzwering tegen rechten van burgers. Op 3 augustus pleitte hij voor de rechter in Washington onschuldig te zijn. Volgens hem kon hij niet vervolgd worden, omdat hij op het moment van de feiten nog president was en dus genoot van immuniteit die aan het ambt verbonden is. Het Amerikaanse Hooggerechtshof gaf in juli 2024 de oud-president gelijk dat hij van de presidentiële bescherming kon genieten, maar enkel en alleen als zijn daden binnen de exclusieve bevoegdheden van het presidentschap vielen. Een lagere rechtbank moest daarna beoordelen of Trump zijn daden die dag uitvoerde als privépersoon of als president. In oktober 2024 diende Smith nieuwe bewijzen in bij een federale rechtbank die moesten staven dat Trump handelde als privépersoon, maar ook deze rechtszaak liet hij vallen na Trumps herverkiezing als Amerikaans president. In januari 2025 nam Smith ontslag als speciaal aanklager en werd ook zijn rapport omtrent deze zaak openbaar gemaakt. Hierin werd Trump beschuldigd van het bewust inzetten van bedrog en leugens als wapen om de democratische processen te dwarsbomen.

#### Strafrechtelijke vervolgingen (2023)

##### Aanklacht - bedrijfsfraude
Op 31 maart besliste een grand jury in New York om Trump strafrechtelijk te vervolgen. 34 strafbare feiten werden Trump ten laste gelegd tijdens een hoorzitting in de rechtbank op 4 april 2023, allemaal betrekking hebbend op het plegen van bedrijfsfraude. Trump zei onschuldig te zijn aan alle aanklachten. Het was de eerste keer in de geschiedenis van de Verenigde Staten dat een voormalig of zittend president strafrechtelijk werd vervolgd.

##### Aanklacht - kiesfraude
Op 15 augustus werd Trump door de Amerikaanse staat Georgia aangeklaagd voor poging tot kiesfraude. De aanklacht op staatsniveau bevatte beschuldigingen van 41 misdrijven. Trump zou gepoogd hebben de presidentiële verkiezingsuitslag in 2020 te beïnvloeden door onder meer afpersing, samenzwering en valse verklaringen. Samen met hem werden nog 18 mensen aangeklaagd, onder wie zijn advocaat Rudy Giuliani en zijn ex-stafchef Mark Meadows. De aanleiding voor het onderzoek waren de geluidsopnames van een telefoongesprek op 2 januari 2021 van Trump met Brad Raffensperger, de belangrijkste verkiezingsofficial in Georgia tijdens de verkiezingen. Trump eiste van Raffensperger 11.780 stemmen te "vinden" om het verkiezingsresultaat om te buigen in zijn voordeel, maar de official weigerde dit uit te voeren.
Op 24 augustus 2023 meldde Trump zich bij de gevangenis van Fulton County in de staat Georgia om zich over te geven aan de autoriteiten. Hij werd in de gevangenis gearresteerd op basis van dertien aanklachten. Ook is er een zogenoemde mugshot gemaakt, een politiefoto. De formele aanhouding en vrijlating onder borgtocht verliep in ca. 20 minuten. Met de officier van justitie was de week ervoor al onderhandeld over de borgtocht. Deze was vastgesteld op 200.000 dollar (ca. 183.000 euro) en werd door Trump betaald.

### Presidentiële campagne 2022-2024

#### Nominatie
Half november 2022 diende Trump een verzoek in bij de Federale Verkiezingscommissie om zich opnieuw verkiesbaar te stellen als president van de Verenigde Staten in 2024. Hij was daarmee de eerste formele kandidaat voor de presidentsvoorverkiezing van 2024 bij de Republikeinen. Hij won in januari de eerste twee presidentsvoorverkiezingen van zijn partij in de staten Iowa en New Hampshire met telkens meer dan 50 procent van de stemmen.

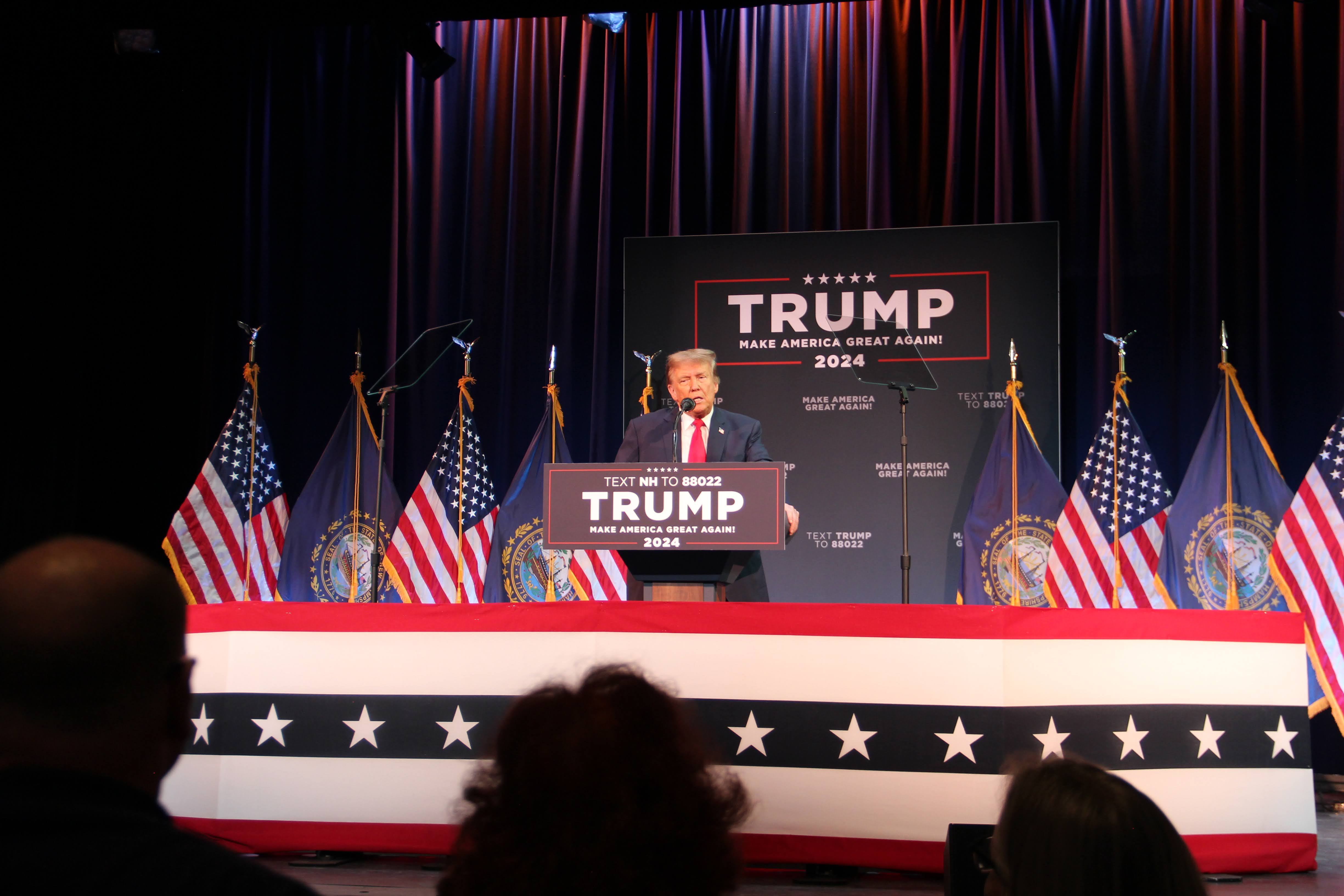
Trump voert campagne in Rochester, New Hampshire (januari 2024)

De staten Colorado en Maine sloten Trump uit van de presidentsverkiezingen in november 2024 op basis van het 14e amendement in de grondwet, dat zegt dat iemand die betrokken is geweest bij een opstand geen publieke functie meer mag bekleden. Zij vonden Trump schuldig aan deelname van de bestorming van het Amerikaanse Capitool in 2021. Trump ging in beroep bij het Amerikaanse Hooggerechtshof, dat zich vanaf 8 februari 2024 boog over de vraag of hij wel op het stembiljet mocht staan. Op 4 maart 2024 besloot het Hooggerechtshof dat het niet aan een staat is om op basis van de grondwet een besluit te nemen dat iemand niet mag deelnemen aan presidentsverkiezingen, waardoor de uitsluiting van Trump in Colorado en Maine teniet werd gedaan.
Op 5 maart 2024 werd Trump de duidelijke winnaar van de voorverkiezingen op Super Tuesday bij de Republikeinen, na winst in veertien van de vijftien deelnemende staten. Enkel Vermont ging naar zijn laatste overgebleven tegenstandster Nikki Haley. De volgende dag besloot zij haar campagne op te schorten, waardoor de weg voor Trump volledig openlag om de Republikeinse presidentsnominatie binnen te halen. Op 15 april 2024 op de Republikeinse conventie in Milwaukee werd Trump officieel aangeduid als presidentskandidaat. Hij wees J.D. Vance -  senator in de Amerikaanse staat Ohio - als vicepresidentskandidaat aan.

#### Moordaanslagen
Tijdens een campagnebijeenkomst in Butler, Pennsylvania, raakte Trump op 13 juli 2024 gewond door een schietincident. Hij werd in zijn rechteroor geraakt terwijl hij het publiek toesprak. Bij de aanval kwamen ook andere aanwezigen onder vuur te liggen. Corey Comperatore, een brandweerman, overleed terwijl hij zijn familie probeerde te beschermen, en twee andere personen raakten zwaargewond. De schutter, Thomas Matthew Crooks, werd door een scherpschutter ter plaatse doodgeschoten. Het incident leidde tot een onderzoek onder leiding van de FBI, waarbij de beveiligingsmaatregelen tijdens het evenement onder de loep werden genomen..
Op 26 september 2024 vond een hoorzitting plaats over de aanslag, waarbij meerdere getuigen uit lokale wetshandhavingsinstanties werden gehoord. Het onderzoek werd tevens uitgebreid naar een tweede vermoedelijke aanslag op Trump, die op 15 september 2024 plaatsvond in West Palm Beach, Florida. Agenten van zijn veiligheidsdienst verjaagden een man genaamd Ryan Wesley Routh, die zich met een wapen schuilhield vlak bij de plaats waar de ex-president aan het golfen was.

#### Herverkiezing tot president

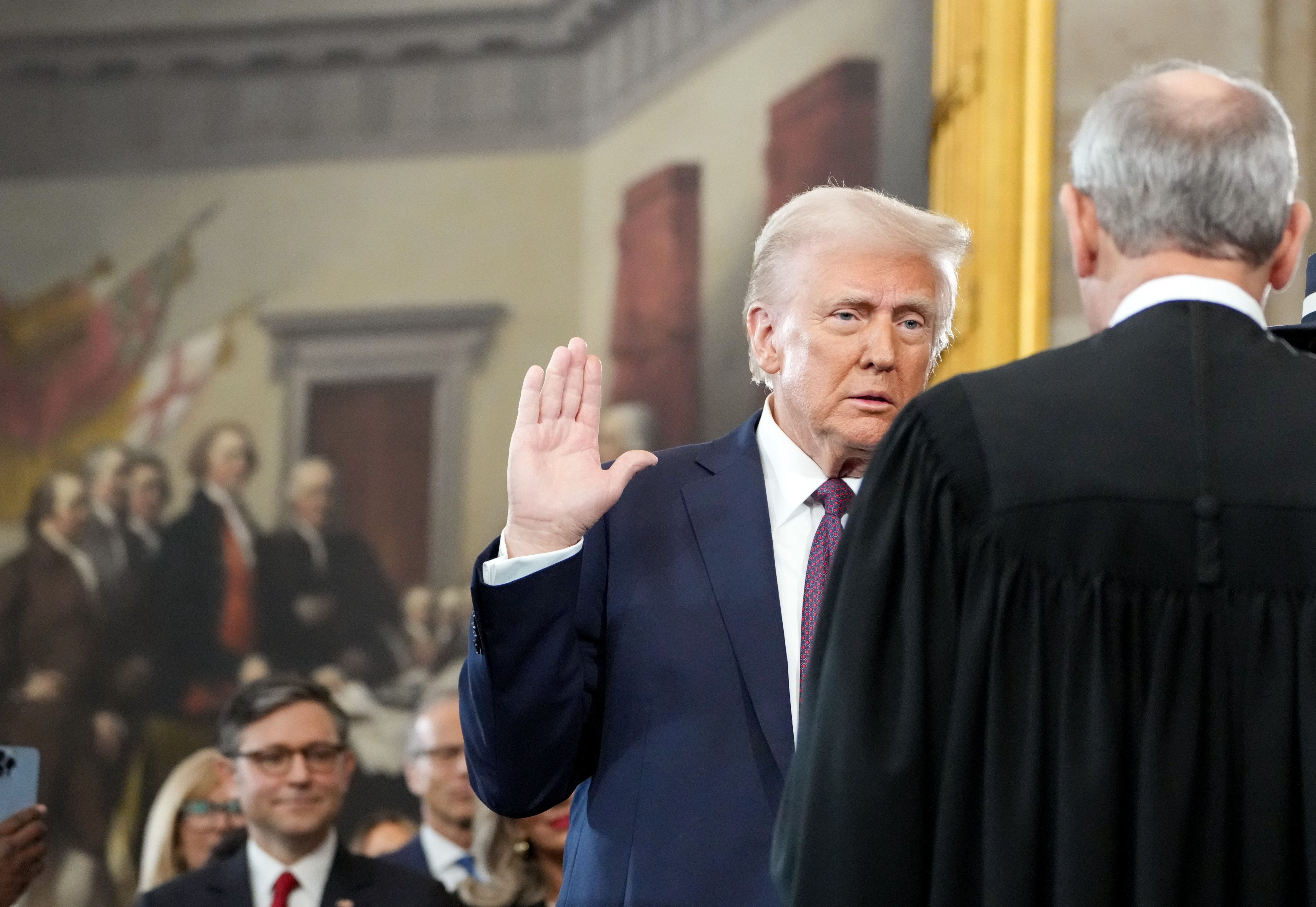
Eedaflegging Donald Trump

Op 8 november 2024 won Trump voor de tweede keer Amerikaans presidentschap met de Democraat Kamala Harris als belangrijkste tegenstander. Hij won 31 deelstaten, tegenover 19 en het District of Columbia voor Harris, en won daarnaast ook de 'popular vote'. Het totaal aantal stemmen: Trump behaalde 77.302.580 stemmen (49,80%), Harris kreeg er 75.017.613 (48,32%). Hiermee haalde Trump de drempel van 270 leden van het kiescollege, met 312 tegen 226, ruimschoots.

### Presidentschap 2025-heden

#### Inauguratie
Op 20 januari 2025 legde Trump de presidentiële eed af. Door het vriesweer vond de ceremonie voor het eerst in 40 jaar binnen in het Capitoolgebouw plaats. Zijn toespraak bij de inauguratie begon hij met de woorden: "Het gouden tijdperk voor Amerika begint nu". Hij brak het beleid van zijn voorganger Biden, die samen met Kamala Harris een prominente plek op het podium had, volledig af en kondigde een radicale koersverandering aan op het vlak van onder meer klimaatpolitiek, energiebeleid, kansengelijkheid-beleid en de grenzenpolitiek. Hij ging onder andere in op zijn plannen om het Panamakanaal "terug te nemen" en zijn voornemen om Groenland aan te kopen. Ook zei hij dat er vanaf nu slechts twee genders zijn, man en vrouw.

#### Eerste weken
In de eerste weken na zijn inauguratie werd Trumps strategie beschreven als 'flooding the zone'. Dit was een soort politieke blitzkrieg waarbij Trump zoveel atypische en in sommige gevallen ook potentieel ongrondwettelijke zaken in zeer korte tijd uitvoerde, dat de Democraten amper tijd kregen om erop te reageren. De strategie, die in eerste instantie uit de koker van Steve Bannon kwam, was zodanig effectief dat Trump relatief ongestraft een grote reeks programma's rond diversity, equity, and inclusion, die focusten op de gelijkstelling van minderheden, terug kon draaien. Ook legde hij de transgenderzorg voor jongeren stil, verscherpte hij de regels ten opzichte van immigratie en herbevestigde de doodstraf als legitiem middel. Daarnaast trok hij Amerika terug uit verschillende samenwerkingsverbanden, zoals de WHO en het Akkoord van Parijs.
Trump schiep het Department of Government Efficiency (DOGE), dat hij onder leiding stelde van Elon Musk. Musk en DOGE zouden zich niet aan de wettelijke regels houden met betrekking tot transparantie en drie rechtszaken werden aangespannen. Met een executive order probeerde Trump het automatisch verkrijgen van het Amerikaans burgerschap bij geboorte op Amerikaanse grond te beëindigen. Die order druist in tegen de Amerikaanse grondwet. Verder legde hij alle uitbetalingen door de overheid stil, hoewel het overheidsbudget door het Congres wordt bepaald en de president niet de macht heeft dit compleet stop te zetten. Intussen probeerde Musk het overheidsbetalingssysteem in handen te krijgen, wat hem ook al snel gelukte en de macht gaf over 5 biljoen dollar overheidsgeld, én hadden zijn mensen het personeelssysteem met alle informatie van medewerkers daarin al gehackt. Mogelijk is het doel hierbij Trumps besluit kracht bij te zetten; als hij de betalingen in handen heeft, maakt het immers niet uit wat er besloten wordt door het Congres. De situatie werd door de Democraten al snel omschreven als een coup.
Intussen werd op de achtergrond ook het kabinet-Trump II samengesteld. Veel van de kandidaten hadden amper ervaring met de departementen die zij zouden moeten gaan leiden en er kwam kritiek op het verleden van sommigen. Zo wordt Robert F. Kennedy jr., die Trump op het oog had voor volksgezondheid, beschreven als antivaxer en aanhanger van complottheorieën op het gebied van gezondheidszorg. Tulsi Gabbard, die de inlichtingendiensten zou moeten gaan leiden, zou mogelijk nauwe banden met Rusland erop na houden, zodanig dat sommigen zelfs meenden dat ze een Russische spion is. Kash Patel, die Trump beoogde als hoofd van de FBI, heeft in het verleden gezegd dat hij de FBI wilde sluiten en er een museum van wilde maken.

#### Verslechterende internationale relaties en dreigende recessie
Gedurende de eerste maanden van zijn presidentschap vervreemdde Trump verschillende bondgenoten van zich door onder meer zijn acties richting Canada en Denemarken, zijn houding binnen het Israëlisch-Palestijns conflict en zijn verbale aanval op Volodymyr Zelensky tijdens een persmoment met de Oekraïense president. De onzekerheid rondom DOGE en de ontslagen medewerkers van de federale overheid en de aan verschillende landen opgelegde douanerechten destabiliseerden de economie.

##### Canada en Denemarken
Trump sprak al voor zijn inauguratie in expansionistische termen over Canada en Denemarken. Canada zou de 51e staat van Amerika moeten worden en Groenland, dat tot op heden bij het Koninkrijk Denemarken hoort, zou hij graag kopen van Denemarken. Beide landen wezen het aanbod in de eenduidige bewoordingen af. Hoewel de plannen in eerste instantie vaak belachelijk werden gemaakt, zit er mogelijk een strategische gedachte achter een acquisitie van Groenland en Canada. Beide landen bevatten enorme hoeveelheden (zeldzame) delfstoffen. Ook zou de ligging in het noordpoolgebied strategisch gunstig zijn; Amerika zou haar macht over handelsroutes uitbreiden en zou China en Rusland voorbijstreven in het gebied. Toen Mark Rutte hem op 13 maart trof in zijn hoedanigheid van secretaris-generaal van de NAVO, polste hij hoe hij tegenover de plannen stond. Rutte gaf aan de Noord-Atlantische Verdragsorganisatie niet in de situatie te willen slepen.

##### Israël en Palestina
Begin februari 2025 verraste Trump door zich te mengen in het nog altijd voortgaande conflict tussen Palestina en Israël. De verrassing zat echter niet in de voortgezette steun aan Israël, een beleid dat Amerikaanse presidenten al sinds de stichting van de staat Israël volgen, maar in zijn plannen voor de Gazastrook. Hij wilde dat Palestijnen zich permanent buiten de strook vestigden en meende daarna de Gazastrook te kunnen herbouwen tot wat hij omschreef als 'de Rivièra van het Midden-Oosten'. Critici, waaronder António Guterres, secretaris-generaal van de Verenigde Naties, noemden het plan een etnische zuivering en wezen het stellig af.
In januari, onder Joe Biden, was er tussen Hamas en Israël een staakt-het-vuren afgesproken. Dit bestand was net voor de inauguratie van Trump tot stand gekomen. Op 18 maart schond Israël de afspraken door een aanval op de Gazastrook die 300 doden tot gevolg had. De Israëlische regering gaf aan tot de aanval over te zijn gegaan omdat Hamas de gegijzelde Israëliërs, wiens gijzeling het conflict in 2023 weer deed oplaaien, niet vrij liet. De Amerikaanse regering was een dag eerder reeds ingelicht en stond achter de actie.

##### Oekraïne
Tijdens een ingepland persmoment eind februari vielen Trump en J.D. Vance president Volodymyr Zelensky verbaal aan. Zij verweten hem een gebrek aan dankbaarheid en respect voor de steun die hij reeds had ontvangen vanuit Amerika. Toen hij hierop in ging verweet Vance hem gebruik te willen maken van de Amerikaanse media om zijn gelijk te behalen. Trump beëindigde het gesprek met de opmerking: "Dit zal goede televisie zijn, dat kan ik je zeggen."
Diplomate Susan Rice sprak al snel van een 'setup' om Zelensky te vernederen op televisie en gaf aan dat de uitspraken van Vance, enkel hadden kunnen plaatsvinden met de toestemming en goedkeuring van Trump. Verschillende wereldleiders spraken na de gebeurtenissen hun steun uit voor Zelensky. Mark Rutte meende dat Zelensky de relatie met Trump zo spoedig mogelijk diende te herstellen. Dit lukte zodanig dat er in midden maart 2025 een beperkt staakt-het-vuren tussen Rusland en Oekraïne gesloten werd, met inbreng van Trump.

##### DOGE en de ontslagen medewerkers
Het Department of Government Efficiency had zich tijdens de eerste weken na de inauguratie van Trump al snel toegang verschaft tot de digitale systemen van de overheid. Ook werden door Elon Musk en DOGE een grote reeks overheidsmedewerkers ontslagen. Deze ontslagen zorgden voor veel onrust in de Amerikaanse samenleving en in sommige gevallen een dreigend disfunctioneren van de overheidsdepartementen die erdoor getroffen waren. Zo zou bijvoorbeeld het United States Agency for International Development (USAID) zwaar getroffen worden en volledig ontmanteld zijn. In de Amerikaanse samenleving zorgde het ontslag van ruim 1.300 medewerkers van het Department of Education en de ontwikkelingen rondom de Social Security Administration voor veel vragen en spanningen, vooral bij de mensen die afhankelijk zijn van social security.
In maart kwamen ook de eerste reacties van rechters op de wijzigingen die de regering-Trump wilde doorvoeren. Een rechter meende dat de ontmanteling van USAID mogelijk tegen de grondwet was en verbood verdere veranderingen door DOGE rondom USAID. Een rechter in Californië zou de massale ontslagenronde vanuit het Office of Personal Management omschrijven als illegaal en gebood de ontslagen per direct terug te draaien. Hij werd gesteund door een tweede rechter, die tevens beval de ontslagen ongedaan te maken. Dit zou kunnen betekenen dat mogelijk tienduizenden medewerkers weer aangenomen dienen te worden. Deze continue veranderingen in beleid en de onverwachte keuzes van DOGE en Trump verzwakten de Amerikaanse economie. Ditzelfde gold voor de (dreiging van) douanerechten.

##### Douanerechten en TACO

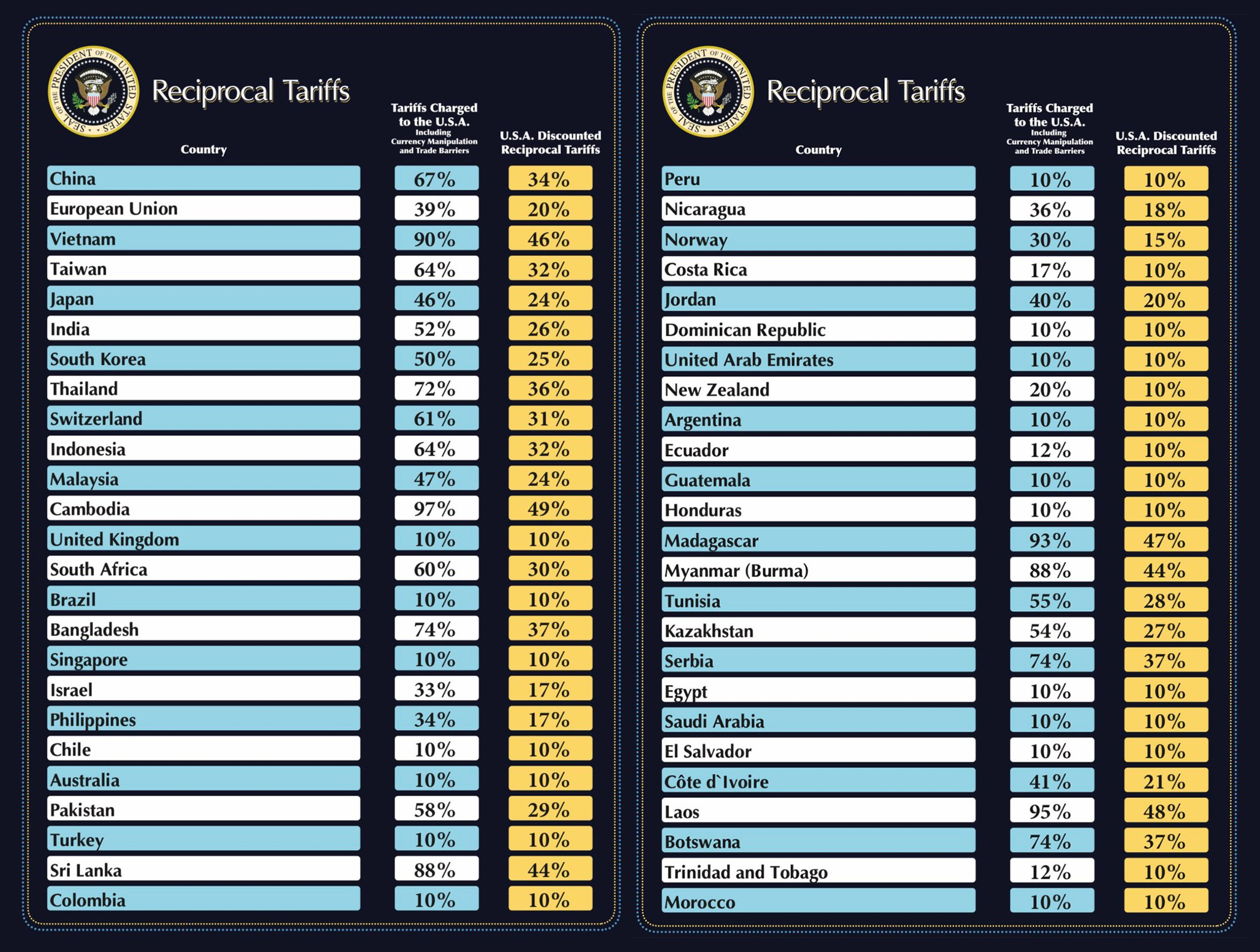
Het bord met de "wederkerige" importheffingen.

Trump heeft sinds 4 februari 2025 verzwaarde douanerechten opgelegd aan China en per 4 maart ook aan Canada en Mexico. In reactie dreigde een handelsoorlog tussen Amerika en de drie andere landen, die eveneens hun douanerechten aanpasten. Onder invloed van de kelderende aandelenmarkt zwakte Trump zijn aanpassingen af, maar dreigde op 13 maart ook een reeks verzwaarde douanerechten op te leggen aan de Europese Unie. Op 16 maart gaf Trump aan dat hij een recessie niet uitsloot; mogelijk zouden zijn maatregelen voor onrust zorgen. De aandelenmarkt schoot hierop naar beneden op een wijze die de onduidelijkheid rondom DOGE en de douanerechten nog niet eerder had veroorzaakt.
Trump bestempelde 2 april tot 'Liberation Day'. Deze dag zouden veel tariffs ingaan. Op 3 april kondigde president Trump een hele reeks "wederkerige" importheffingen aan, vanaf 9 april 2025: 10 procent, de minimumheffing, op alle producten uit het Verenigd Koninkrijk, Australië, Brazilië en Turkije; 20% uit de Europese Unie. Samen met eerdere heffingen lopen de rechten voor andere landen soms op tot boven de 50%. Toch werd de wederkerigheid van de importheffingen betwijfeld; voor het berekenen van de Europese heffingen liet Trump onder meer de btw, die niets te maken heeft met in- en uitvoer, meewegen.
De op 2 april ingestelde importheffingen hadden veel invloed op de Amerikaanse en wereldeconomie. Nadat ook de obligatiemarkt minder stabiel werd, zou Trump op 9 april besluiten een groot gedeelte van de importheffingen weer ongedaan te maken, mits de betreffende landen zelf geen heffingen in reactie hadden opgelegd. China had dit echter wel en de heffingen op dat land zouden tot 145% stijgen. De dollar was op dat moment zo'n 88 eurocent waard. Verschillende experts noemden het opmerkelijk dat zowel de aandelenmarkt als de dollar waren gedaald. Normaliter trekken investeerders bij onzekerheden zich terug in de dollar. Momenteel lieten ze die echter links liggen en keerden naar goud. De beschuldigingen aan het adres van Trump en de zijnen dat zij zich bezig zouden hebben gehouden met insider trading - Trump zou mogelijk verschillende van zijn medestanders hebben doorgegeven dat hij de volgende dag een afzwakking van de importheffingen zou afkondigen en hen zo aangespoord hebben tot het kopen van aandelen - werden in serieuze bronnen zoals Time behandeld en door sommige experts werd opgeroepen tot een onderzoek.

###### TACO
Spoedig na het invoeren van de importheffingen, werden de zwaarste heffingen al weer ingetrokken. Ook de heffingen op China, het enige land waarmee het tot een ware handelsoorlog kwam, werden halverwege mei in overleg met dat land verlaagd. Ook de Chinezen verlaagden op dit moment hun douaneheffingen.  Deze houding zou op de beurzen al snel het adagium 'Trump Always Chickens Out' (Trump trekt zich altijd laf terug), vaak afgekort tot TACO, opleveren. Toen een maand later, eind mei, naar Trumps reactie hierop gevraagd werd, bestreed hij de beschuldiging en reageerde negatief op de vraag, door te zeggen dat het een gemene vraag was.

#### Eerste 100 dagen - Beëindiging van de scheiding van de machten en gelijkschakeling
In Amerika is - net als in de meeste democratieën - een scheiding van machten van kracht. De federale wetgevende macht wordt vertegenwoordigd door het Amerikaans Congres. De federale uitvoerende macht wordt gevormd door de president van de Verenigde Staten en diens kabinet, tijdens de regering van Trump vertegenwoordigd in Kabinet-Trump I (2017 - 2021) en Kabinet-Trump II (2025 - ). De laatste macht is de rechtsprekende macht, die op federaal niveau vertegenwoordigd wordt door rechters, met aan het hoofd het Hooggerechtshof van de Verenigde Staten.
Tijdens het tweede kabinet-Trump trok Trump de wetgevende macht sterk naar zich toe, hierbij gesteund door de Republikeinse congresleden. De rechterlijke macht zou echter bepaalde handelingen van Trump afstraffen. In reactie hierop escaleerde de relatie tussen de president en rechters, wat uiteindelijk zelfs zou resulteren in de arrestatie van een rechter en de bewering bij monde van zijn woordvoerster, dat Trump eventuele arrestaties van Hooggerechtshofrechters niet uitsloot.
Buiten het politieke theater vond al snel een zogeheten gelijkschakeling plaats van de Amerikaanse samenleving die zich conformeerde aan Trumps eisen. In sommige gevallen probeerde Trump dit zelf af te dwingen - vaak ondersteund door stopzetten van overheidssteun.

##### Overname van de wetgevende macht
Ten tijde van de start van de tweede termijn van Trump, had de Republikeinse partij een meerderheid in het Congres, zowel in de Senaat als het Huis van Afgevaardigden. Het is niet ongebruikelijk dat de president en de meerderheid in het Congres beiden uit één partij komen; een soms onvermijdelijke situatie in een tweepartijenstelsel. Waarin de situatie tijdens de eerste honderd dagen van Trumps tweede termijn wel uitzonderlijk was, was de meegaandheid van de wetgevende macht. Normaliter heeft deze macht een controlerende functie ten opzichte van de president, zelfs als deze van de eigen partij is. De wetgevende macht is daarbij de enige die wetten mag maken, hoewel de president ook zogeheten executive orders kan gebruiken om politiek beleid op te stellen. Verregaande veranderingen van de wetgeving, zoals het aanpassen van de grondwet, dient dan ook vanuit het Congres te komen. Als de president dit echter toch probeert, kan dit worden aangevochten in rechtbanken of kan het Congres hem op andere gedachten brengen door het budget aan te passen of te gebruiken om druk te zetten achter haar eisen.
Enkele executive orders die Trump uitvaardigde, hielden verregaande wijzigingen van de (grond)wet in. Daarnaast overtrad de president door sommige orders de scheiding tussen federale overheid en overheid van de afzonderlijke staten. Ook het oprichten van een nieuw overheidsbureau, in de vorm van Department of Government Efficiency, werd wel gezien als een verboden stap. Er volgden al snel vele rechtszaken tegen verschillende orders, waarvan velen niet in het voordeel van Trump uitvielen. Zo was er een rechter die de doorgang van Protecting the Meaning and Value of American Citizenship verbood. Ook een reeks executive actions die de president had doorgevoerd, zoals de deportatie van Kilmar Abrego Garcia en het ontslag van vele duizenden overheidsmedewerkers werd door de rechtbanken als onrechtmatig gezien.
Waar de rechterlijke macht reageerde op de acties van Trump, bleef dit vanuit het Congres uit. Opvallend, omdat de power of the purse - het recht budgetten op te stellen - het Congres toehoort en door Trump onder meer opgeëist werd door het intrekken van al verleende federale subsidies. Ook de executive orders gingen - gezien de reactie van de rechters - een grens over. De houding van het Congres was daarmee niet in lijn met de instelling die eerdere congresleden hadden; wanneer een president eerder de macht van Congres usurpeerde, greep het Congres, vaak in een samenwerking tussen beide partijen, in. Redenen dat dit tijdens de eerste honderd dagen van Trump niet het geval was, zouden onder meer zijn dat de (Republikeinse) meerderheid in het Congres achter de plannen en acties van Trump stond, dat men meende dat men de bevolking mee had en dat men bang was de eigen zetel te verliezen zodra er een nieuwe stemming moest plaatsvinden. Het doorvoeren van de tariffs - die normaliter enkel kunnen worden opgelegd door het Congress; Trump gebruikte honderden jaren oude wetgeving die eerder enkel in oorlogstijd gebruikt werd om de douanerechten te kunnen wijzigen - en de verslechtering die dat voor de economie meebracht zorgden echter al spoedig voor een verlies van de steun van de bevolking. Dit bleek zelfs uit een poll die Fox News, dat tot dan altijd op hand van Trump was geweest, afnam. Toch bleven acties vanuit het Congres uit, waarschijnlijk ook door de bedreigingen die veel congresleden te verduren hadden vanuit Trumps achterban.

##### De bestrijding van de rechterlijke macht
Zoals al bleek uit de uitkomsten van de vele rechtszaken en maatregelen die rechters namen, was de rechtspraak niet per se op de hand van Trump, in tegenstelling tot het Congres. Dit bleek het sterkst in de uitspraak van het Hooggerechtshof, waarin een aanzienlijk aantal conservatieve, door Trump aangestelde rechters zitting hadden, in de uitzetting van Kilmar Abrego Garcia. Zij keurde de deportatie af en stuurde aan op het terughalen van Abrego Garcia. De uitspraak werd door alle negen rechters, waaronder de rechters die door Trump waren aangesteld, gesteund.
Hoewel Trump in februari 2025 nog meldde dat hij zich "altijd aan de uitspraken van de gerechtshoven" zou houden, werden door verscheidene hooggeplaatste figuren binnen Trumps regering rechters die uitspraken deden die niet in Trumps denkbeelden pasten, al gauw weggezet als linkse fanatici. Een maand later zou Trumps regering al uitspraken van rechtbanken naast zich neerleggen en raadde de president aan een afzettingsprocedure voor een rechter op te starten die een voor hem nadelige uitspraak deed. (De president kan immers geen rechters ontslaan, enkel aanstellen. Rechters worden bevestigd voor het leven en kunnen enkel met een afzettingsprocedure verwijderd worden.)
Op vrijdag 25 april werd een rechter gearresteerd door ICE-agenten. Dit gebeurde nadat zij volgens de FBI-directeur Kash Patel een immigrant die illegaal in het land zou verblijven, zou hebben afgeschermd van de agenten en daarmee de arrestatie van deze immigrant bemoeilijkt had. Verschillende experts meenden echter dat deze arrestatie in een bredere context gezien moest worden en hoorde bij de escalerende relatie tussen de regering en de rechterlijke macht. Dit beeld werd nog eens versterkt door Karoline Leavitt, de woordvoerster van de regering Trump, die suggereerde dat Trump het arresteren van hooggerechtshofrechters niet uitsloot.

##### Gelijkschakeling
In de eerste 100 dagen van zijn regering begon Trump ook met wat wel vergeleken kan worden met de Gleichschaltung die plaats had in de jaren 30 van de twintigste eeuw in Duitsland. Veel organisaties in Amerika besloten Trumps ideeën uit zichzelf te volgen, omdat men meende hierdoor ongehinderd het werk uit te kunnen blijven voeren. In sommige gevallen werden Trumps ideeën ook op hardere wijze opgelegd, bijvoorbeeld in het geval van verschillende grote advocatenbureaus. Een van de executive orders die Trump uitvaardigde, richtte zich op een van deze bureaus. Het bureau besloot Trump te beloven juridische werkzaamheden voor de regering te verrichten en diversiteitsprogramma's te annuleren. Hierna werd de order ingetrokken.
Ook op andere fronten probeerde Trump eigen denkbeelden in te voeren. Zo probeerde hij een reeks universiteiten te verplichten diversiteitsprogramma's af te schaffen, regels op te stellen over protesten op de campus en hem het eindbesluit over wie aangenomen werd als medewerker of student te geven. De  Harvard-universiteit besloot deze eisen af te wijzen en werd al snel getroffen door het stopzetten van de geldstromen die uit de overheid kwamen, zo'n 2,2 miljard dollar. Al snel sloten zo'n 200 onderwijsinstellingen zich aan bij het protest van Harvard.
De gelijkschakeling werd ook ingezet om de staten in het gareel te krijgen. De gouverneur van Maine, Janet Mills, raakte tijdens een persmoment in februari in discussie met president Trump, die meende dat Mills zijn executive order, Defending Women from Gender Ideology Extremism and Restoring Biological Truth to the Federal Government, onvoldoende volgde. Mills gaf daarop aan dat zij de bestaande federale en lokale wetgeving met betrekking tot het al dan niet toestaan van transgender atleten volledig volgde. (Hiermee impliciet de executive order afwijzende als wetgeving.) Trump besloot na het voorval een deel van de subsidies aan de staat Maine stop te zetten. Het bestuur van Maine vocht dit echter aan en kreeg gelijk in de rechtbank.
Ook de pers ontsnapte niet aan Trumps pogingen tot gelijkschakeling. Zo poogde hij de Associated Press (AP) te weren uit het Witte Huis, nadat AP de Golf van Mexico bij die naam bleef noemen. Trump had enige tijd daarvoor een executive order uitgevaardigd, Restoring Names That Honor American Greatness, die de naam van de golf veranderd had naar 'De Golf van Amerika'. Twee maanden later, in april 2025, zou de rechter ook in dit geval oordelen dat een dergelijk onderscheid niet mocht worden gemaakt door de president; dit ging tegen de grondwet in.
In mei 2025 ontsloeg Trump de directeur van de Library of Congress, Carla Hayden, wegens het door haar gevoerde DEI-beleid.

##### Militarisering en protesten
Direct al na zijn aantreden voor een tweede presidentschap, zette Trump hard in op het weren van immigratie. Zo werd immigratie aan de zuidelijke grens sterk bestreden en kregen ICE-agenten meer bevoegdheden om mensen het land uit te zetten. Eind mei 2025 werd deze agenten een doel opgelegd van 3000 gedeporteerde immigranten per dag. Trump beweerde in eerste instantie enkel illegalen en dan voornamelijk criminelen te willen vervolgen, maar wijzigde van een grote groep legale immigranten hun legale status naar illegaal. Meer dan 1500 studenten die legaal in het land verbleven, ervoeren dat hun green card werd ingetrokken. Vooral studenten die protesten leidden leken hier extra gevoelig voor. ICE hield ook verschillende Canadese en Europese burgers vast.
Verschillende steden en staten in de Verenigde Staten hadden zichzelf al enkele jaren eerder uitgeroepen tot sanctuary city of sanctuary state, waar niet meegewerkt wordt met het vervolgen van illegale inwoners. Onder die steden en staten waren ook Los Angeles en Californië, de staat waarin LA ligt. Desondanks zette ICE hard in op Los Angeles, een stad die veel latino-inwoners heeft. Dit leidde tot protesten van de bewoners van de stad. De protesten, die binnen het recht op vrijheid van meningsuiting vielen, zouden volgens Trump zodanig uit de hand lopen dat hij meende dat hij de Nationale Garde van Amerika, een groep reservisten binnen de Amerikaanse krijgsmacht, in te moeten zetten. Ook dreigde hij 700 militairen naar de stad te sturen.
Een president mag deze groep enkel inzetten met toestemming van de gouverneur van de staat waarin de Garde wordt ingezet, tenzij er sprake is van een rebellie. Omdat Trump de toestemming niet kreeg, federaliseerde hij de Garde en dwong hen naar Los Angeles, claimende dat er sprake was van rebellie in de stad. Gavin Newsom, de gouverneur van Californië en Karen Bass, de burgemeester van Los Angeles, waren beiden echter fel op de inzet tegen. Zij meenden dat deze actie enkel tot meer onrust in de stad zou leiden en een manier was om militaire inzet tegen burgers te normaliseren, iets wat normaliter in Amerika niet is toegestaan. Al snel werd dan ook een rechtszaak gestart, die Californië won; de rechter besloot dat de federalisering van de Garde tegen de wet inging: er zou namelijk nog geen sprake zijn van een rebellie, en dat Newsom de macht over de Garde terug moest krijgen. Trump ging daarop in beroep. Het beroep werd op 12 juni 2025 aangenomen door het appeals court en daarom werd de defederalisering van de Nationale Garde stilgelegd tot er door deze rechtbank een besluit werd genomen.

###### No Kings Day
Op 14 juni 2025, Trumps verjaardag, waren twee grote gebeurtenissen gepland. Trump had de eerste militaire parade in meer dan 30 jaar gepland. De parade werd door veel burgers met argwaan bekeken. Er waren namelijk veel kosten mee gemoeid, iets wat slecht viel in een periode waarin ook bezuinigd werd. Toch vond de parade doorgang. Juist daarom waren op deze dag ook een grote reeks protesten door heel Amerika gepland. De dag werd uitgeroepen tot No Kings Day (geen-koningendag), een verwijzing naar de autoritaire wijze waarop Trump zich verhoudt tot de bevolking en de politiek.
Er deed zich op No Kings Day nog een derde gebeurtenis voor: de politiek gemotiveerde moordaanslag op democratische politici in de staat Minnesota. Beiden, John Hoffman en Melissa Hortman, werden thuis beschoten, waarschijnlijk door een en dezelfde schutter die zich voordeed als politieagent. Hortman en haar partner overleden. Hoffman en zijn partner, Yvette, waren stabiel na de aanslag. De dader was direct na de aanslag voortvluchtig, maar leek meerdere doelwitten te hebben, waaronder abortusactivisten.

#### Verdere termijn (vanaf mei 2025)

##### Big Beautiful Bill
In de nacht van donderdag 22 mei op vrijdag 23 mei 2025 werd een wet die door voorstanders aangeduid werd als One Big Beautiful Bill Act, kortweg Big Beautiful Bill (afgekort als OBBBA, OBBB of BBB) aangenomen in het Huis van Afgevaardigden. Dit gebeurde met slechts één voorstem meer (215 tegen 214). Deze nieuwe Bill veroorzaakte voor het eerst tijdens Trumps tweede termijn een scheuring binnen het Republikeinse blok: enkele Republikeinen onthielden zich van stemming, wat grotendeels viel te verklaren vanuit de inhoud van de wet. Niet alleen verwachtte men een groei van de staatsschuld door de belastingverlaging voor de rijkste burgers – opvallend voor een partij die prat gaat op een financieel solide overheid –, maar ook zou de wet bezuinigen op programma's zoals Medicaid en SNAP, een programma dat de armsten voorziet van voldoende voedsel.
Op 1 juli werd de Bill met enkele aanpassingen na meer dan 26 uur stemmen ook door de Senaat goedgekeurd. Ook deze keer gebeurde dit met slechts één voorstem dankzij de beslissende stem van vicepresident J.D. Vance, na een gelijke stand van 50 stemmen voor en 50 tegen door de senatoren. De wet moest nogmaals voor het Huis van Afgevaardigden verschijnen, omdat beide kamers exact dezelfde tekst moeten goedkeuren. Op 3 juli keurde het Huis de Bill andermaal goed met 218 stemmen voor en 214 tegen. Op 4 juli – de nationale feestdag Independence Day – ondertekende president Trump in een ceremonie de nieuwe wet. 
De overheid zou niet langer Planned Parenthood subsidiëren. Ook genderbevestigende zorg werd uit het Medicaid-pakket verwijderd. De bezuinigingen troffen daarnaast buitenlandse hulp, universiteiten, wetenschappelijk onderzoek en milieubescherming.  Geschat werd dat de armste 40 procent van de Amerikaanse bevolking er als gevolg van de nieuwe wet op achteruit zou gaan.
Peter Giesen, buitenlandredacteur van de Volkskrant, omschreef de wet dan ook als 'zowel asociaal als financieel onverstandig'. Giesen meende dat de reden dat deze maatregelen toch aan de (financieel minder bedeelde) Trump-stemmers uitgelegd konden worden, samenhing met het feit dat de Bill deel uitmaakte van een strijd (als onderdeel van het "plutopopulisme") tegen alles wat als woke werd beschouwd.

##### AI Action Plan
Op 23 juli 2025 vaardigde Trump een nieuw beleidsplan inzake kunstmatige intelligentie uit, “Winning the AI Race: America’s AI Action Plan”.

##### Epstein

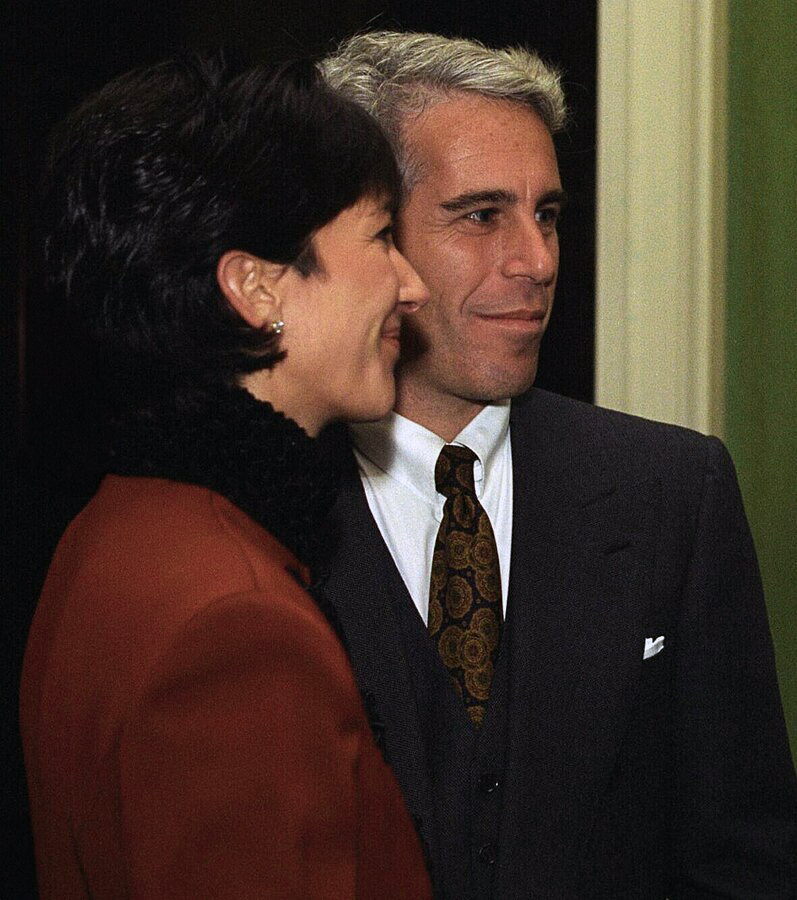
Maxwell en Epstein in 1993

In de jaren 1990 was Trump bevriend met Jeffrey Epstein, een toen schatrijke society-figuur die later vervolgd werd voor het misbruik van minderjarigen en het opzetten van een mensenhandel waarbij minderjarige meisjes betrokken waren. Epstein stierf in 2019 in zijn cel. Hoewel de doodsoorzaak aangeduid werd als zelfmoord, ontstonden er in het MAGA-kamp al snel complottheorieën. Vanwege zijn dood vond het proces geen doorgang. Zijn partner en handlanger Ghislaine Maxwell werd echter wel veroordeeld na Epsteins dood.

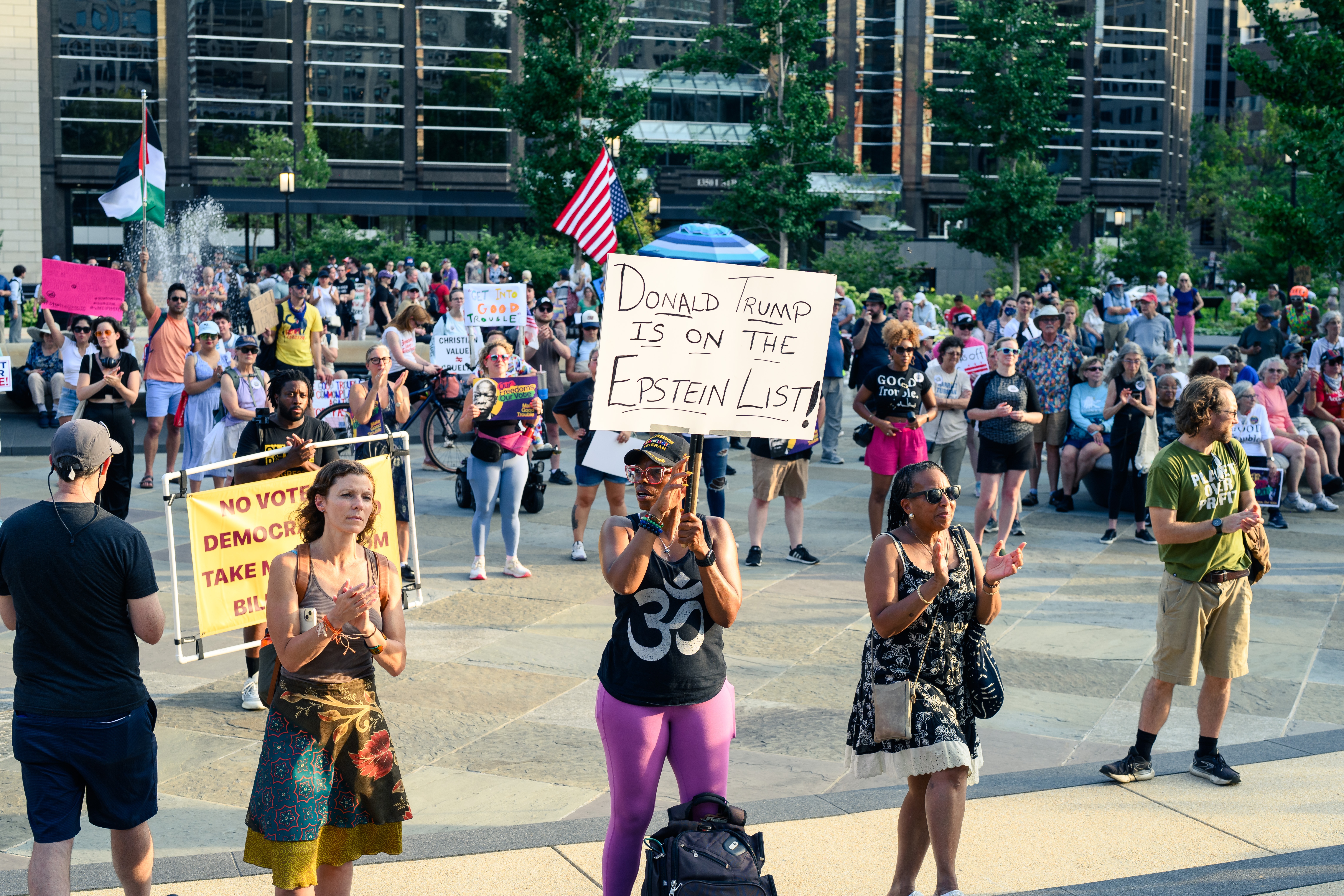
Een demonstrant houdt tijdens een protest begin juli een bord vast met daarop 'Donald Trump is on the Epstein List!' (Donald Trump staat op de Epstein-lijst!)

De kern van de theorieën die met name binnen de aanhang van Trump rondzong, hield verband met wat zij de 'deep state' noemden en hield verband met QAnon en Pizzagate. De deep state verwijst naar de elites die (op de achtergrond) het land zouden besturen. Epstein zou deze mensen op Little Saint James uitgenodigd hebben, waar ze zich vergrepen aan minderjarige meisjes. Epstein zou vastgelegd hebben wat er op het eiland gebeurde (mogelijk om deze informatie later te gebruiken voor chantagedoelen). De MAGA-aanhang, die altijd al een sterke afkeer had van elites en de Democraten zag als degenen die deel hadden genomen aan het misbruik, wilde de onderste steen boven krijgen, een wens waar Trump dankbaar gebruik van maakte in zijn tweede ronde verkiezingsbeloftes.
Na het aantreden van Trump voor zijn tweede termijn vroeg Pam Bondi de FBI alle stukken over Epstein aan het door haar geleidde Department of Justice over te dragen. Dat gebeurde: eind februari 2025 gaf Bondi aan dat zij een lijst van alle 'klanten' van Epstein op haar bureau had. De The Wall Street Journal rapporteerde dat Bondi in mei van dat jaar Trump op de hoogte stelde dat hij zelf in de stukken genoemd werd. Het Witte Huis ontkende dit echter. Op 7 juli werd bekend gemaakt dat het Department of Justice geen reden zag om verder te gaan met onderzoeken van de zaak en geen verdere informatie openbaar wilde maken. Het leidde tot een wekenlang schandaal dat Trump niet leek af te kunnen schudden.

##### Topontmoeting met Poetin in Alaska
Een topontmoeting tussen president Donald Trump en de Russische president Vladimir Poetin vond plaats op 15 augustus 2025 op de militaire basis Joint Base Elmendorf–Richardson in Anchorage (Alaska).

## Rechtszaak
In 1973 klaagde het United States Department of Justice het bedrijf Trump Management Corporation aan, toen Trump de directeur van dat bedrijf was. Zijn vastgoedbedrijf werd aangeklaagd omdat het zwarte huurders zou discrimineren. In 1975 werd buiten de rechtszaal een schikking getroffen. Daarbij hoefde door Donald en Fred Trump geen schuld te worden bekend, maar werd het bedrijf wel verplicht niet meer te discrimineren en de woningen ook actief aan te bieden onder zwarte woningzoekenden.
In de periode 1986-2016 hadden Trump en zijn bedrijven ongeveer 1900 aanklachten ingediend en waren er ongeveer 1450 rechtszaken waarbij Trump en zijn bedrijven aangeklaagd werden.
In maart 1990 dreigde Trump het bedrijf Janney Montgomery Scott aan te klagen. Een analist van het bedrijf zei dat Trumps Taj Mahal in Atlantic City "records zou breken," maar voor het einde van het jaar zou mislukken. Trump zei dat hij het bedrijf zou aanklagen, tenzij de analist zou worden ontslagen. De analist weigerde de uitspraken terug te trekken en werd uiteindelijk ontslagen. In november 1990 diende de Taj Mahal een faillissementsaanvraag in. De analist klaagde Trump vervolgens aan voor 2 miljoen dollar. De zaak werd uiteindelijk geschikt. De uitspraken van de analist over de Taj Mahal werden later "verbazingwekkend nauwkeurig" genoemd.
Tijdens de kredietcrisis in 2008 had Trump moeite voldoende appartementen te verkopen in Trump International Hotel and Tower in Chicago. Toen hij de prijzen wilde verlagen om zo de verkopen te laten toenemen, weigerde de lener, Deutsche Bank, dit. Trump redeneerde dat de financiële crisis en de daardoor veroorzaakte daling van de vastgoedmarkt niet binnen zijn controle lagen, en gebruikte een clausule in het contract om de lening niet meer te betalen. Trump klaagde de Deutsche Bank vervolgens aan vanwege gezichtsverlies en de Deutsche Bank diende ook een rechtszaak tegen Trump in. Beide partijen besloten uiteindelijk hun rechtszaken te laten vallen en de verkoop van de appartementen ging door.
In september 2011 werd in hoger beroep het uiteindelijke vonnis vastgesteld in een rechtszaak van Trump tegen auteur Timothy L. O'Brien. De schadeclaim ging voornamelijk over de inschatting van het netto vermogen van Trump. Trump eiste een bedrag van 5 miljard dollar van O'Brien, omdat O'Brien in zijn boek TrumpNation: The Art of Being The Donald uit 2006 had geschreven dat Trumps vermogen in werkelijkheid tussen de 150 en 250 miljoen dollar bedroeg, in plaats van de miljarden dollars die Trump in 2005 had verklaard te hebben. Trump noemde in interviews met O'Brien voor het boek een waarde tussen de 5 en 6 miljard, terwijl op een reclamefolder van een bedrijf van Trump de waarde van 9,5 miljard werd genoemd. Financiële experts kwamen uit tussen 150 en 250 miljoen dollar. Daarnaast kwam de Deutsche Bank met een nettowaarde van 788 miljoen. Volgens Trump had die onderschatting, die de auteur volgens hem uit boosheid in het boek had gezet, ertoe geleid dat zakenovereenkomsten waren mislukt en dat Trump gezichtsverlies had geleden. Bij de officiële verklaring voor de rechtszaak, zei Trump: "Mijn nettowaarde varieert en stijgt en daalt afhankelijk van de markten en meningen en mijn eigen gevoelens, zelfs van mijn eigen gevoelens, maar ik doe mijn best. (...) Dus ja, ook mijn gevoelens hebben invloed op de waarde die ik in mijn ogen vertegenwoordig." Een rechter uit New Jersey wees Trumps geldclaim af en in hoger beroep besloot een rechter het vonnis van de rechter uit New Jersey te handhaven wegens de samenhang van de drie vertrouwelijke bronnen van O'Brien. In een interview met Kranish en Fisher beweerde Trump dat hij de rechtszaak begon omdat hij dacht dat de rechtszaak O'Brien "een hoop tijd en een hoop energie en een hoop geld heeft gekost".
In 2013 klaagde Trump Bill Maher aan voor 5 miljoen dollar, nadat Trump zijn geboortebewijs had laten zien. Maher had in The Tonight Show gezegd dat hij Trump zou belonen met een bedrag van 5 miljoen dollar voor een goed doel als Trump, die langdurig het Amerikaans staatsburgerschap van president Obama in twijfel had getrokken, zou bewijzen dat hij niet de zoon was van een orang-oetan. Volgens Trump was het aanbod serieus en geen grap. Trump trok de rechtszaak echter acht weken later in.
Op 24 augustus 2013 diende de procureur-generaal van de staat New York, Eric Schneiderman, een rechtszaak in tegen Trump voor het afzetten van ruim 5.000 mensen voor 40 miljoen dollar door zijn vastgoedtechnieken te onderwijzen in een trainingsprogramma met winstoogmerk, onder de naam Trump University. Het Manhattan Supreme Court had de aanklacht eerder afgewezen. Op 30 januari 2014 wees ook de rechtbank van New York alle aanklachten af, behalve het onderdeel over vergunningen. In oktober 2014 vond de rechtbank dat Trump alleen aansprakelijk kon worden gesteld voor het niet hebben van een vergunning voor zijn investeringsschool. Van de drie nog lopende rechtszaken zou er in ieder geval een naar verwachting nog voor de presidentsverkiezingen voor de rechter worden gebracht. Op 18 november 2016 werd bekend dat Trump in deze zaak een schikking van 25 miljoen dollar had getroffen. Wegens het schenden van onderwijswetten moest hij bovendien 1 miljoen dollar aan de staat betalen.
In augustus 2014 trof Trump een schikking met Miss Pennsylvania Sheena Monnin, waarin Monnin 5 miljoen dollar moest betalen. Zij beweerde dat de resultaten van Miss USA 2012 waren gemanipuleerd. Monnin schreef op haar Facebookpagina dat een andere deelnemer haar had verteld dat zij tijdens een repetitie een lijst had gezien met de vijf finalisten in de uiteindelijke volgorde. Monnin stond vervolgens haar titel Miss Pennsylvania af. Volgens Trumps advocaat was een lucratieve sponsordeal met BP door de beschuldigingen mislukt en bestond het gevaar dat vrouwen als gevolg van de beschuldigingen zouden worden ontmoedigd om deel te nemen aan de wedstrijden van Miss USA. Volgens Monnin bleek uit getuigenissen van de Miss Universe Organization en van Ernst & Young dat de vijftien eerste plaatsen van de schoonheidswedstrijd niet door de jury, maar door de directeuren van de schoonheidswedstrijd werden bepaald. Volgens de voorwaarden van de schikking hoefde Monnin haar verklaringen niet in te trekken. Zij zei het volgende: "Standing on truth has cost me much."
In 2015 klaagde Trump Palm Beach County voor 100 miljoen dollar aan, omdat volgens hem ambtenaren de Federal Aviation Administration onder druk hadden gezet om vliegtuigen die naar Palm Beach International Airport vlogen specifiek over zijn landgoed, Mar-A-Lago, te sturen. Het vliegverkeer zou de bouw van het gebouw en de sfeer verstoren. Trump was twee keer eerder ook een rechtszaak begonnen wegens geluidsoverlast van het vliegveld.
In 2015 spande Trump een rechtszaak voor 10 miljoen dollar aan tegen José Andrés, omdat Andrés zich zou hebben teruggetrokken uit een overeenkomst over de opening van een restaurant in de Old Post Office in Washington D.C.
Op 9 mei 2023 werd Trump in een burgerlijke rechtszaak in New York schuldig bevonden aan seksueel misbruik van de columniste E. Jean Carroll en ook wegens laster jegens haar persoon. Carroll beschuldigde Trump ervan haar in 1996 te hebben verkracht in een pashokje van het luxewarenhuis Bergdorf Goodman in Manhattan. Daarnaast klaagde ze hem ook aan wegens laster omdat hij haar beschuldigingen afdeed als leugens. Trump werd veroordeeld tot betaling van een schadevergoeding van 5 miljoen dollar aan Carroll. Omdat de zaak strafrechtelijk verjaard was, riskeerde hij geen gevangenisstraf.

### Veroordeling in strafzaak
Trump werd op 30 mei 2024 in New York schuldig bevonden aan 34 misdrijven in verband met het vervalsen van documenten en betalingen aan de pornoactrice Stormy Daniels om de presidentsverkiezingen van 2016 te beïnvloeden. Zij had zwijggeld uit zijn campagnekas ontvangen over een affaire dat ze in 2006 hadden. Om het misbruik van campagnegeld te verdoezelen, vervalste Trump zijn boekhouding door het als 'juridische kosten' aan te geven. Na een proces van vijf weken oordeelden twaalf juryleden unaniem binnen tien uur. Daarmee werd Trump de eerste veroordeelde ex-president van de Verenigde Staten in een strafzaak.  Trump bekritiseerde het vonnis als bevooroordeeld, terwijl president Biden verklaarde dat "niemand boven de wet staat". Na de uitspraak waren er in Manhattan demonstraties voor en tegen Trump bij de rechtbank en de Trump Tower. Democraten prijzen de veroordeling als bewijs van de rechtsstaat, terwijl Republikeinen het proces als politieke manipulatie bestempelen. Op 10 januari 2025 besliste de rechtbank dat hij geen celstraf of boete kreeg, maar wel een strafblad. De New Yorkse zaak wordt beschouwd als de minst relevante van de vier lopende strafzaken tegen Trump, maar is wel de enige waarbij hij een veroordeling met een strafblad opliep.

## Privéleven
| Ex-vrouw van Donald Trump. |  | Huidige vrouw van Donald Trump. |
| Ivana Trump in 2007.       |  | Melania Knauss-Trump.           |

De in Queens geboren Donald Trump had twee broers, Fred jr. en Robert S. Trump (beiden overleden) en twee zussen, Maryanne en Elizabeth. Zijn oudere zus Maryanne was rechter bij het Hof van Beroep voor het 3e circuit.
In 1977 trouwde Trump met de Tsjechische Ivana Zelníčková (1949–2022). Ze kregen samen drie kinderen, Donald Trump jr. (1977), Ivanka Trump (1981) en Eric Trump (1984) en scheidden in 1992.
In 1993 trouwde Trump met Marla Maples. Trump en Maples hebben samen één kind, Tiffany Trump (1993). Het paar scheidde op 8 juni 1999.
Sinds 22 januari 2005 is Trump getrouwd met de Sloveense Melania Knauss. Met Knauss heeft hij een zoon, Barron William Trump (2006).
Trump was presbyteriaan. Op 23 oktober 2020 gaf Trump te kennen niet langer bij een denominatie te horen en zich als denominatieloos christen te beschouwen.
Trump speelt volgens diverse bronnen vaak vals bij golf.

## Prijzen en onderscheidingen

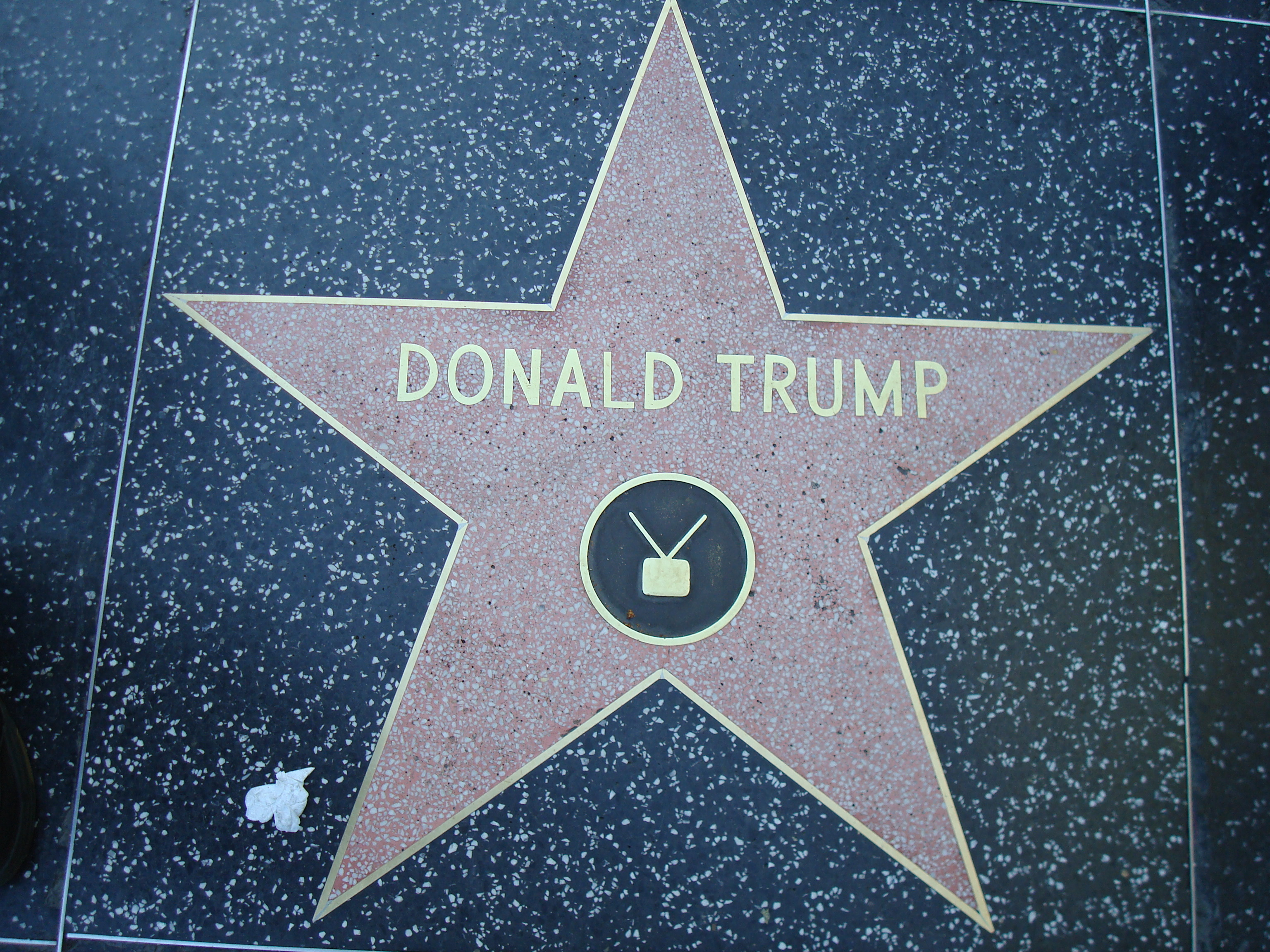
Trumps ster op de Hollywood Walk of Fame

- Gaming Hall of Fame (benoeming in 1995)
- Ster op de Hollywood Walk of Fame (2007)
- Ride of Fame (benoeming in 2010)
- Eredoctoraat in bedrijfseconomie van de Robert Gordon University (2010). Dit eredoctoraat is in december 2015 door de universiteit ingetrokken vanwege Trumps oproep moslims toegang tot de VS te ontzeggen.[351]
- Eredoctoraat in business van de Liberty University (2012)
- WWE Hall of Fame (benoeming in 2013)
- TIME's Person of the Year (2016, 2024)
- Orde van Mohammed (2021)[352]
- Orde van Zayed (2025)[353]